# Angela Merkel

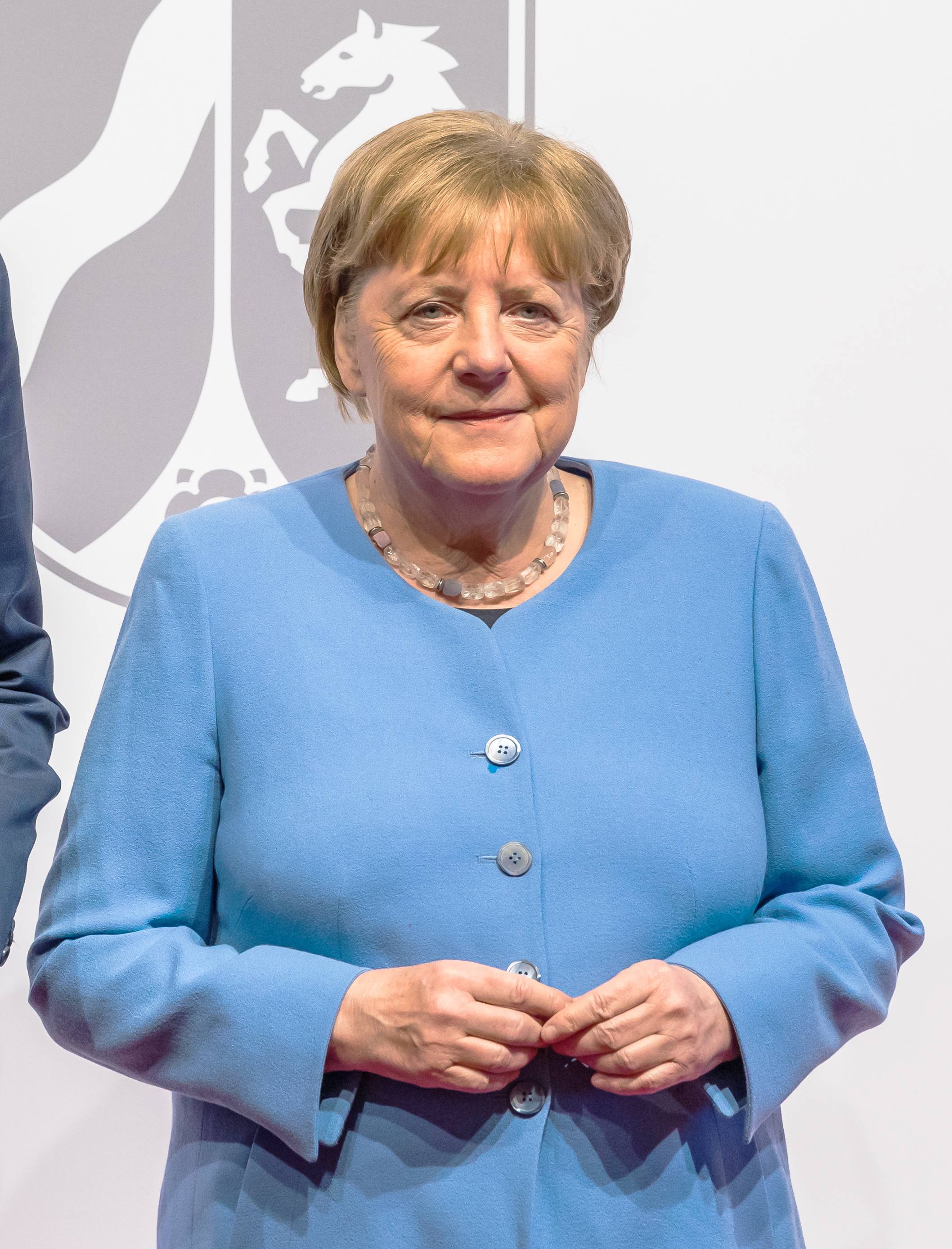
Angela Merkel (2023)

Angela Dorothea Merkel (* 17. Juli 1954 in Hamburg als Angela Dorothea Kasner) ist eine ehemalige deutsche Politikerin (CDU). Sie war von November 2005 bis Dezember 2021 Bundeskanzlerin der Bundesrepublik Deutschland und die achte in dieses Amt gewählte Person. Sie war die erste Frau, die erste nach der Gründung der Bundesrepublik geborene und die einzige in der DDR sozialisierte Person in diesem Amt.
Als promovierte Physikerin war sie am Zentralinstitut für Physikalische Chemie tätig, bis sie in der Wendezeit ab Dezember 1989 erstmals politisch in der Partei Demokratischer Aufbruch aktiv wurde, die sich Anfang Oktober 1990 der CDU anschloss. In der ersten und gleichzeitig letzten demokratisch gewählten Regierung der DDR übte sie das Amt der stellvertretenden Regierungssprecherin aus.
Bei der Bundestagswahl 1990 errang sie erstmals ein Bundestagsmandat. Von 1991 bis 1994 war Merkel Bundesministerin für Frauen und Jugend im Kabinett Kohl IV und von 1994 bis 1998 Bundesministerin für Umwelt, Naturschutz und Reaktorsicherheit im Kabinett Kohl V. Von 1998 bis zu ihrer Wahl als CDU-Vorsitzende im Jahr 2000 amtierte sie als Generalsekretärin der CDU. Von April 2000 bis Dezember 2018 war sie Bundesvorsitzende der CDU. Nach dem knappen Sieg der Unionsparteien bei der vorgezogenen Bundestagswahl 2005 löste Merkel Gerhard Schröder (SPD) als Bundeskanzler ab. Als Regierungschefin führte sie zunächst bis 2009 eine große Koalition mit der SPD (Kabinett Merkel I). Nach der Bundestagswahl 2009 ging sie mit der FDP eine schwarz-gelbe Koalition ein (Kabinett Merkel II), der 2013 eine erneute große Koalition folgte, die auch nach der Bundestagswahl 2017 fortgesetzt wurde (Kabinett Merkel III und IV). Im Oktober 2018 kündigte sie an, zur Bundestagswahl 2021 nicht mehr zu kandidieren.

## Leben

### Elternhaus und frühe Kindheit (1954–1960)
Angela Kasner kam im Elim-Krankenhaus im Hamburger Stadtteil Eimsbüttel zur Welt, als erstes Kind des evangelischen Theologen Horst Kasner (* 6. August 1926 in Berlin als Horst Kaźmierczak; † 2. September 2011 ebenda) und seiner Frau Herlind Kasner, geborene Jentzsch (* 8. Juli 1928 in Danzig; † 6. April 2019 in Berlin). Horst Kasner hatte ab 1948 an den Universitäten Heidelberg und Hamburg sowie an der Kirchlichen Hochschule Bethel in Bielefeld Theologie studiert. Seine Frau Herlind Kasner war Lehrerin für Latein und Englisch.

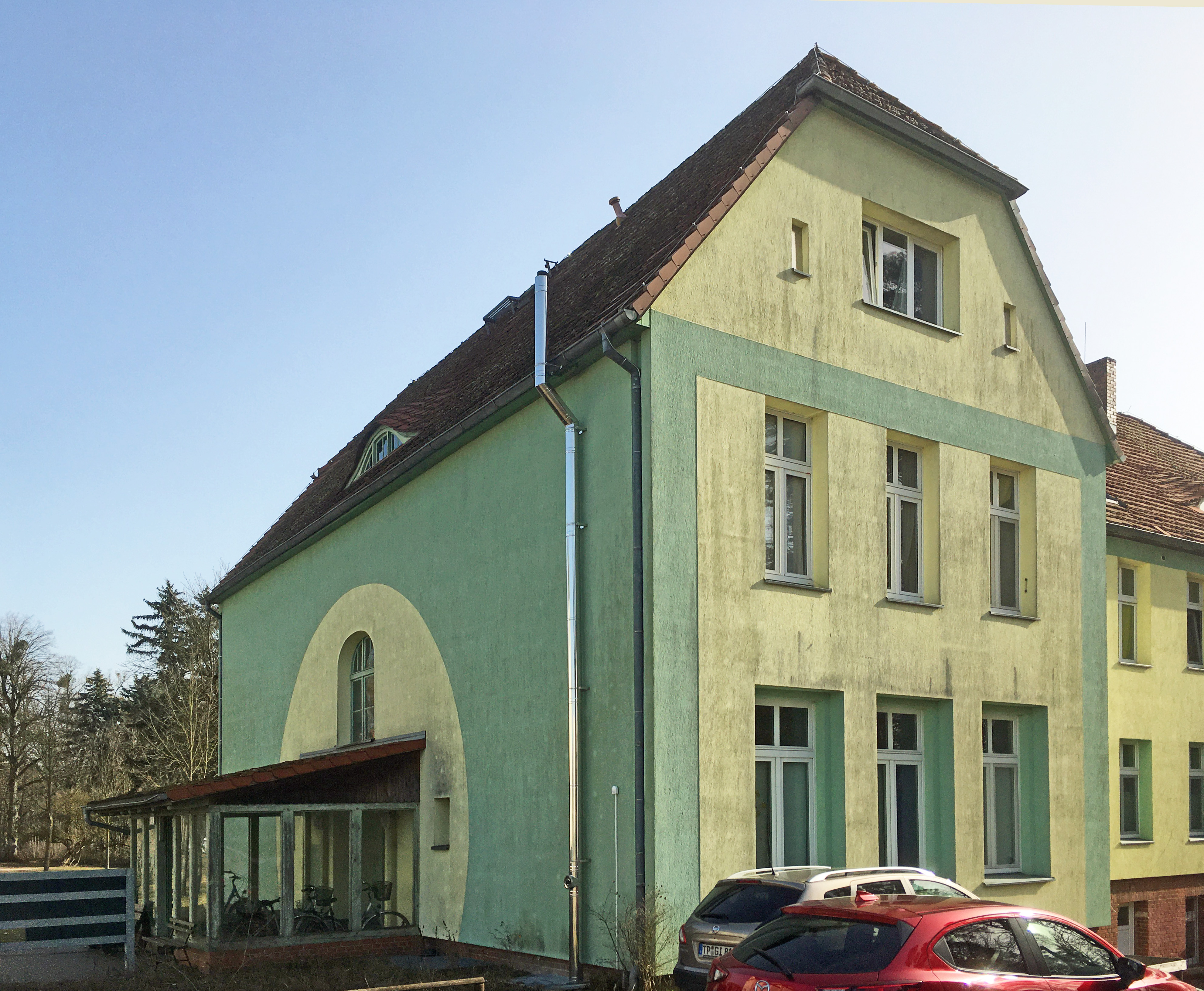
Haus Fichtengrund, Wohnhaus der Familie Kasner in Templin

Noch 1954, einige Wochen nach der Geburt der Tochter, siedelte die Familie von Hamburg-Eppendorf in die DDR über. Für die Evangelische Kirche in Berlin-Brandenburg trat Horst Kasner im Dorf Quitzow (heute ein Ortsteil von Perleberg) eine Pfarrstelle an. 1957 wechselte Horst Kasner dauerhaft nach Templin in der Uckermark, um sich am Aufbau einer innerkirchlichen Weiterbildungsstelle zu beteiligen. Dort wuchs Angela Kasner im Haus Fichtengrund auf. Ihre Mutter war aufgrund des Pfarrberufs des Vaters im Schuldienst der DDR unerwünscht. Am 7. Juli 1957 wurde Angelas Bruder Marcus und am 19. August 1964 ihre Schwester Irene geboren.
In Polen erregte 2013 die Entdeckung ihrer polnischen Wurzeln Aufmerksamkeit: Ihr Großvater, der Polizeibeamte Ludwig Kasner (1896–1959), hatte als Ludwig Kazmierczak als Pole im Deutschen Kaiserreich in Posen gelebt, im Ersten Weltkrieg erst für die deutsche Armee und dann als Angehöriger der polnischen Haller-Armee möglicherweise gegen die deutsche Armee an der Westfront gekämpft. Er siedelte später nach Berlin über.

### Schulzeit und Studium (1961–1978)

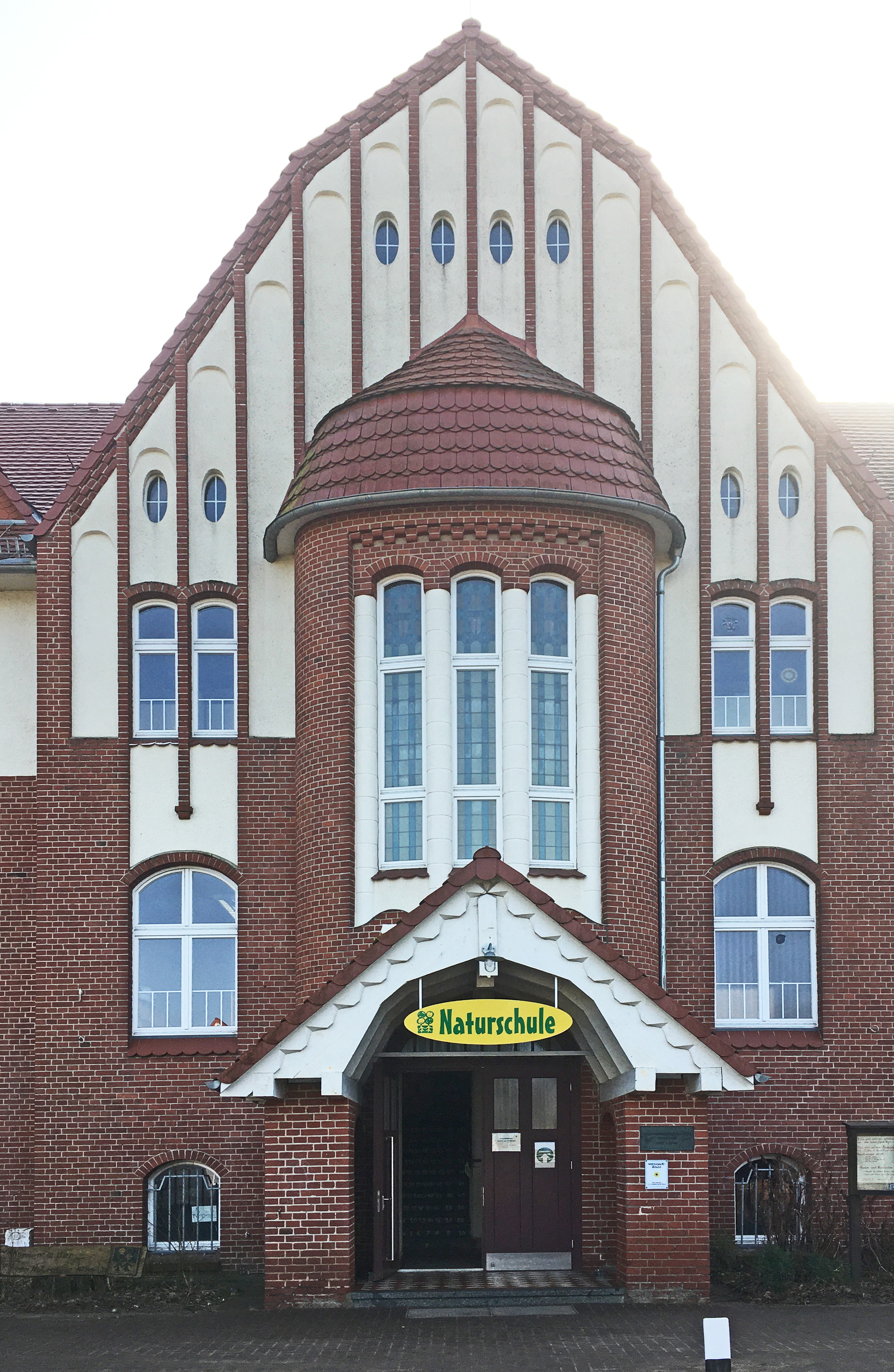
Gebäude der früheren Polytechnischen Oberschule

1961 wurde Angela Kasner an der Polytechnischen Oberschule (POS) in Templin (heute Aktive Naturschule Templin) eingeschult. Sie zeigte überdurchschnittliche schulische Leistungen, in den Schulfächern Russisch und Mathematik war sie Klassenbeste. Sie gewann Russisch-Olympiaden bis hin zur DDR-Ebene – ihre Russischlehrerin bezeichnete sie als „hochbegabt“, „ehrgeizig“ und „schüchtern“ – und war Mitglied der Freien Deutschen Jugend (FDJ).
Bei den Mitschülern war Kasner (Spitzname „Kasi“) „superbeliebt“ und „superschlau“, sie „[h]abe andere immer abschreiben lassen“. 1973 legte sie in der Klasse 12b der Erweiterten Oberschule (EOS) in Templin das Abitur mit der Note 1,0 ab und erhielt die Lessing-Medaille.
Kasner hatte sich bereits während ihrer Schulzeit für das Studium der Physik an der Karl-Marx-Universität (heute: „Universität Leipzig“) in Leipzig entschieden, das sie 1973 aufnahm. Um ihr Einkommen während ihres Studiums aufzubessern, arbeitete sie nach eigenen Angaben an zwei Abenden pro Woche in Discotheken nebenberuflich als „Bardame“.
Sie gehörte nicht zu den opponierenden Kräften innerhalb der DDR, was ihre akademische Laufbahn verhindert hätte, berichtet aber, in diesen Jahren den Autor Reiner Kunze getroffen zu haben, den sie als ihren Lieblingsschriftsteller bezeichnet. 1977 heiratete sie den aus Cossengrün in Thüringen stammenden Physikstudenten Ulrich Merkel; die Ehe wurde 1982 geschieden.
Angela Merkels Diplomarbeit vom Juni 1978 mit dem Titel Der Einfluss der räumlichen Korrelation auf die Reaktionsgeschwindigkeit bei bimolekularen Elementarreaktionen in dichten Medien, betreut von Reinhold Haberlandt, wurde mit „sehr gut“ bewertet. Die Arbeit war zugleich ein Beitrag zum Forschungsthema Statistische und Chemische Physik von Systemen der Isotopen- und Strahlenforschung im Bereich statistische und physikalische Chemie am Zentralinstitut für Isotopen- und Strahlenforschung der Akademie der Wissenschaften der DDR (AdW).

### Akademie der Wissenschaften in Ost-Berlin (1978–1990)
Nachdem 1978 eine Bewerbung von Merkel an der Technischen Hochschule Ilmenau gescheitert war, ging sie mit ihrem damaligen Mann nach Ost-Berlin. Hier nahm sie eine Stelle am Zentralinstitut für Physikalische Chemie (ZIPC) der Akademie der Wissenschaften der DDR in Berlin-Adlershof an. 1986 konnte sie für mehrere Tage zu einer Tagung in die Bundesrepublik Deutschland reisen. Außerdem nahm sie in Donezk an einem mehrwöchigen russischen Sprachkurs teil.
Am Zentralinstitut arbeiteten rund 650 Personen, davon etwa 350 Wissenschaftler. Angela Merkel arbeitete in der Abteilung Theoretische Chemie.
Während der Arbeit an ihrer Dissertation nutzte sie die Gelegenheit, einige der Berechnungen bei der Tschechoslowakischen Akademie der Wissenschaften in Prag durchzuführen, da diese einen leistungsfähigen IBM-Großrechner besaß, den es in der DDR damals nicht gab. Am 8. Januar 1986 reichte sie ihre Dissertation mit dem Thema Untersuchung des Mechanismus von Zerfallsreaktionen mit einfachem Bindungsbruch und Berechnung ihrer Geschwindigkeitskonstanten auf der Grundlage quantenchemischer und statistischer Methoden ein. Die Arbeit wurde mit „sehr gut“ (magna cum laude) bewertet.
Nach der Promotionsordnung musste dem Antrag auf Promotion der Nachweis beigefügt werden, dass die während des Studiums erworbenen Kenntnisse des Marxismus-Leninismus („ML“) wesentlich vertieft und erweitert worden waren. Merkel fertigte zum Nachweis eine schriftliche Arbeit mit dem Titel Was ist sozialistische Lebensweise? an, die mit „genügend“ (rite) bewertet wurde. Doktorvater war der Leiter der Abteilung Theoretische Chemie am ZIPC, Lutz Zülicke.
Nach der Promotion zum Doktor der Naturwissenschaften (Dr. rer. nat.) wechselte Merkel innerhalb des Instituts in den Bereich Analytische Chemie, in dem Klaus Ulbricht ihr Abteilungsleiter wurde.
In Bezug auf ihre Koautorenschaft bei wissenschaftlichen Publikationen hat Angela Merkel die Erdős-Zahl 5.
Merkel war weder Mitglied der SED noch einer der Blockparteien; sie war nicht in der zivilen oder der kirchlichen Opposition aktiv. Während ihrer Tätigkeit für die Akademie der Wissenschaften engagierte sie sich in einer FDJ-Gruppe. Nach eigenen Angaben war Merkel dort als Kulturreferentin tätig. Zeitzeugen – die der Merkel-Biograf Gerd Langguth befragt hat – sprachen davon, sie sei für „Agitation und Propaganda“ zuständig gewesen.

### Familie
Während ihres Physikstudiums in Leipzig lernte Angela Kasner im Jahr 1974 bei einem Jugendaustausch mit Physikstudenten in Moskau und Leningrad ihren ersten Ehemann, den aus Cossengrün stammenden Physikstudenten Ulrich Merkel, kennen. Am 3. September 1977 wurden die beiden in Templin kirchlich getraut. 1981 trennte sich das Paar und die kinderlose Ehe wurde 1982 in Ost-Berlin geschieden. Ulrich Merkel hat aus seiner zweiten Ehe einen Sohn.
Im Jahr 1984 lernte Merkel an der Akademie der Wissenschaften der DDR in Berlin-Adlershof den Quantenchemiker Joachim Sauer kennen, den sie am 30. Dezember 1998 heiratete. Sie behielt den Nachnamen Merkel bei, da sie zu diesem Zeitpunkt bereits als Angela Merkel in der Öffentlichkeit bekannt war. Die Ehe ist kinderlos; Sauer brachte zwei Söhne aus erster Ehe (Adrian und Daniel Sauer) mit in die Partnerschaft. Das Ehepaar zog von der Luisenstraße, in unmittelbarer Sichtweite des Reichstagsgebäudes, in eine Wohnung Am Kupfergraben in der Nähe der Humboldt-Universität um, in der es weiterhin lebt.

### Freizeit
Seit 1985 sind Angela Merkel und Joachim Sauer Eigentümer eines Wochenendhauses in Hohenwalde, einem Ortsteil von Milmersdorf in der Uckermark.
Ihren Urlaub verbringt sie mit ihrem Mann seit Jahren an denselben Orten: zu Ostern auf der Insel Ischia im Golf von Neapel, im Sommer zum Wandern in Sulden im Vinschgau/Südtirol und im Winter zum Skilanglauf in Pontresina im Schweizer Engadin.
Angela Merkel und ihr Mann besuchen gerne die Oper und nehmen regelmäßig an Premierenvorstellungen der Bayreuther Wagner-Festspiele teil.

## Politische Laufbahn

### Demokratischer Aufbruch (1989–1990)
Während der Wende in der DDR im Herbst 1989 zeichnete sich ab, dass im Osten Deutschlands neue, demokratische Parteistrukturen entstehen würden. Merkel wollte zunächst der SPD beitreten, hätte dafür jedoch vorher die Mitgliedschaft in einem Ortsverein beantragen müssen. Das sagte ihr nicht zu; sie begann deshalb im Dezember 1989 beim neu gegründeten Demokratischen Aufbruch (DA) zu arbeiten, zunächst im Dezember und Januar noch unentgeltlich als provisorische Systemadministratorin, ab 1. Februar 1990 dann hauptberuflich als Sachbearbeiterin in der persönlichen Arbeitsumgebung des Vorsitzenden Wolfgang Schnur in der Ost-Berliner Geschäftsstelle.
Aus dieser Zeit ist auch ihre Aussage verbürgt, dass sie mit der CDU nichts zu tun haben wolle. Später folgten der Entwurf von Flugblättern, die Ernennung zur Pressesprecherin Mitte Januar 1990 durch ihren „Entdecker“ Schnur als Nachfolgerin von Christiane Ziller und die Mitgliedschaft im Vorstand des DA. Der Demokratische Aufbruch schwankte zunächst noch stark in den politischen Perspektiven und galt eine Zeitlang, wie die anderen Vereinigungen der Bürgerbewegung (Neues Forum, Demokratie Jetzt), prinzipiell als politisch linksorientiert. Bald brach sich aber eine politische Haltung Bahn, die den Sozialismus grundsätzlich ablehnte. Dies verstärkte sich, als Anfang 1990 konservative westdeutsche Politiker auf die erste demokratische Volkskammerwahl am 18. März 1990 hinarbeiteten und Volker Rühe als Generalsekretär der westdeutschen CDU am 5. Februar 1990 das Wahlbündnis Allianz für Deutschland begründete. Der Demokratische Aufbruch nahm darin als neu gegründete Bürgerbewegung eine Schlüsselstellung ein: Denn Helmut Kohl, damaliger Bundeskanzler und CDU-Vorsitzender, wollte nicht allein auf die Ost-CDU (die als Blockpartei vorbelastet war) oder die der CSU nahestehende Deutsche Soziale Union (DSU) setzen. Das Ansehen des DA wurde jedoch erheblich geschädigt, als wenige Tage vor der Volkskammerwahl bekannt wurde, dass Wolfgang Schnur von 1965 bis 1989 für das Ministerium für Staatssicherheit (MfS) tätig gewesen war. Merkel leitete die Pressekonferenz, auf der der DA-Vorstand seine Betroffenheit darüber äußerte.

### Allianz für Deutschland (1990)
Die erste freie Volkskammerwahl am 18. März 1990 endete für Merkels Demokratischen Aufbruch (DA) mit einem 0,9-Prozent-Desaster. Dank der unerwarteten 41 Prozent für den Bündnispartner Ost-CDU wurde die gemeinsame Allianz für Deutschland jedoch faktischer Wahlsieger. Unter dem CDU-Spitzenkandidaten Lothar de Maizière entstand innerhalb der folgenden Wochen eine Koalition, bestehend aus der Allianz, den Sozialdemokraten und den Liberalen. Am 12. April 1990 wählten die Volkskammerabgeordneten dieser Koalitionspartner Lothar de Maizière zum neuen Ministerpräsidenten der DDR. In der Regierung de Maizières erhielt Rainer Eppelmann mit dem Ressort Abrüstung und Verteidigung für den DA ein Ministeramt. Im Einklang mit der Koalitionsarithmetik, die bei der Verteilung weiterer Posten zu beachten war, wurde Merkel in der ersten und gleichzeitig letzten, frei gewählten Regierung der DDR stellvertretende Regierungssprecherin.
In den Wochen nach der Volkskammerwahl rückte überraschend schnell die Frage der Deutschen Wiedervereinigung in den politischen Mittelpunkt. Merkel begleitete viele vorbereitende Gespräche, z. B. diejenigen zum Staatsvertrag über die Schaffung einer Währungs-, Wirtschafts- und Sozialunion, der am 18. Mai 1990 in Bonn unterzeichnet wurde. Maßgeblicher Verhandlungsleiter auf Seiten der DDR war der parlamentarische Staatssekretär beim Ministerpräsidenten der DDR, Günther Krause, der in den nächsten Monaten ein wichtiger Förderer von Merkel wurde. Am 31. August 1990 wurde schließlich in Bonn der Einigungsvertrag von Günther Krause und dem Innenminister der Bundesrepublik, Wolfgang Schäuble unterschrieben. Merkel begleitete Delegationen um Lothar de Maizière auf Auslandsreisen und war beim Abschluss des Zwei-plus-Vier-Vertrages am 12. September 1990 in Moskau anwesend.

### Beitritt zur CDU (1990)

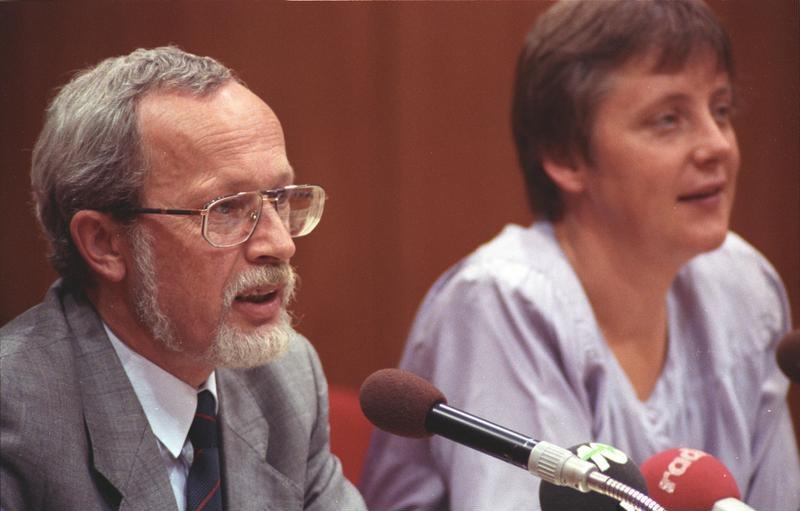
Merkel mit dem letzten Ministerpräsidenten der DDR, Lothar de Maizière (August 1990)

Das schlechte Abschneiden des Demokratischen Aufbruchs bei der Volkskammerwahl und die Entwicklung der nächsten Monate nötigten zur Anlehnung des DA an die CDU, die von Merkel mitgetragen wurde. Am 4. August 1990 stimmte auf einem Sonderparteitag des DA eine Mehrheit für einen Beitritt zur westdeutschen CDU, nach vorhergehender Fusion mit der Ost-CDU. Merkel war eine von drei Delegierten, die der DA zum Vereinigungsparteitag der CDU in Hamburg am 1. und 2. Oktober 1990 sandte. In einer Rede stellte sie sich dort als ehemalige „Pressesprecherin des Demokratischen Aufbruchs“ und als Mitarbeiterin de Maizières vor. Am Vorabend dieses 38. CDU-Bundesparteitages kam es zu einem ersten von Merkel initiierten persönlichen Gespräch mit Helmut Kohl.
Merkels Beitritt zur CDU erfolgte im Zuge der Fusion des DA an die CDU passiv, indem ihre Mitgliedschaft im DA automatisch in ein CDU-Parteibuch umgewandelt wurde.
Nach der Wiedervereinigung am 3. Oktober 1990 erhielt Merkel die Planstelle einer Ministerialrätin (A 16) im Bundespresse- und Informationsamt (BPA). Im Einigungsvertrag war die Abwicklung der Akademie der Wissenschaften, an der sie zwölf Jahre gearbeitet hatte, festgeschrieben worden. Ihr Forschungsinstitut und alle anderen wurden grundlegend umstrukturiert, neu eingegliedert oder teilweise aufgelöst. Merkel bewarb sich daher mit der gesicherten beruflichen Position im BPA im Rücken um ein Bundestagsmandat. Durch die Vermittlung von Günther Krause, der in Mecklenburg-Vorpommern CDU-Landesvorsitzender war, trat sie im Bundestagswahlkreis Stralsund – Rügen – Grimmen als Direktkandidatin an. Ihre Nominierung erfolgte in der Kaserne Prora auf Rügen. Gleichzeitig wurde sie auf Platz 6 der Landesliste als Listenkandidatin gesetzt.

### Bundesministerin für Frauen und Jugend (1991–1994)
Bei der ersten gesamtdeutschen Bundestagswahl am 2. Dezember 1990 gewann Merkel ihren neuen Wahlkreis mit 48,5 Prozent der abgegebenen Erststimmen; In den folgenden sieben Bundestagswahlen zog sie stets über ihren Wahlkreis direkt in den Bundestag ein. Mit der konstituierenden Sitzung am 20. Dezember 1990 wurde sie Abgeordnete des Deutschen Bundestages.

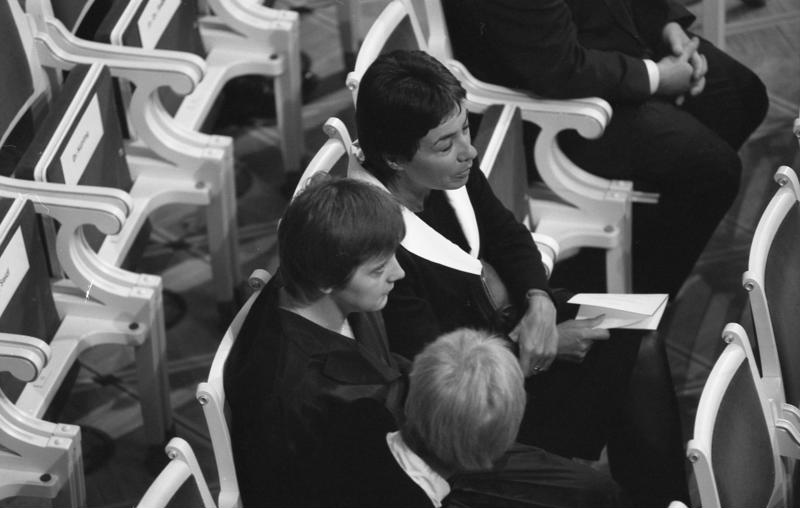
Im April 1991 (links, mit Hannelore Rönsch) beim Staatsakt für Detlev Rohwedder

Der Wahlsieger Helmut Kohl, der sie im November 1990 nochmals zu einem Gespräch ins Kanzleramt nach Bonn eingeladen hatte, nominierte sie überraschend für ein Ministeramt in seinem Kabinett. Das alte Bundesministerium für Jugend, Familie, Frauen und Gesundheit wurde dreigeteilt – in das Bundesministerium für Gesundheit (Gerda Hasselfeldt), das Bundesministerium für Familie und Senioren (Hannelore Rönsch) und das Bundesministerium für Frauen und Jugend (Angela Merkel). Merkel erhielt ein kleines Restministerium mit wenig Kompetenzen. Sie wurde am 18. Januar 1991 als Ministerin vereidigt. Als parlamentarischen Staatssekretär wählte sie Peter Hintze; als beamteter Staatssekretär folgte später noch Willi Hausmann. Im Januar 1992 wurde Beate Baumann Merkels Büroleiterin und blieb es bis zum Ende des Jahres 2021.
Merkel war aufgrund ihrer Vergangenheit als Bürgerin der DDR wenig vertraut mit den Gebräuchen in der Union. Ihr schneller Quereinstieg gründete sich ausschließlich auf die Gunst des Bundeskanzlers, was ihr von Journalisten den Spitznamen „Kohls Mädchen“ einbrachte, während ihre späteren Konkurrenten in Karrierenetzwerken wie dem Andenpakt zusammengeschlossen waren, gegen die sie zunächst keine eigene Hausmacht geltend machen konnte. Daher bemühte sie sich im November 1991 um den CDU-Landesvorsitz in Brandenburg, konnte sich jedoch nicht gegen Ulf Fink durchsetzen. Dies sollte die einzige Abstimmungsniederlage ihrer Karriere bleiben. Im Dezember 1991 wurde sie auf dem CDU-Bundesparteitag in Dresden als Nachfolgerin von Lothar de Maizière zur einzigen stellvertretenden Bundesvorsitzenden ihrer Partei gewählt; ab 1992 war sie eine von vier Stellvertretern Kohls. Von 1992 bis 1993 saß sie darüber hinaus dem Evangelischen Arbeitskreis (EAK) der Unionsparteien vor. Im Juni 1993 nahm sie die Chance wahr, ihre Macht in der Partei auszubauen, indem sie Günther Krause als CDU-Landesvorsitzende von Mecklenburg-Vorpommern nachfolgte. Nach dem politischen Rückzug von de Maizière und Krause besaß sie eine der wenigen unbelasteten Ostbiografien innerhalb der CDU.

### Bundesumweltministerin (1994–1998)

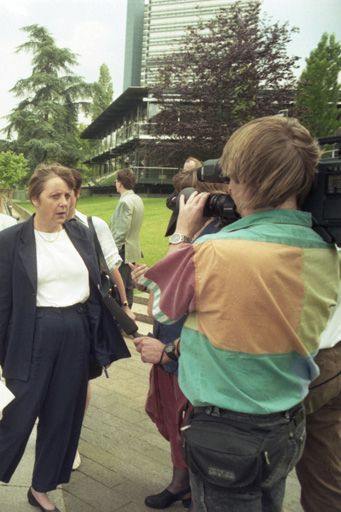
Umweltministerin Angela Merkel im Juni 1995 am Stresemannufer in Bonn

Merkel erreichte bei der Bundestagswahl am 16. Oktober 1994 in ihrem Wahlkreis 48,6 Prozent der Erststimmen und wurde im Kabinett Kohl überraschend Bundesministerin für Umwelt, Naturschutz und Reaktorsicherheit.
Ihr Amtsvorgänger war der auch außerhalb der Union anerkannte Klaus Töpfer. Dessen umweltpolitische Positionen und Forderungen stießen jedoch innerhalb des Wirtschaftsflügels der CDU und insbesondere beim Koalitionspartner FDP auf zunehmenden Widerstand. Die Vereidigung Merkels am 17. November 1994 und der Wechsel Töpfers an die Spitze des Bundesministeriums für Raumordnung, Bauwesen und Städtebau können parteipolitisch als Töpfers Entmachtung betrachtet werden. Merkel entließ drei Monate nach Amtsantritt Töpfers langjährigen beamteten Staatssekretär Clemens Stroetmann und ersetzte ihn durch Erhard Jauck.

### CDU-Generalsekretärin (1998–2000)
Die Bundestagswahl am 27. September 1998 endete für die Union und ihren Kanzlerkandidaten Kohl mit einem Debakel. CDU und CSU erzielten mit 35,2 Prozent das schlechteste Ergebnis seit 1949 – erstmals wurde eine amtierende Bundesregierung abgewählt. Merkels Erststimmenanteil sank um 11 Prozentpunkte auf 37,3 Prozent.
Wolfgang Schäuble, der als Kohls möglicher Nachfolger galt, hatte vor der Wahl des Kandidaten kritisiert, dass Kohl erneut antrat, sich damit aber gegen Kohl nicht durchsetzen können. Auf dem CDU-Bundesparteitag in Bonn am 7. November 1998 wurde Schäuble zum neuen Bundesvorsitzenden gewählt und auf seinen Vorschlag Merkel zur Generalsekretärin der CDU. Sie erhielt damit eine der wenigen Positionen mit Gestaltungsmacht, die der langjährigen Regierungspartei CDU in der Opposition geblieben waren. Kohl wurde Ehrenvorsitzender der CDU mit Sitz im Präsidium und Bundesvorstand.
Die CDU erreichte in den folgenden Monaten bei Landtagswahlen einige gute Ergebnisse und im Juni 1999 bei der Europawahl zusammen mit der CSU überragende 48,7 Prozent (1994: 38,8 Prozent). Hatte sich schon in der Ära Kohl die Tendenz gezeigt, dass die deutschen Wähler die auf Bundesebene in der Opposition befindlichen Parteien bei anderen Wahlen stärkten, wurde jetzt die neue Oppositionspartei CDU gestützt.
Im November 1999 wurde die CDU-Spendenaffäre öffentlich. Helmut Kohl räumte in einem ZDF-Interview am 16. Dezember 1999 ein, während seiner Zeit als Bundeskanzler unter Bruch des Parteispendengesetzes Millionenbeträge entgegengenommen zu haben. Er weigerte sich aber, den oder die Geldgeber zu nennen, da er ihnen sein Ehrenwort gegeben habe. Merkel veröffentlichte am 22. Dezember 1999 einen Gastbeitrag in der Frankfurter Allgemeinen Zeitung, in dem sie Kohls Haltung kritisierte und die Partei zur Abnabelung aufforderte:

„Die Partei muss also laufen lernen, muss sich zutrauen, in Zukunft auch ohne ihr altes Schlachtross, wie Helmut Kohl sich oft selbst gerne genannt hat, den Kampf mit dem politischen Gegner aufzunehmen. Sie muss sich wie jemand in der Pubertät von zu Hause lösen, eigene Wege gehen.“

Diese offene Kritik an Kohl, die bis dahin von der Parteiführung ungehört war, war nicht mit dem Parteivorsitzenden Schäuble abgesprochen, der Merkel daraufhin „eigentlich entlassen“ wollte; unter Funktionären wurde sie als „Vatermörderin“ und „Nestbeschmutzerin“ bezeichnet, erhielt aber auch viel Zuspruch für ihren riskanten Schritt, unter anderem von Christian Wulff. Da Schäuble ihr in der Sache Recht gab und Merkel, als unbelastet geltend, einen Neuanfang glaubwürdig vertreten konnte, beließ er sie im Amt.

### CDU-Vorsitzende (2000–2018)

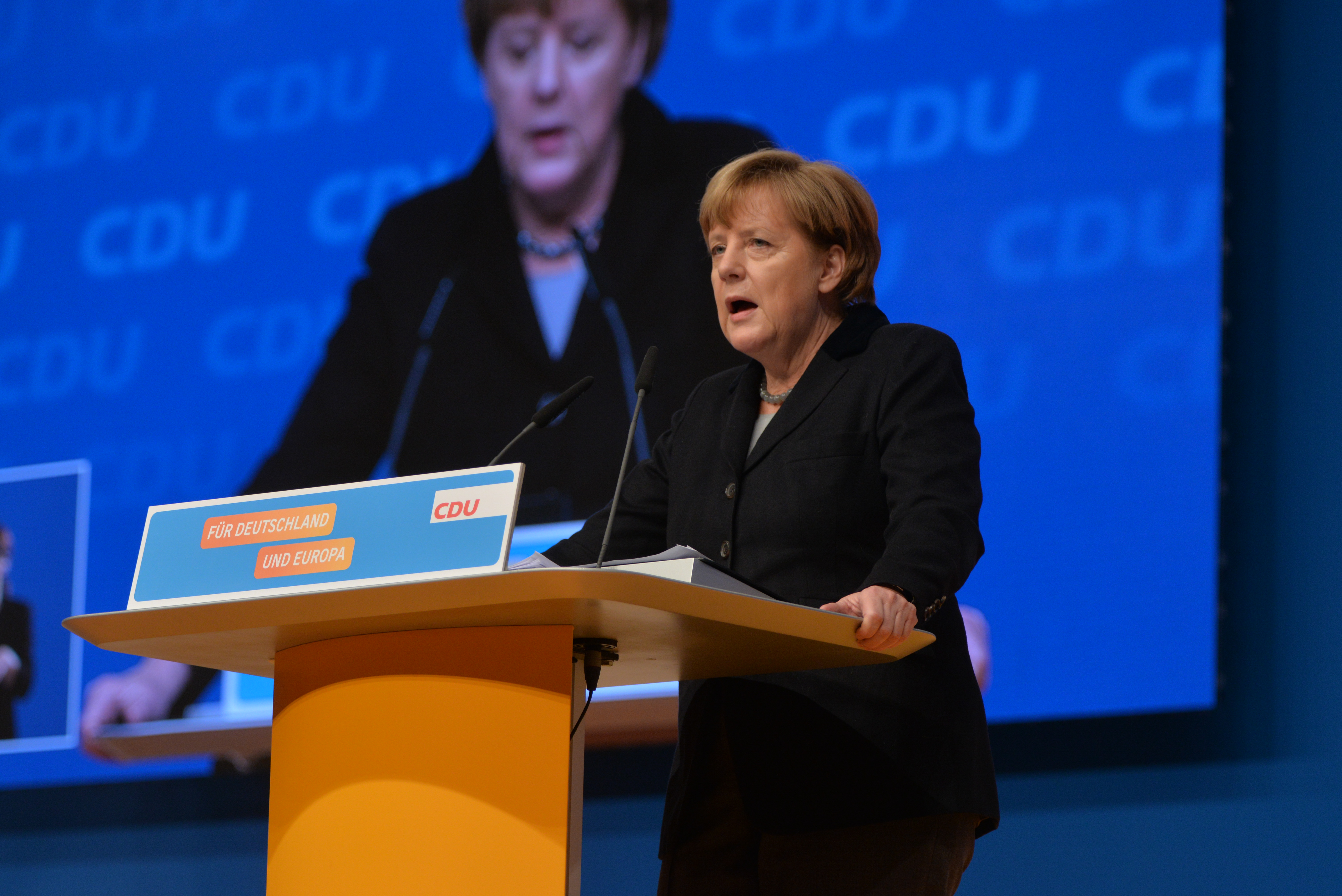
Angela Merkel als Parteivorsitzende auf dem 28. Parteitag der CDU Deutschlands am 14. Dezember 2015 in Karlsruhe

Am 16. Februar 2000 erklärte Schäuble vor der CDU/CSU-Bundestagsfraktion seinen Rücktritt als Partei- und Fraktionsvorsitzender. In den darauffolgenden Wochen war die Partei führungslos, Angela Merkel befand sich als Generalsekretärin in einer Schlüsselposition. In dieser Zeit fanden neun sogenannte „Regionalkonferenzen“ statt. Sie waren ursprünglich angesetzt worden, um die CDU-Spendenaffäre mit der Parteibasis zu diskutieren und aufzuarbeiten. Auf diesen lokalen Parteiversammlungen formierte sich Unterstützung für Merkel als Schäuble-Nachfolgerin. Ihr später Quereinstieg kam ihr nun zugute: Sie galt in der Öffentlichkeit und bei der Basis als in der Parteispendenangelegenheit unbelastet. Frühzeitig sprach sich der niedersächsische Oppositionsführer Christian Wulff für Merkel aus. Volker Rühe, Friedrich Merz und Edmund Stoiber dagegen sollen ihrer Kandidatur kritisch gegenübergestanden haben.
Am 10. April 2000 wurde Angela Merkel auf dem CDU-Bundesparteitag in Essen mit 897 von 935 gültigen Stimmen zur neuen CDU-Bundesvorsitzenden gewählt. Neuer CDU-Generalsekretär wurde, auf Merkels Vorschlag, Ruprecht Polenz. Den Vorsitz der CDU/CSU-Bundestagsfraktion übernahm Friedrich Merz. Das neue Führungstrio erlebte am 14. Juli eine erste politische Niederlage: Obwohl die rot-grüne Bundesregierung nicht über die notwendige Mehrheit im Bundesrat verfügte, war es ihr gelungen, in der Abstimmung über die geplante Steuerreform einige Bundesländer mit CDU-Regierungsbeteiligung auf ihre Seite zu ziehen. Bereits im November 2000 trennte sich Angela Merkel von Ruprecht Polenz. Als seinen Nachfolger wählte sie Laurenz Meyer, der wie Polenz Bundestagsabgeordneter aus Nordrhein-Westfalen war.
Die Jahre 2000 und 2001 bescherten der CDU unter Merkel – auch als Folge der Spendenaffäre – keine großen Landtagswahlerfolge. Die rot-grüne Bundesregierung schien dagegen Tritt gefasst zu haben. Die Positionierung für die Bundestagswahl im September 2002 begann: Friedrich Merz hatte sich selbst bereits im Februar 2001 als Kandidat für das Amt des Bundeskanzlers ins Gespräch gebracht. Damit war die Diskussion um die Kandidatenfrage – in den Medien häufig als „K-Frage“ bezeichnet – eingeläutet. Angela Merkels Bereitschaft zur Kandidatur war bekannt. Sie verfügte in den Spitzen der Partei jedoch über wenig Rückhalt, da viele CDU-Ministerpräsidenten und Landesvorsitzende den bayerischen Ministerpräsidenten und CSU-Vorsitzenden Edmund Stoiber favorisierten. Im Dezember 2001 war auf dem Bundesparteitag in Dresden eine Entscheidung vermieden worden, diese sollte am 11. Januar 2002 auf einer Sitzung von CDU-Präsidium und Bundesvorstand in Magdeburg fallen. Merkel ging der unmittelbaren Konfrontation mit Stoiber jedoch aus dem Weg: Im Vorfeld hatte sie ihn zum „Wolfratshauser Frühstück“ zu Hause besucht, bei dem sie ihm ihren Verzicht zu seinen Gunsten mitteilte. Angela Merkels Rückzug diente dabei dem eigenen Machterhalt, eine deutliche Abstimmungsniederlage gegen Stoiber hätte als Misstrauensvotum gegen ihre Person aufgefasst werden und eine Diskussion um den Parteivorsitz aufkommen lassen können.

### Oppositionsführerin (2002–2005)

#### 2002
Die Bundestagswahl am 22. September 2002 endete mit einer knappen Wiederwahl der rot-grünen Regierungskoalition unter Gerhard Schröder und Joschka Fischer. Angela Merkel hatte die erfolglose Stoiber-Kandidatur loyal mitgetragen. Zu Schröders Wahlsieg hatte auch dessen schnelle Reaktion auf das Jahrhunderthochwasser beigetragen, als noch wichtiger wird indes seine ablehnende Haltung zum Irakkrieg betrachtet. Dem „Nein“ der amtierenden Bundesregierung stand ein Bekenntnis Merkels zu George W. Bushs Konfrontationskurs – von ihr damals als „Drohkulisse“ bezeichnet – gegenüber. Sie und Stoiber hielten an dem durch ihre Parteiprogramme vorgegebenen unbedingten Bekenntnis zu den USA fest und warfen der Regierung vor, für Irritation bei den Amerikanern zu sorgen und das historische Bündnis mit den „Befreiern“ vom Nationalsozialismus zu gefährden.
Unmittelbar nach der verlorenen Bundestagswahl beanspruchte Angela Merkel den CDU/CSU-Fraktionsvorsitz im Bundestag, das bisherige Amt von Friedrich Merz; dies hatte sie unabhängig vom Wahlausgang geplant. Einer Regierung Stoibers wollte sie als Ministerin nicht angehören.
In der nunmehr bestehenden Konstellation wollte sie der Regierung Schröder im Parlament als Oppositionsführerin gegenübertreten. Merz war zunächst nicht bereit, seine Position aufzugeben, und äußerte seinerseits Kritik an Merkel. Auf der entscheidenden CDU-Präsidiumssitzung gab das Votum Stoibers zugunsten Merkel den Ausschlag. Das Verhältnis zwischen Merkel und Merz galt bereits vorher als konfliktbelastete Konkurrenzkonstellation. Mit dem Erhalt des Vorsitzes der CDU/CSU-Bundestagsfraktion wurde Eva Christiansen Beraterin von Merkel. Sie gehörte trotz Unterbrechungen als Beraterin zu Merkels engsten Weggefährten.
Bei der ersten Wiederwahl als Parteivorsitzende auf dem Bundesparteitag in Hannover am 11. November 2002 wurde Merkel mit 93,6 Prozent der Stimmen wiedergewählt.

#### 2003
Das Jahr 2003 brachte der CDU und ihrer Vorsitzenden Erfolge bei den Landtagswahlen in Hessen und Niedersachsen. Die stärker werdende Präsenz der CDU im Bundesrat ermöglichte Angela Merkel schließlich ein Mitregieren aus der Opposition heraus. Die CDU trug die Agenda 2010 der rot-grünen Bundesregierung mit und stimmte, nachdem sie im Vermittlungsausschuss noch weitergehende Forderungen durchgesetzt hatte, den Gesetzesänderungen in Bundestag und Bundesrat zu. So war sie vor allem bei der Formulierung der zum 1. Januar 2004 wirksam gewordenen Gesundheitsreform und des Vierten Gesetzes für moderne Dienstleistungen am Arbeitsmarkt (Hartz IV) eingebunden. In der Hohmann-Affäre reagierte Merkel Anfang November 2003 auf die Äußerungen von Martin Hohmann zum „jüdischen Tätervolk“ zunächst mit der Aufforderung, dass Hohmann seine Position als Berichterstatter im Innenausschuss des Deutschen Bundestages aufgeben müsse. Merkel wurde dafür kritisiert, keinen Fraktionsausschluss des Abgeordneten voranzutreiben, während das Erreichen der notwendigen Zwei-Drittel-Mehrheit für Hohmanns Ausschluss in der eigenen Fraktion wiederum als unsicher galt. Eine Woche später leitete Merkel das Ausschlussverfahren gegen Hohmann ein.

#### 2004
Am 6. Februar 2004 trat der politisch angeschlagene Bundeskanzler Gerhard Schröder als SPD-Vorsitzender zurück, sein Nachfolger wurde Franz Müntefering. Im selben Monat gelang der CDU ein deutlicher Sieg bei der Wahl zur Hamburgischen Bürgerschaft. Angela Merkel bereiste im Februar drei Tage lang die Türkei. Dort setzte sie sich für das Modell der „privilegierten Partnerschaft“ ein, als Alternative zu der von der Bundesregierung angestrebten Vollmitgliedschaft in der Europäischen Union.
In einer Rede vom 20. November 2004 äußerte sich Angela Merkel mit den Worten „Die multikulturelle Gesellschaft ist gescheitert“ zur innenpolitischen Lage Deutschlands im Hinblick auf die Integrationsproblematik der muslimischen (vorwiegend türkischen) Bevölkerung. Dabei brachte sie erneut den Begriff der deutschen Leitkultur in die Diskussion und kritisierte vor allem den aus ihrer Sicht mangelnden Integrationswillen der Muslime.
Das Ende der Amtszeit von Bundespräsident Johannes Rau bedeutete die Neubesetzung des formal höchsten politischen Amtes in der Bundesrepublik Deutschland. Wolfgang Schäuble hatte sich früh als Kandidat ins Gespräch gebracht und konnte auf Unterstützung innerhalb von CDU und CSU hoffen. Innerparteiliche Gegenspieler Angela Merkels wie Roland Koch und Friedrich Merz favorisierten Schäuble, ebenso wie Edmund Stoiber (CSU). Horst Köhler galt als Merkels Kandidat und sein knapper Wahlerfolg in der Bundesversammlung am 23. Mai 2004 wurde allgemein als ein weiterer Ausbau ihrer Machtposition gewertet.

#### Vorgezogene Bundestagswahl 2005
Die Landtagswahl in Nordrhein-Westfalen am 22. Mai 2005 brachte der SPD eine schwere Wahlniederlage, die eine Serie von Landtagswahlniederlagen der Jahre 2003 und 2004 fortsetzte. Als politisch-medialen Befreiungsschlag erklärten eine halbe Stunde nach Schließung der Wahllokale zuerst SPD-Parteichef Franz Müntefering und kurze Zeit darauf Bundeskanzler Gerhard Schröder, dass sie eine vorgezogene Neuwahl des Bundestages für den Herbst 2005 anstrebten.
Am 30. Mai bestimmten die Parteipräsidien von CDU und CSU in einer gemeinsamen Sitzung Angela Merkel zur Kanzlerkandidatin der Unionsparteien. Ihre Rolle war unumstritten, die innerparteilichen Gegenspieler marginalisiert. Merkels Schattenkabinett wurde angesichts der angestrebten Koalition mit der FDP als Kompetenzteam vorgestellt. Insbesondere Paul Kirchhof und sein „Kirchhof-Modell“ (zur Besteuerung von Einkommen) sowie die CDU-Vorstellungen zur Krankenversicherung („Kopfpauschale“) galten später als „schwer vermittelbar“ und mitverantwortlich für ein unbefriedigendes Wahlergebnis.
Bei der Bundestagswahl am 18. September 2005 erreichten CDU/CSU mit der Spitzenkandidatin Angela Merkel 35,2 Prozent (2002: 38,5) vor der SPD mit 34,2 Prozent. Ihren eigenen Wahlkreis 15 (Stralsund, Landkreis Nordvorpommern und Landkreis Rügen) gewann Angela Merkel mit 41,3 Prozent der Erststimmen. Damit blieb die Union deutlich hinter ihren Prognosen zurück und konnte ihr Wahlziel, eine Regierungsmehrheit für CDU/CSU und FDP, nicht erreichen. Im Gegenteil drohte sie ihren komfortablen Vorsprung analog zu 2002 an den erfahrenen Wahlkämpfer Schröder zu verlieren; die Hoffnung, dass Merkel das häufig gelobte Ergebnis des in Teilen Deutschlands 2002 eher als irritierend empfundenen Bayern Stoiber noch einmal verbessern könnte, hatte sich nicht erfüllt. Historisch handelte es sich bei dem CDU-Ergebnis um das schlechteste seit 1949, bei dem gesamten Unions-Ergebnis um das zweitschlechteste. Merkel konnte sich aber dennoch auf einen knappen Vorsprung von vier Sitzen und damit einen der engsten Wahlausgänge der bundesdeutschen Geschichte stützen, da auch die Sozialdemokraten deutliche Stimmeneinbußen hinnehmen mussten und es anders als in den Umfragen ersichtlich zu einem Kopf-an-Kopf-Rennen gekommen war, in dessen Zuge die bisherige Regierungskoalition aus SPD und Grünen ihre Parlamentsmehrheit verloren hatte.

### Bundeskanzlerin (2005–2021)

#### Große Koalition 2005 bis 2009

##### Koalitionsverhandlungen

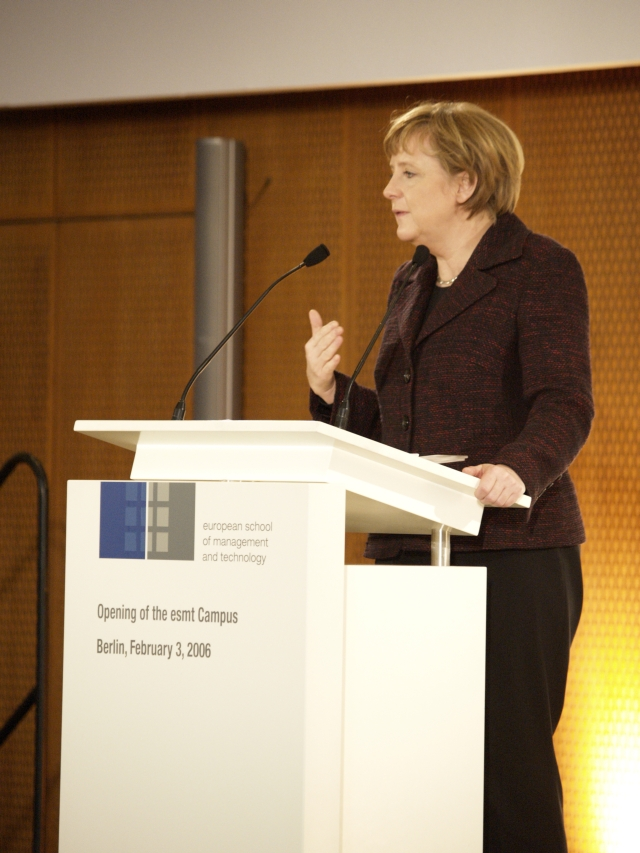
Angela Merkel bei der Rede zur Eröffnung des Campus der ESMT (2006)

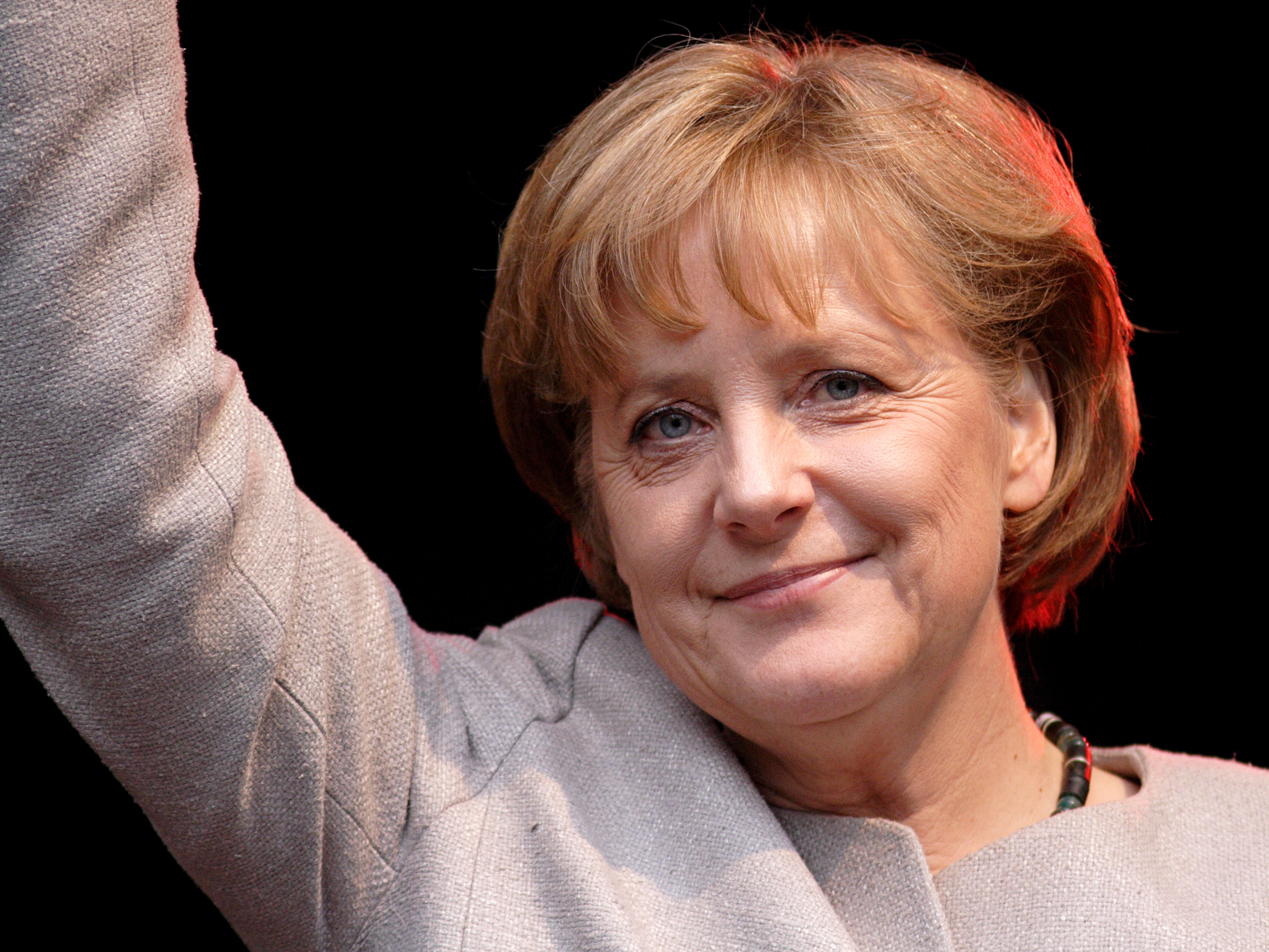
Angela Merkel in Aachen (2008)

In einer Fernsehdiskussion am Wahlabend, der sogenannten „Elefantenrunde“, beanspruchte Gerhard Schröder trotz der eingebüßten Mehrheit von Rot-Grün überraschend die Regierungsbildung für sich – in einer Form, die heftige Diskussionen auslöste und die er später selbst als „suboptimal“ bezeichnete. Die nächsten Tage waren im politischen Berlin von der Frage bestimmt, ob der SPD, als im Bundestag größter Einzelfraktion einer Partei, oder der CDU/CSU, als größter Fraktionsgemeinschaft, das Amt des Bundeskanzlers – in einer wie auch immer gearteten Koalitionsregierung – gebühre.
Am 20. September wurde Angela Merkel von der erstmals nach der Wahl zusammengetretenen Unions-Bundestagsfraktion in geheimer Wahl mit 219 von 222 Stimmen zur Fraktionsvorsitzenden wiedergewählt. Nach dem enttäuschenden Bundestagswahlergebnis war dies ein wichtiges Vertrauensvotum und Rückhalt für bevorstehende Koalitionsgespräche. Die Öffentlichkeit erlebte in den 14 Tagen bis zu einer notwendigen Nachwahl im Wahlkreis 160 (Dresden I) Gespräche Angela Merkels und Edmund Stoibers mit Bündnis 90/Die Grünen zwecks Sondierung einer möglichen schwarz-gelb-grünen „Jamaika-Koalition“ zusammen mit der FDP. Erst nach der Entscheidung in Dresden begannen die Gespräche mit der SPD zur Bildung einer Großen Koalition. Am 10. Oktober veröffentlichten SPD, CDU und CSU eine gemeinsame Vereinbarung, die die geplante Wahl von Angela Merkel zur Bundeskanzlerin durch den 16. Deutschen Bundestag beinhaltete. Am 12. November stellte sie nach fünfwöchigen Verhandlungen der CDU/CSU mit der SPD den Koalitionsvertrag vor.
Am 22. November 2005 wurde Angela Merkel mit 397 Ja-Stimmen der 614 Mitglieder des Bundestages (Nein-Stimmen: 202; Enthaltungen: 12; ungültig: 1; 2 Abgeordnete der SPD fehlten entschuldigt) zur Bundeskanzlerin gewählt. Damit hatten von den 446 anwesenden Abgeordneten der Koalition 49 Merkel ihre Stimme verweigert. Nach sieben männlichen Amtsvorgängern war Angela Merkel die erste Bundeskanzlerin und „achter Bundeskanzler der Bundesrepublik Deutschland“. Gleichzeitig war sie mit 51 Jahren die jüngste Amtsinhaberin, die erste Person aus Ostdeutschland und die erste Naturwissenschaftlerin, die dieses Amt bekleidet.

##### Regierungsbildung
Noch vor Beginn der Legislaturperiode verzichtete Merkels langjähriger Konkurrent Edmund Stoiber überraschend auf das für ihn vorgesehene Amt des Wirtschaftsministers, nach eigenem Bekunden wegen Franz Münteferings Rückzug vom Parteivorsitz der SPD.
In die Vertrauens- und Schlüsselstellung als Leiter des Bundeskanzleramtes berief Angela Merkel Thomas de Maizière, Cousin des letzten DDR-Ministerpräsidenten Lothar de Maizière.

##### Erste Hälfte der Amtsperiode
Zu Beginn der Amtsperiode traten Merkel und ihr Kabinett weder außen- noch innenpolitisch in besonderem Maße in Erscheinung. Lediglich Merkels Minister sorgten für einige Schlagzeilen, die sich aber mehr auf Kompetenzfragen oder die langfristige Ausrichtung der Regierungsarbeit als auf konkrete Sachfragen bezogen.
Ende März 2006 legte Merkel ein Acht-Punkte-Programm für die zweite „Etappe“ der Legislaturperiode vor. Darin wurden geplante Anstrengungen in den Bereichen Föderalismusreform, Bürokratieabbau, Forschung und Innovation, Energiepolitik, Haushalts- und Finanzpolitik, Familienpolitik, Arbeitsmarktpolitik und insbesondere Gesundheitsreform skizziert.

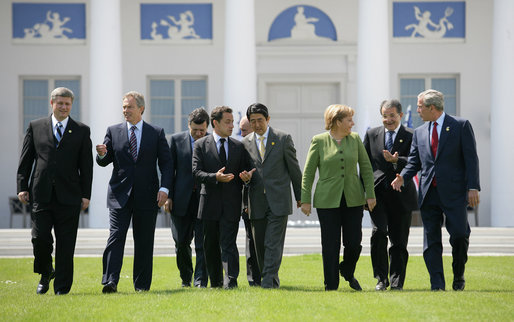
Merkel und weitere Regierungschefs auf dem G8-Gipfel 2007 im mecklenburgischen Seebad Heiligendamm

Ungeachtet des Fehlens nötiger einschneidender Reformen stieß Merkels eher sachlicher Regierungsstil anfangs in der Bevölkerung, unter den Führungskräften der Wirtschaft und im Ausland überwiegend auf Zustimmung.
Am 27. November 2006 wurde sie auf dem Bundesparteitag der CDU mit 93 Prozent der Stimmen erneut zur Bundesvorsitzenden der Partei gewählt.
Merkel sorgte für einen kleineren außenpolitischen Eklat, als sie am 23. September 2007 den Dalai Lama Tendzin Gyatsho im Berliner Bundeskanzleramt empfing. Das Treffen mit dem geistlichen Oberhaupt der Tibeter war von ihr als „privater Gedankenaustausch“ mit einem religiösen Führer bezeichnet worden und sollte nicht als politische Stellungnahme zu den Autonomiebestrebungen Tibets verstanden werden. Trotzdem zeigte sich die Volksrepublik China verstimmt und sagte mit dem Hinweis auf „technische Probleme“ mehrere offizielle Termine auf ministerieller Ebene ab. Merkels außenpolitischer Berater Christoph Heusgen konnte die Wogen wieder glätten, indem er dem chinesischen Botschafter Ma Canrong versicherte, dass Deutschland seine China-Politik nicht ändern werde und die territoriale Integrität Chinas außer Frage stehe.

##### EU-Ratspräsidentschaft 2007

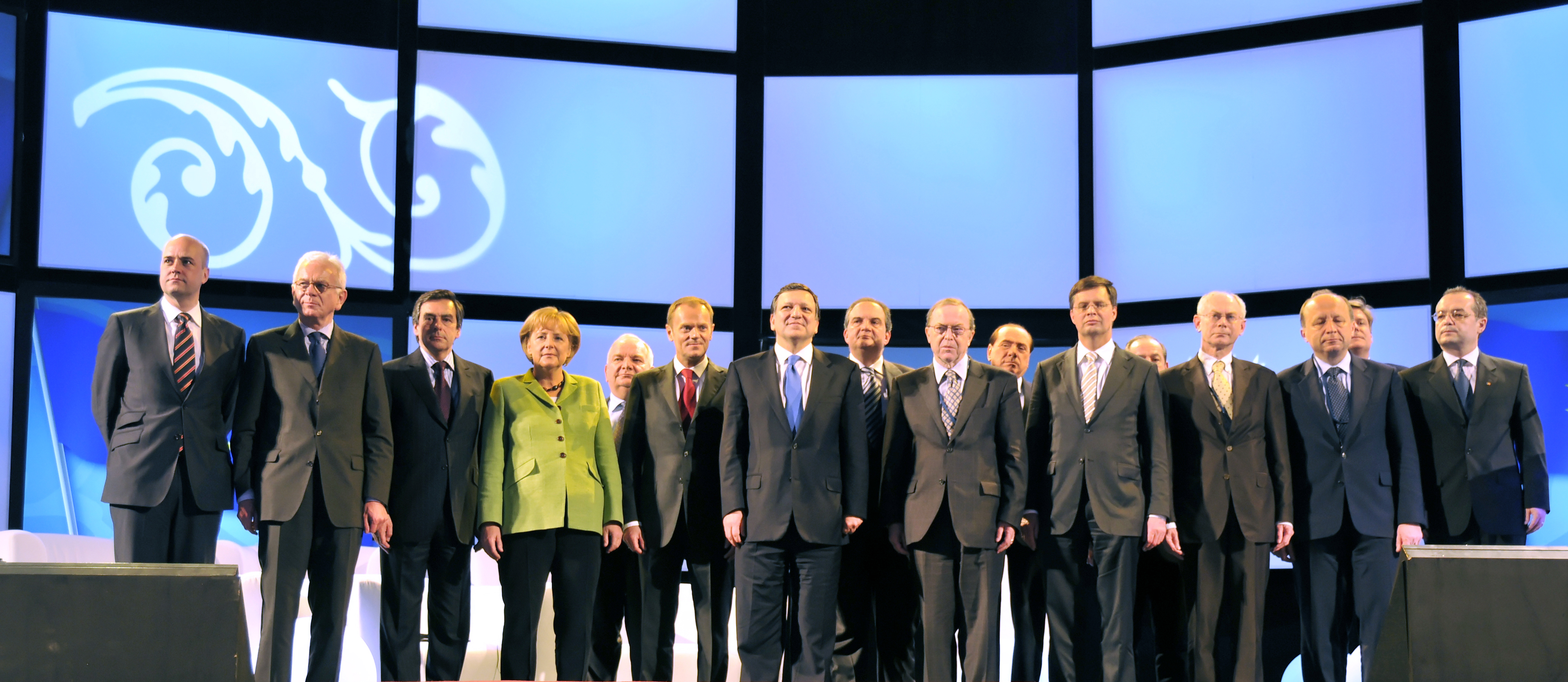
Angela Merkel auf dem Kongress der Europäischen Volkspartei in Warschau (2009)

Vertreten durch Angela Merkel und den Bundesaußenminister Frank-Walter Steinmeier hatte die Bundesrepublik Deutschland vom 1. Januar bis 30. Juni 2007 den Vorsitz im Rat der Europäischen Union inne. Der Vorsitz wurde turnusmäßig im Rahmen der Dreier-Präsidentschaft mit Portugal und Slowenien wahrgenommen.
Als wesentliche Bestandteile der politischen Agenda nannte Merkel unter anderem den Europäischen Verfassungsvertrag, die „Klima- und Energiepolitik“, die „Vertiefung der transatlantischen Wirtschaftspartnerschaft“ und eine „Nachbarschaftspolitik für die Schwarzmeerregion und Zentralasien“.
Auch setzte Merkel sich dafür ein, dass die EU den Bezug auf Gott und den christlichen Glauben in ihrer Verfassung festschreibt. Letztlich konnte sie sich mit dieser Forderung, die unter anderem auch aus Polen, Irland und Italien kam, aber nicht durchsetzen. Der Vertrag von Lissabon verweist lediglich auf das „kulturelle, religiöse und humanistische Erbe Europas“.

##### Finanzkrise und Reaktionen
Im Herbst 2008 wurde – unter anderem durch die Insolvenz zahlreicher großer Finanzinstitute – das historische Ausmaß der 2007 einsetzenden Finanzkrise deutlich. Die IKB, einige deutsche Landesbanken und auch private Institute mussten Abschreibungen in erheblicher Höhe vornehmen. Der Deutsche Bundestag reagierte im August zunächst mit dem Risikobegrenzungsgesetz, die BaFin untersagte bestimmte Leerverkäufe.
Am 8. Oktober 2008 gab die Regierung Merkel eine Garantieerklärung für die Spareinlagen in Deutschland ab. Diese Garantie galt für jedes Institut und für jeden Sparer eines Institutes, das Teil der deutschen Einlagensicherung ist. Zuvor hatte Merkel noch die irische Regierung wegen einer eigenen Staatsgarantie scharf kritisiert, die sich allerdings allein auf einheimische Banken bezog. Merkels Vorgehen wurde von anderen europäischen Finanzministern als nationaler Alleingang kritisiert, von der EU-Kommission jedoch als nicht wettbewerbsverzerrend und damit unproblematisch eingestuft.
Die am 5. November 2008 und am 12. Januar 2009 beschlossenen Konjunkturpakete trug Angela Merkel als Kanzlerin mit. Sie sah dies als Chance, gestärkt aus der Finanz- und Wirtschaftskrise hervorzugehen. Auch setzte sie zusammen mit der SPD zum 14. Januar 2009 die Einführung der Umweltprämie, besser bekannt als Abwrackprämie, trotz starker Kritik aus der Opposition durch. Damit wurde Käufern eines Neuwagens bei gleichzeitiger Verschrottung ihres mindestens neun Jahre alten PKWs eine vom Staat gezahlte Prämie in Höhe von 2500 Euro gewährt. Dies sollte die durch die Weltwirtschaftskrise unter Druck geratene Automobilindustrie stützen.
Dem angeschlagenen Autobauer Opel sagte Merkel Ende März 2009 ihre Unterstützung bei der Suche nach einem Investor zu und stellte staatliche Bürgschaften in Aussicht, lehnte es aber ab, Teile von Opel zu verstaatlichen. Beim geplanten Verkauf von Opel im Sommer 2009 plädierte Merkel für den Autozulieferer Magna als zukünftigen Eigentümer.
Im April 2008 hatte Angela Merkel in ihrer Funktion als Kanzlerin den Bankier Josef Ackermann, damals Vorstandsvorsitzender der Deutschen Bank, und 20 bis 30 weitere Personen zu seinem 60. Geburtstagsessen eingeladen und musste daraufhin – nach einem Urteil des Oberverwaltungsgerichts Berlin-Brandenburg (OVG) aus dem Jahr 2012 – die Liste der geladenen Gäste veröffentlichen lassen. Es wurde unter anderem kritisiert, Merkel habe Politik und Lobby-Interessen miteinander vermischt.

##### Weitere Politikfelder
Nach der Wahl Barack Obamas zum Präsidenten der Vereinigten Staaten von Amerika gratulierte Merkel ihm zu seinem „historischen Sieg“. Bei ihren ersten Treffen betonten beide ihre gemeinsame Linie zum Beispiel in den Fragen der Erderwärmung oder der Atompolitik des Iran.
Eine der wenigen Unstimmigkeiten betraf die Aufnahme von Häftlingen aus dem amerikanischen Gefangenenlager der Guantanamo Bay Naval Base. Obama drängte auf eine schnelle Entscheidung Merkels. Bei den Beratungen zum Beitritt weiterer Länder, wie der Balkanstaaten, zur EU stieß Merkels konservativer Kurs bei der Außenministerkonferenz in Frauenberg im März 2009 auf Kritik. Der Regierungspartner SPD warf ihr vor, dass ihr Programm im Widerspruch zum Europawahlprogramm der CDU stehe.
Nach dem Amoklauf in Winnenden vom 11. März 2009 sprach sich die Bundeskanzlerin für stärkere Kontrollen von Waffenbesitzern aus. Außerdem müsse versucht werden, Waffen für Kinder und Jugendliche unzugänglich aufzubewahren.

##### Wahlkampf 2009
Während des im Vorfeld zur Bundestagswahl im September 2009 geführten Wahlkampfes wurde Merkel in der Öffentlichkeit und auch von Teilen der CDU/CSU oft vorgeworfen, zu wenig Parteiprofil zu zeigen. Man kritisierte zum Beispiel, dass sie ihr Konzept zur Bekämpfung der Weltwirtschaftskrise nicht klar formulierte. Merkel selbst dementierte diese Vorwürfe. Die Oppositionsparteien übten außerdem Kritik am Verhalten Angela Merkels in der Frage eines Fernsehduells der Spitzenkandidaten aller Parteien. Nach dem Spitzenduell der Kanzlerkandidaten von SPD und CDU sagten beide, Merkel und Steinmeier, ihren Auftritt in einer solchen Runde ab. Im Wahlkampf forderte Merkel eine Senkung des Eingangssteuersatzes bei der Einkommensteuer in zwei Schritten und den vollen Erhalt des Ehegattensplittings. Die Bundeskanzlerin lehnte weiter einen flächendeckenden Mindestlohn ab und trat dafür ein, die Laufzeiten der Kernkraftwerke in Deutschland zu verlängern.

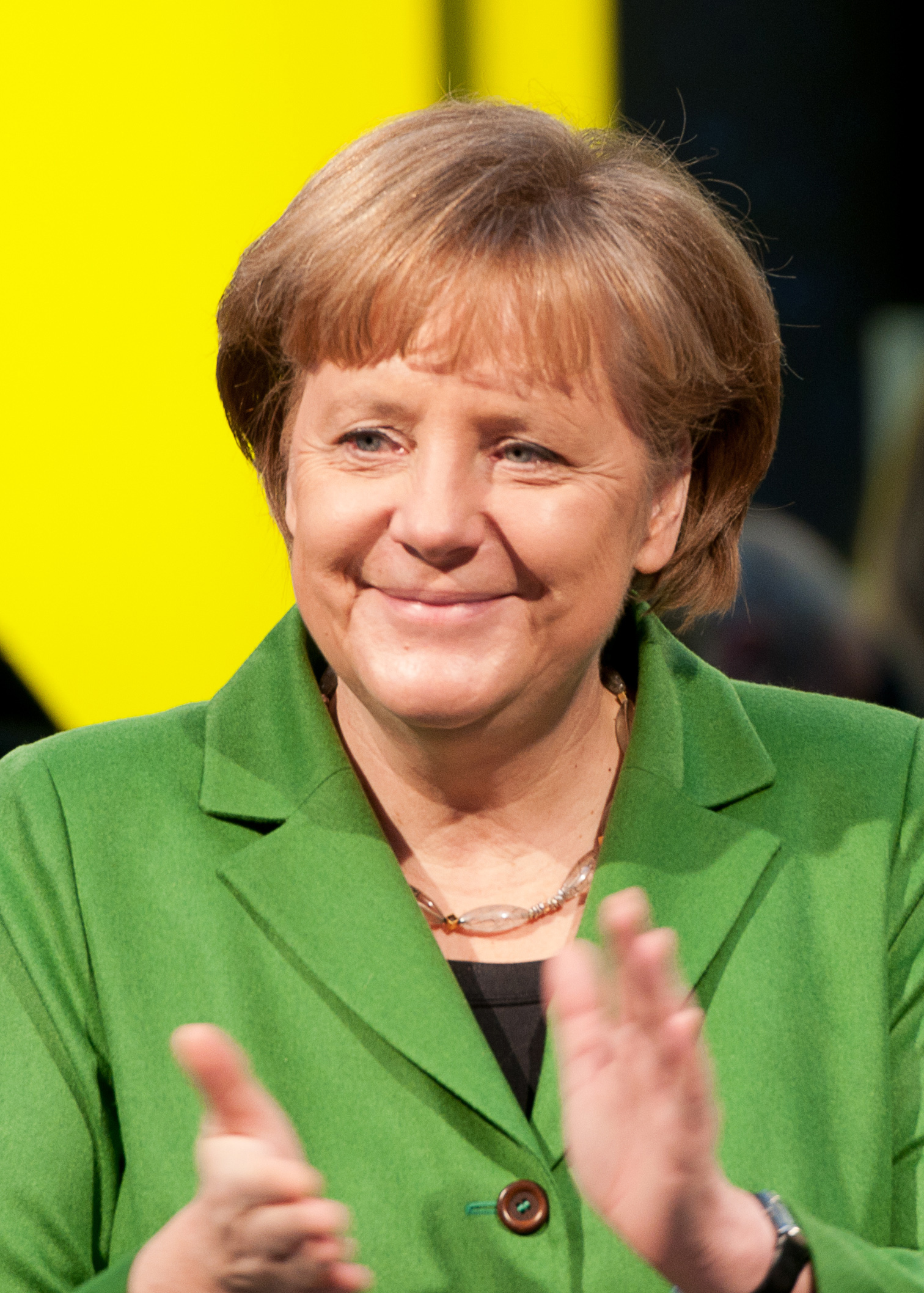
Angela Merkel bei der Eröffnung der Cebit am 6. März 2012

#### Schwarz-gelbe Koalition 2009 bis 2013

##### Bundestagswahl 2009 und Regierungsbildung
Am 27. September 2009 fand die Wahl zum 17. Deutschen Bundestag statt. Die Unionsparteien und die FDP erreichten dabei zusammen die notwendige Mehrheit für die von beiden Seiten angestrebte Bildung einer schwarz-gelben Koalition. Allerdings verloren beide Unionsparteien Stimmen und mussten ihr jeweils schlechtestes Ergebnis nach der ersten Bundestagswahl 1949 hinnehmen. Merkel selbst siegte im Wahlkreis 15 (Stralsund – Nordvorpommern – Rügen) mit 49,3 Prozent der Erststimmen und erreichte damit einen Zuwachs von 8 Prozentpunkten gegenüber der vorangegangenen Bundestagswahl.
Nachdem die Koalitionsparteien einen Koalitionsvertrag unterzeichnet hatten, wurde Angela Merkel am 28. Oktober 2009 mit 323 von 612 abgegebenen Stimmen erneut zur Bundeskanzlerin gewählt; dies waren neun Stimmen weniger, als die Koalition aus CDU/CSU und FDP innehatte. Am 10. November 2009 gab Merkel ihre Regierungserklärung für die neue Legislaturperiode ab, in der sie die Überwindung der Folgen der Wirtschaftskrise in den Mittelpunkt stellte.

##### Bewältigung der Wirtschaftskrise
Die Koalition konnte zunächst nicht recht Fuß fassen, so dass der öffentliche Eindruck von der Regierungsarbeit zunehmend litt. Beispielsweise beschränkte sich die Koalition, die angetreten war, das Steuersystem zu vereinfachen, mit dem „Wachstumsbeschleunigungsgesetz“ zunächst auf leichte steuerliche Entlastungen in verschiedenen Bereichen und das Einführen einer „Hotelsteuer“ (die Mehrwertsteuer für Hotelübernachtungen wurde von 19 auf 7 Prozent gesenkt). Gerade im ersten Jahr fand die Koalition nicht zu einem harmonischen Handeln zusammen, was in wechselseitigen Beschimpfungen über die Presse gipfelte. Erst gegen Ende des Jahres 2010 wurde die Zusammenarbeit in der Regierung als gut rezipiert.
Die Folgen der Wirtschafts- und Bankenkrise sowie die zunehmenden Probleme in der Eurozone nahmen einen breiten Raum im Handeln der Koalition ein. Im Mai 2010 beschlossen die Regierungs-Chefs der 17 Euro-Länder auf einem EU-Ratstreffen in großer Hast den ersten Euro-Rettungsschirm: Griechenland (ein Land mit etwa 10 Millionen Einwohnern) erhielt einen unbesicherten Kredit von 80 Milliarden Euro, um eine kurz bevorstehende Staatspleite abzuwenden. Der Bundestag segnete den deutschen Anteil im Währungsunion-Finanzstabilitätsgesetz ab. Mehrere massive Aufstockungen der deutschen Haftung für Schulden anderer Euro-Länder – ein Verstoß gegen die No-Bailout-Klausel – folgten (siehe Eurokrise, griechische Finanzkrise).
Derweil sank die Arbeitslosenzahl im Herbst 2010 auf unter 3 Millionen.
Im Zusammenhang mit der Eurokrise beschloss der Bundestag am 13. Juni 2013 ein Gesetz zur Etablierung eines einheitlichen Bankenaufsichtsmechanismus, welcher auch eine Rekapitalisierung von finanziell in Schwierigkeiten geratenen Banken mit Geldern aus dem Europäischen Stabilitätsmechanismus (ESM) erlaubt, welcher bis dahin nur Hilfszahlungen an Staaten erlaubte.

##### Bundeswehrreform und Plagiatsaffäre zu Guttenberg

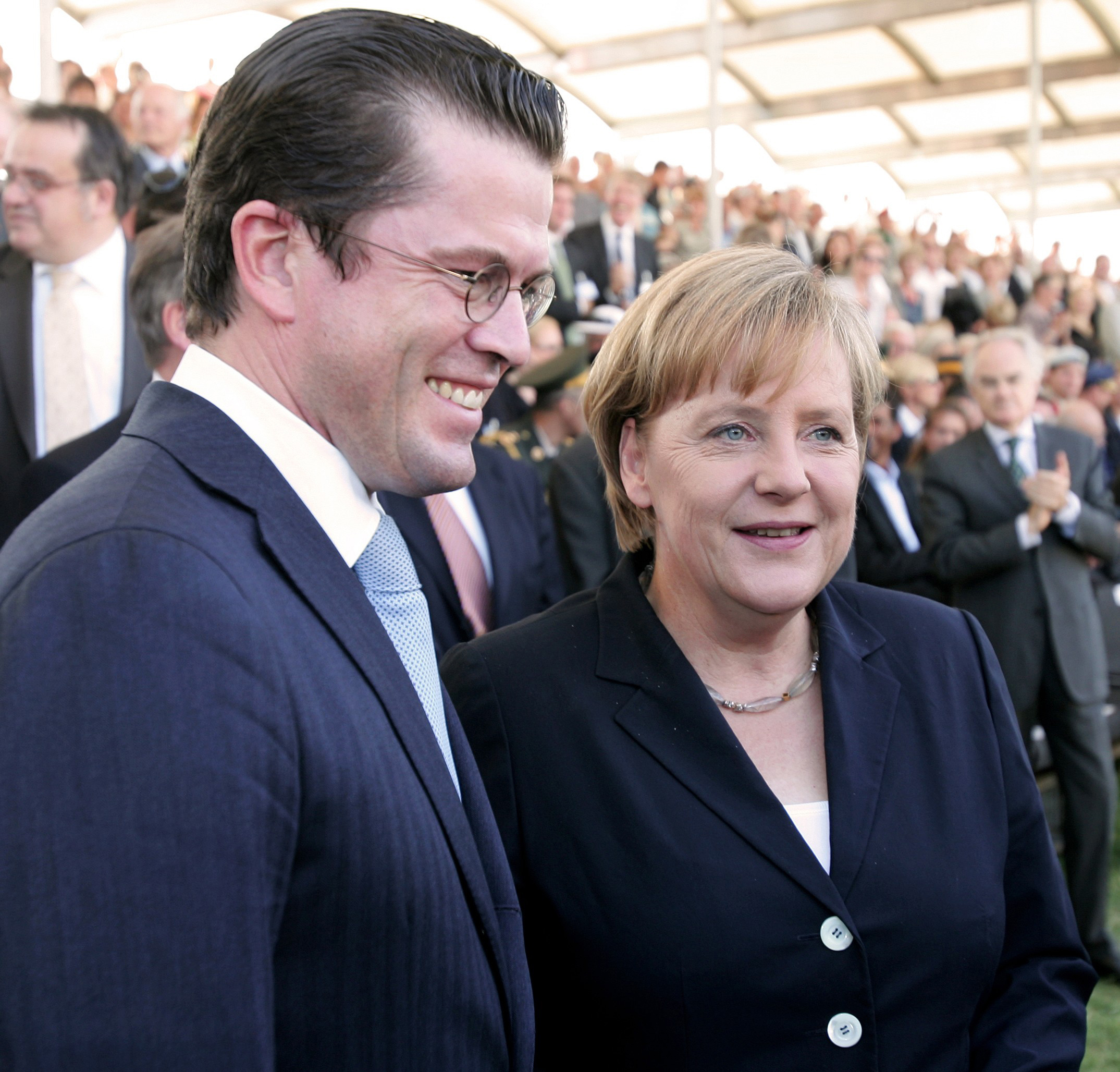
Angela Merkel mit Verteidigungsminister Karl-Theodor zu Guttenberg (2010)

Verteidigungsminister Karl-Theodor zu Guttenberg (CSU) stieß im Frühjahr 2010 eine Debatte zu einer Bundeswehrreform an, die eine maximale Truppenstärke von 185.000 Soldaten vorsah. Trotz großer Bedenken gaben CDU und CSU auf Parteitagen im Herbst 2010 eine breite Zustimmung. Der Deutsche Bundestag beschloss am 24. März 2011 mit den Stimmen der Union, FDP, SPD und der Grünen die Aussetzung der seit 55 Jahren bestehenden Wehrpflicht, so dass die Bundeswehr ab dem 1. Juli 2011 eine Berufsarmee wurde (auch „Freiwilligenarmee“ genannt).
Im Zuge einer Plagiatsaffäre um seine Doktorarbeit erklärte zu Guttenberg, bis dahin beliebtester Minister ihres Kabinetts, unter öffentlichem und politischem Druck am 1. März 2011 seinen Rücktritt von sämtlichen bundespolitischen Ämtern. Merkels Äußerung, sie habe Guttenberg „nicht als wissenschaftlichen Assistenten“ bestellt und seine Arbeit als Minister sei „hervorragend“, verstärkte den Unmut an Universitäten und bei Akademikern über den Umgang mit der Affäre, die diese Äußerung als Geringschätzung oder Relativierung von wissenschaftlichen Standards aufnahmen.

##### Energiepolitische Wende
Am 28. Oktober 2010 verlängerte die Bundesregierung die Laufzeiten aller 17 damals aktiven deutschen Atomkraftwerke („Ausstieg aus dem Ausstieg“) und annullierte damit den sogenannten Atomkonsens (2000/2002) der rot-grünen Regierung Schröder. Die sieben vor 1980 in Betrieb gegangenen deutschen Atomkraftwerke erhielten Strommengen für zusätzliche acht Betriebsjahre, bei den übrigen zehn sollte sich die Laufzeit um 14 Jahre verlängern. Damit setzte die Union einen Punkt ihres Wahlprogrammes um.

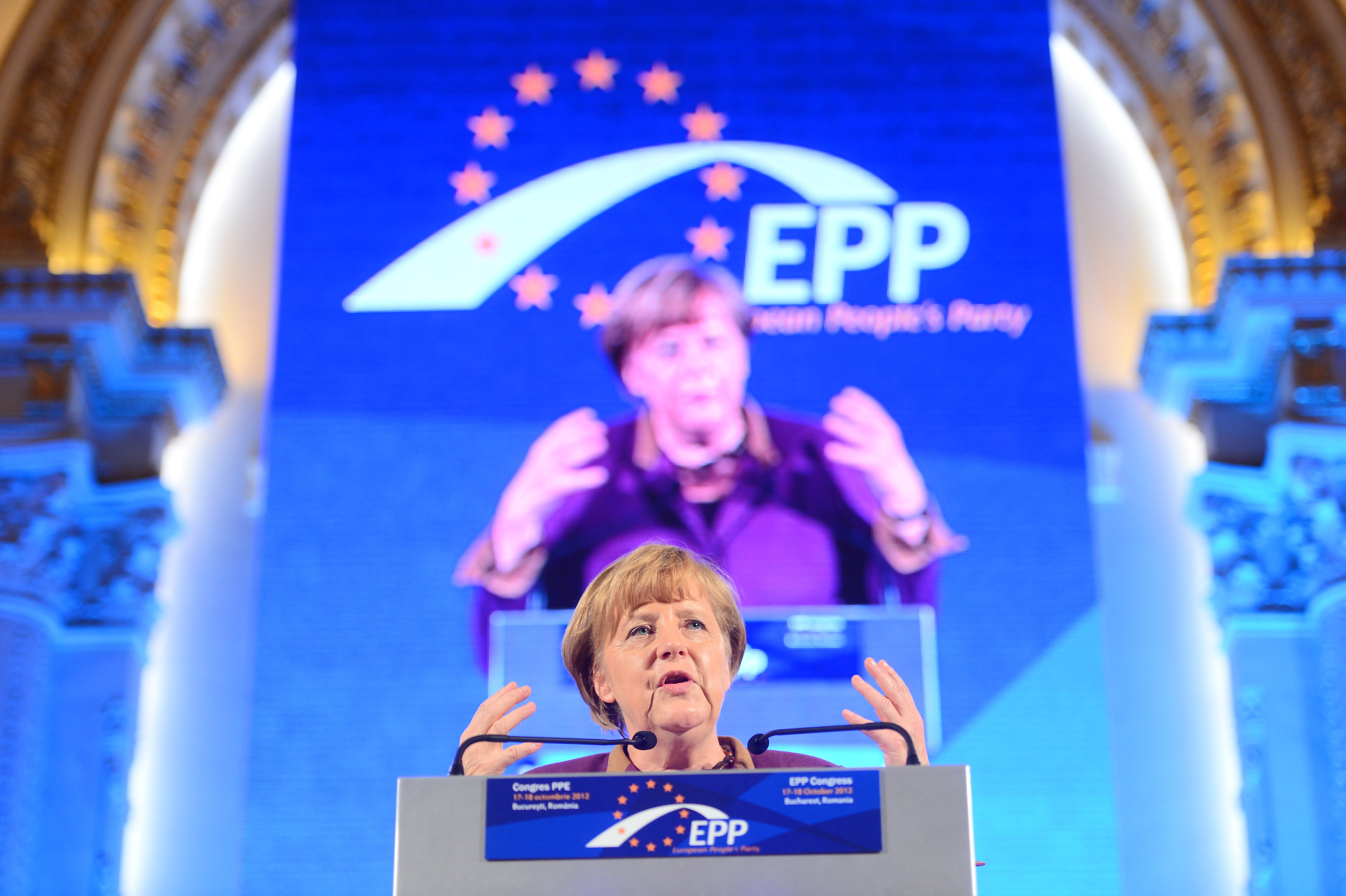
Angela Merkel auf dem Kongress der Europäischen Volkspartei (2012)

Wenige Tage nach dem Beginn der Nuklearkatastrophe von Fukushima in Japan vollzog Merkel im März 2011 jedoch eine völlige Abkehr von ihrer bisherigen Atom- bzw. Energiepolitik: Zunächst verkündete die Bundesregierung ein dreimonatiges Atom-Moratorium für die sieben ältesten deutschen Atomkraftwerke sowie für das Kernkraftwerk Krümmel; kurz darauf setzte sie zwei Expertenkommissionen ein, um ihren beschleunigten Atomausstieg zu rechtfertigen bzw. legitimieren.
Diese Kehrtwende brachte Merkel viel innerparteiliche Kritik ein, vor allem aus dem konservativen Flügel der Union. Die Opposition sah in Merkels schnell eingesetztem Atom-Moratorium ein wahltaktisches Manöver, um die CDU für die nur wenig später stattgefundenen Landtagswahlen in Baden-Württemberg, Rheinland-Pfalz, Sachsen-Anhalt sowie den Kommunalwahlen in Hessen zu unterstützen.
Am 6. Juni 2011 beschloss das Kabinett Merkel II das Aus für acht Kernkraftwerke und einen stufenweisen Atomausstieg bis 2022.
Das einseitige Atom-Moratorium und die Rücknahme der Laufzeitverlängerung führte zu jahrelangen Rechtsstreitigkeiten der vier Versorgungsunternehmen (EnBW, E.ON/PreussenElektra, RWE und Vattenfall (Vattenfall gegen Bundesrepublik Deutschland)) mit der Bundesregierung, die schließlich 2021 mit einer Ausgleichszahlung in Höhe von etwa 2,43 Milliarden Euro für nicht konzernintern verstrombare Elektrizitätsmengen und entwertete Investitionen beendet wurden; der geordnete und von Bund und Versorgungsunternehmen beidseitig beschlossene Atomausstieg von 2000/2002 wäre dagegen ohne finanzielle Entschädigung gewesen, siehe Atomkonsens. Umweltschutzorganisationen und die oppositionellen Grünen, die zu dieser Zeit stark in der Wählergunst zulegten, kritisierten den vorgezogenen Atomausstieg als nicht ausreichend, dennoch nahm Angela Merkel mit dem Atomausstieg die Bundesregierung, wie die sie tragenden Parteien, aus der direkten Kritik und konnte auf eine breite Zustimmung aus der Bevölkerung bauen; durch das Besetzen des Kernthemas der Grünen konnte Merkel zudem deren Höhenflug in den Umfragen beenden.
Im Mai 2012 erregte Merkel großes Aufsehen, als sie den Minister für Umwelt, Naturschutz und Reaktorsicherheit Norbert Röttgen überraschend „entließ“. Ihre Entscheidung verkündete sie drei Tage nach Röttgens Landtagswahl-Niederlage als Spitzenkandidat der CDU-NRW gegen die amtierende Ministerpräsidentin Hannelore Kraft. Noch vor der Wahl hatte Merkel wiederholt Norbert Röttgen gelobt und ihr Verhältnis galt als sehr gut; Röttgen war der erste Minister, den Merkel „entließ“.
Nachfolger wurde der Parlamentarische Geschäftsführer der CDU/CSU-Bundestagsfraktion und enge Vertraute Merkels Peter Altmaier.

##### Verhältnis zu den Vereinigten Staaten
Im Mai 2011 gratulierte Merkel dem US-Präsidenten Obama öffentlich zur Tötung Osama bin Ladens durch eine amerikanische Spezialeinheit und bekundete ihre Freude über den Erfolg der „Operation Neptune Spear“. Innerparteilich, bei Kirchenvertretern und in der Presse geriet sie dafür unter Kritik.
Nachdem im Zuge der Überwachungs- und Spionageaffäre 2013 Hinweise darüber bekannt geworden waren, dass das CDU-Mobiltelefon der Bundeskanzlerin über Jahre hinweg durch den US-Geheimdienst NSA abgehört worden sein könnte, forderte Merkel am 23. Oktober 2013 in einem persönlichen Telefonat mit US-Präsident Obama eine umfassende Aufklärung der Vorwürfe und eine Beantwortung einer bereits vor Monaten gestellten Anfrage der deutschen Bundesregierung. Eine Sprecherin des Nationalen Sicherheitsrates der Vereinigten Staaten erklärte hierzu, dass der Präsident der Kanzlerin versichert habe, „dass die Vereinigten Staaten ihre Kommunikation nicht überwachen und auch nicht überwachen werden.“ Die Sprecherin beantwortete dabei trotz gezielter Nachfrage aber nicht, ob dies auch für die Vergangenheit gilt.

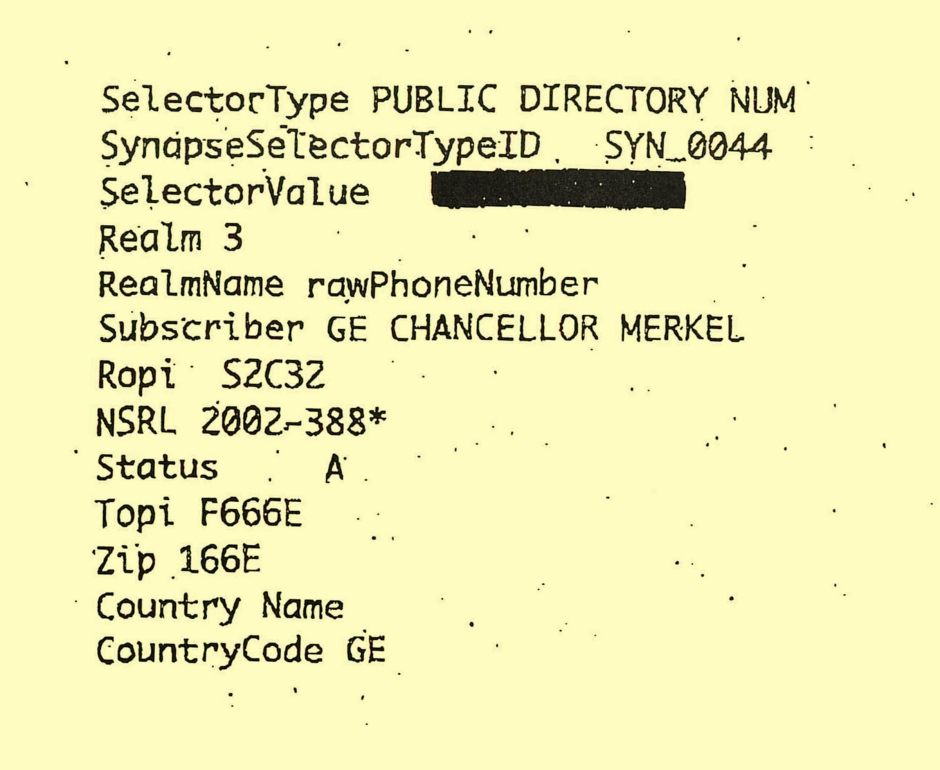
Die Telefonnummer der Bundeskanzlerin (geschwärzt) auf einem Auszug aus einer geheimen NSA-Datei

Laut dem Journalisten Sidney Blumenthal, der als Berater von US-Präsident Bill Clinton und der US-Außenministerin Hillary Clinton tätig war, überwachten die Vereinigten Staaten wiederholt Gespräche von Angela Merkel mit Finanzminister Wolfgang Schäuble und von Merkel und Schäuble mit Gerhard Schindler und Generalmajor Norbert Stier, Präsident und Vizepräsident des Bundesnachrichtendienstes. So wurde am 6. Mai 2012 eine von Schäuble angesetzte „sichere“ Telefonkonferenz mit Merkel zur Wahl François Hollandes zum französischen Präsidenten und zum Ergebnis der Landtagswahl in Schleswig-Holstein abgehört. In dem Gespräch schlug Schäuble unter anderem vor, vorgezogene Bundestagswahlen in Erwägung zu ziehen, um einem möglichen Linkstrend und somit einem drohenden Verlust der Regierungsmehrheit vorzubeugen. Schäuble berichtete zu Informationen des Bundesamtes für Verfassungsschutz über das Erstarken rechtsextremer Parteien in Frankreich und Griechenland sowie rechtsextremer paramilitärischer Gruppen in Schweden, Deutschland, Belgien und den Niederlanden, während sich Merkel besorgt über Beziehungen der CSU zu Rechtsextremisten in Deutschland und Österreich äußerte. Bei Gesprächen im Juli, August und September 2012 ging es um die Eurokrise und um anstehende Wahlen in den Niederlanden und Italien.
Kurz vor Beginn des Brüsseler EU-Gipfels vom 24. bis 25. Oktober 2013, bei dem die verdichteten Hinweise auf eine Spionage der Vereinigten Staaten gegen befreundete europäische Länder ausführlich erörtert wurden, obwohl dieses Thema auf der Tagesordnung nicht angekündigt war, sagte Merkel: „Das Ausspähen unter Freunden, das geht gar nicht. Wir sind Verbündete, aber so ein Bündnis kann nur auf Vertrauen aufgebaut sein.“ Am selben Tag berichtete die New York Times, dass ein Auftrag zum Lauschangriff auf das Telefon Merkels in die Regierungszeit von US-Präsident George W. Bush zurückreiche und dass die US-Sicherheitsberaterin Susan E. Rice beteuert habe, der gegenwärtige US-Präsident Obama habe von dieser Sache nichts gewusst. Der Spiegel berichtete am 26. Oktober 2013, dass Merkels Mobiltelefon offenbar seit mehr als zehn Jahren überwacht werde und dass in der Botschaft der Vereinigten Staaten in Berlin Mitarbeiter der NSA und der CIA mittels moderner Hochleistungsantennen die Kommunikation im Regierungsviertel illegal abhören würden. Dabei seien nicht nur Verbindungsdaten der Gesprächspartner, sondern auch Inhalte von einzelnen Gesprächen aufgezeichnet worden.
Am 27. Oktober 2013 wurde unter Berufung auf einen hohen NSA-Mitarbeiter berichtet, dass NSA-Chef Keith B. Alexander den US-Präsidenten 2010 persönlich über die Abhöraktion gegen Merkel informiert habe und dass nicht bloß ihr CDU-Mobiltelefon belauscht wurde, sondern auch ein angeblich abhörsicheres Handy der Bundeskanzlerin. Obama habe die Maßnahmen seinerzeit nicht nur weiterlaufen lassen, sondern auch darauf gedrängt, das neue Kanzler-Handy zu knacken.
Am 30. Oktober 2013 berichtete die New York Times unter Berufung auf einen früheren Geheimdienstmitarbeiter, dass die NSA in Deutschland jede erreichbare Telefonnummer „aufsauge“; auch ranghohe Beamte und die Chefs der Oppositionsparteien seien Spionageziele. Für die Berichte der NSA hätten sich das Außenministerium, das Finanzministerium, andere Geheimdienste der Vereinigten Staaten sowie der Nationale Sicherheitsrat bei Präsident Obama interessiert. Obamas Sicherheitsberater hätten nach den ihnen regelmäßig vorgelegten Berichten kaum übersehen können, dass internationale Politiker wie Merkel ausgespäht würden.
Der Start der Abhöraktion der Vereinigten Staaten gegen Deutschland sei 2002 erfolgt und habe sich vor allem gegen Bundeskanzler Gerhard Schröder gerichtet, weil dessen Ablehnung des Irakkrieges und dessen „Nähe“ zum russischen Präsidenten Putin bei den Vereinigten Staaten die Frage aufgeworfen habe, ob ihm noch getraut werden könne.
Dass NSA-Chef Alexander mit Obama über eine Merkel betreffende Operation je gesprochen habe, wurde von der NSA allerdings umgehend dementiert.
Gestützt auf US-Regierungskreise brachte das Wall Street Journal am 27. Oktober 2013 die Version, dass das NSA-Abhörprogramm gegen Merkel und die Spitzenpolitiker anderer Nationen gestoppt worden sei, als eine Überprüfung durch die US-Regierung dem US-Präsidenten im Sommer 2013 die Existenz dieser Geheimdienstoperationen offenbart habe. Mit dem Blick auf die Ausspähungen, die die Vereinigten Staaten offenbar auch gegen andere Nationen sowie gegen die Vereinten Nationen, die Europäische Union (EU), den Internationalen Währungsfonds und die Weltbank gerichtet hatten, ließen Dilma Rousseff, die Präsidentin Brasiliens, und Bundeskanzlerin Merkel eine Resolution der Vereinten Nationen vorbereiten, die den Internationalen Pakt über bürgerliche und politische Rechte ergänzen soll und alle Staaten auffordert, Gesetzgebung und Praxis bei Überwachungsaktionen im Ausland auf den Prüfstand zu stellen.
Der am 1. November 2013 beim UN-Menschenrechtsausschuss eingereichte, die USA konkret nicht nennende Textentwurf einer Resolution wurde nach mehrwöchiger Beratung auf Drängen der USA und anderer Staaten abgeschwächt und von der Vollversammlung der Vereinten Nationen am 26. November 2013 einstimmig beschlossen.

#### Große Koalition (2013–2021)

##### Bundestagswahl 2013 und Regierungsbildung

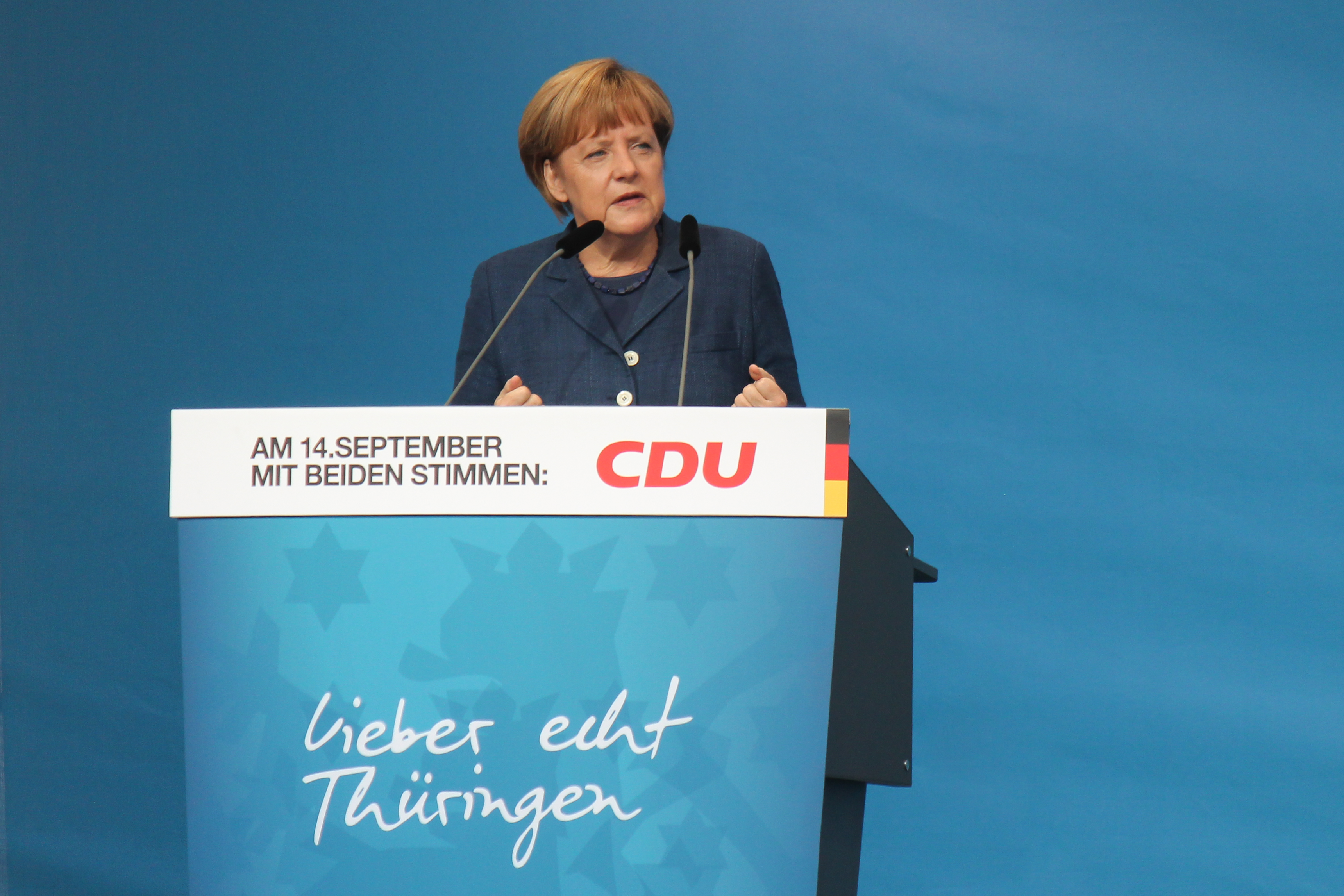
Angela Merkel beim Abschluss des Thüringer Landtagswahlkampfes 2014

Am 22. September 2013 fand die Wahl zum 18. Deutschen Bundestag statt. Während die Unionsparteien mit 41,5 Prozent das beste Zweitstimmenergebnis seit 1990 erhielten, schaffte der bisherige Koalitionspartner, die FDP, den Wiedereinzug in den Bundestag mit 4,8 Prozent erstmals seit 1949 nicht. Merkel selbst siegte im Wahlkreis 15 (Stralsund – Nordvorpommern – Rügen) mit 56,2 Prozent der Erststimmen und erreichte damit einen Zuwachs von 6,9 Prozentpunkten gegenüber der vorangegangenen Bundestagswahl.

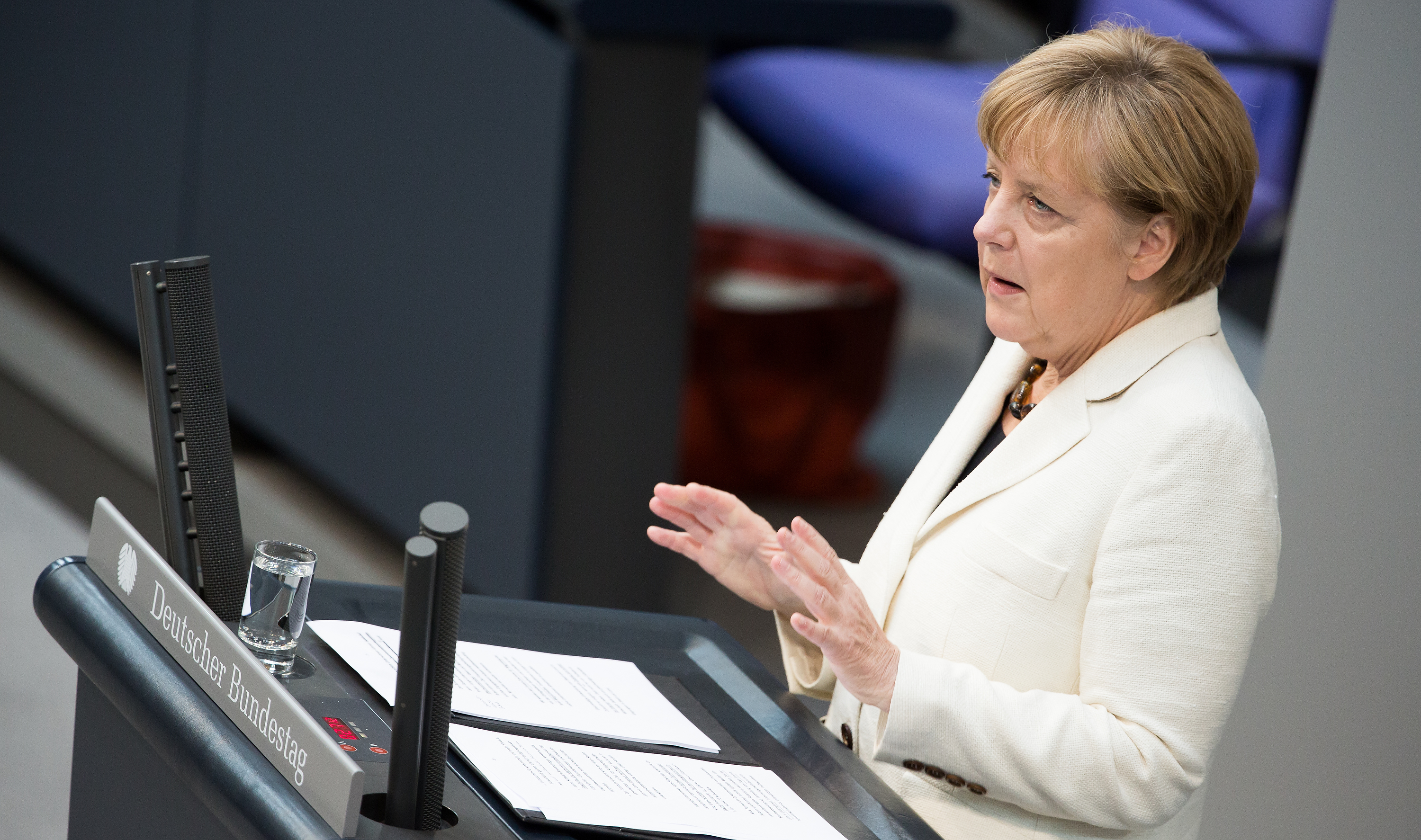
Angela Merkel im Deutschen Bundestag (2014)

Nachdem die Koalitionsparteien einen Koalitionsvertrag unterzeichnet hatten, wurde Angela Merkel am 17. Dezember mit 462 von insgesamt 621 abgegebenen Stimmen erneut zur Bundeskanzlerin gewählt; dies sind 42 Stimmen weniger, als die Koalition aus CDU/CSU und SPD innehatte.

##### Bundestagswahl 2017 und Regierungsbildung
Am 20. November 2016 gab Merkel bekannt, bei der Bundestagswahl 2017 für eine vierte Amtszeit als Bundeskanzlerin kandidieren zu wollen. Am 6. Dezember 2016 wurde sie auf dem CDU-Bundesparteitag in Essen mit 89,5 Prozent der knapp 1000 Delegiertenstimmen als Parteivorsitzende wiedergewählt.
Die CDU/CSU erlitt starke Verluste und erzielte ihr schlechtestes Ergebnis seit der Bundestagswahl 1949. Merkel selbst erhielt im Wahlkreis 15 (Vorpommern-Rügen – Vorpommern-Greifswald I) 44,0 Prozent der Erststimmen, nach 56,2 Prozent bei der Bundestagswahl 2013.
Nach der Bundestagswahl 2017 gab die SPD bekannt, sie stehe nicht für eine große Koalition zur Verfügung. Eine Jamaika-Koalition aus CDU/CSU, FDP und Grünen galt als einziges realistisches Bündnis mit Mehrheit. Mehr als vier Wochen lang gab es Sondierungsgespräche zwischen den Parteien, die in der Nacht des 19. November vom FDP-Vorsitzenden Christian Lindner für gescheitert erklärt wurden.

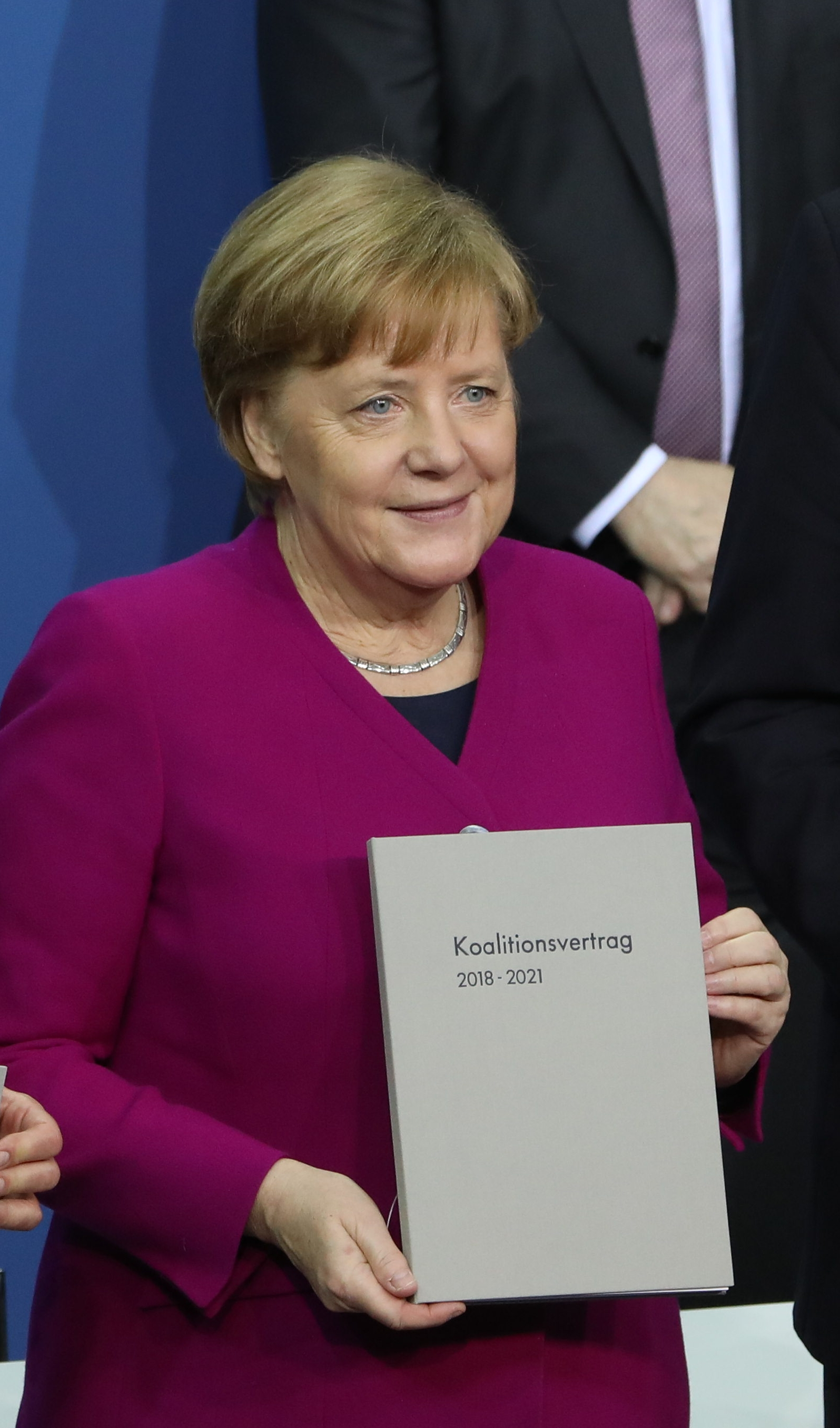
Angela Merkel mit dem Koalitionsvertrag (2018)

Bundespräsident Frank-Walter Steinmeier führte daraufhin intensive Gespräche mit den Parteispitzen und erinnerte die gewählten Bundestagsabgeordneten nachdrücklich an die Verpflichtung zum Gemeinwohl und zur Regierungsbildung. Das Verfahren zur Wahl des Bundeskanzlers (und ggfs. folgende Neuwahlen) kann nach Art. 63 Abs. 1 GG nur mit einem Vorschlag des Bundespräsidenten begonnen werden.
Eine schwarz-rot-grüne Koalition (Kenia-Koalition) wurde zwischenzeitlich ins Gespräch gebracht. Angela Merkel und die Führungsspitze der SPD bevorzugten seit November 2017 alternativ eine große Koalition (GroKo) mit einem erneuerten Koalitionsvertrag wie in der vorherigen Legislaturperiode als Königsweg, nicht jedoch Jusos sowie Teile der SPD-Basis.
Am 12. Januar 2018 beendeten CDU, CSU und SPD ihre Sondierungsgespräche und legten ein 28-seitiges Papier vor. Auf einem Sonderparteitag der SPD in Bonn stimmten am 21. Januar 2018 56,4 Prozent der Delegierten für die Aufnahme von Koalitionsverhandlungen mit der Union. Am 7. Februar 2018 einigten Union und SPD sich auf einen Koalitionsvertrag.
Am 26. Februar 2018 stimmte ein CDU-Parteitag für eine Neuauflage der Großen Koalition. Am 4. März 2018 wurde bekanntgegeben, dass 66 % der teilnehmenden SPD-Mitglieder bei einem Mitgliedervotum für den Koalitionsvertrag gestimmt hatten.
Angela Merkel wurde am 14. März 2018 mit 364 Ja-Stimmen (355 waren mindestens erforderlich) im ersten Wahlgang erneut zur Bundeskanzlerin gewählt und anschließend vom Bundespräsidenten vereidigt. Sie erhielt damit 35 Stimmen weniger als CDU/CSU und SPD im Bundestag hatten.
Nach großen Verlusten der Unionsparteien bei den Landtagswahlen in Bayern und in Hessen gab Merkel am 29. Oktober 2018 in einer CDU-Präsidiumssitzung bekannt, nicht mehr für das Amt der CDU-Vorsitzenden zu kandidieren und nach Ende der Legislaturperiode im Jahr 2021 das Amt der Bundeskanzlerin nicht erneut anzustreben.
Um Merkels Nachfolge als CDU-Parteivorsitzende kandidierten die CDU-Generalsekretärin Annegret Kramp-Karrenbauer, der ehemalige Bundestagsfraktionsvorsitzende Friedrich Merz und Bundesgesundheitsminister Jens Spahn. Am 7. Dezember 2018 wählten die Delegierten Kramp-Karrenbauer im zweiten Wahlgang zur neuen CDU-Vorsitzenden.

##### Ministerpräsidentenwahl in Thüringen 2020
Am 6. Februar 2020 äußerte Merkel sich bei einem Staatsbesuch über das Ergebnis der Ministerpräsidentenwahl in Thüringen und forderte dazu auf, es rückgängig zu machen. Dies wurde auch durch kanzleramtliche Kanäle verbreitet. Darin erkannte das Bundesverfassungsgericht (Az. 2 BvE 4/20 u. a.) im Juni 2022 eine Verletzung des Rechts der AfD auf Chancengleichheit der Parteien aus Art. 21 Abs. 1 Satz 1 GG.

##### EU-Ratspräsidentschaft 2020
Während der Deutschen EU-Ratspräsidentschaft vom 1. Juli bis zum 31. Dezember 2020 verhandelte Merkel über das Milliarden-Euro-Aufbauprogramm aufgrund der Corona-Krise und den Haushalt der EU-Staaten.

##### Bundestagswahl 2021

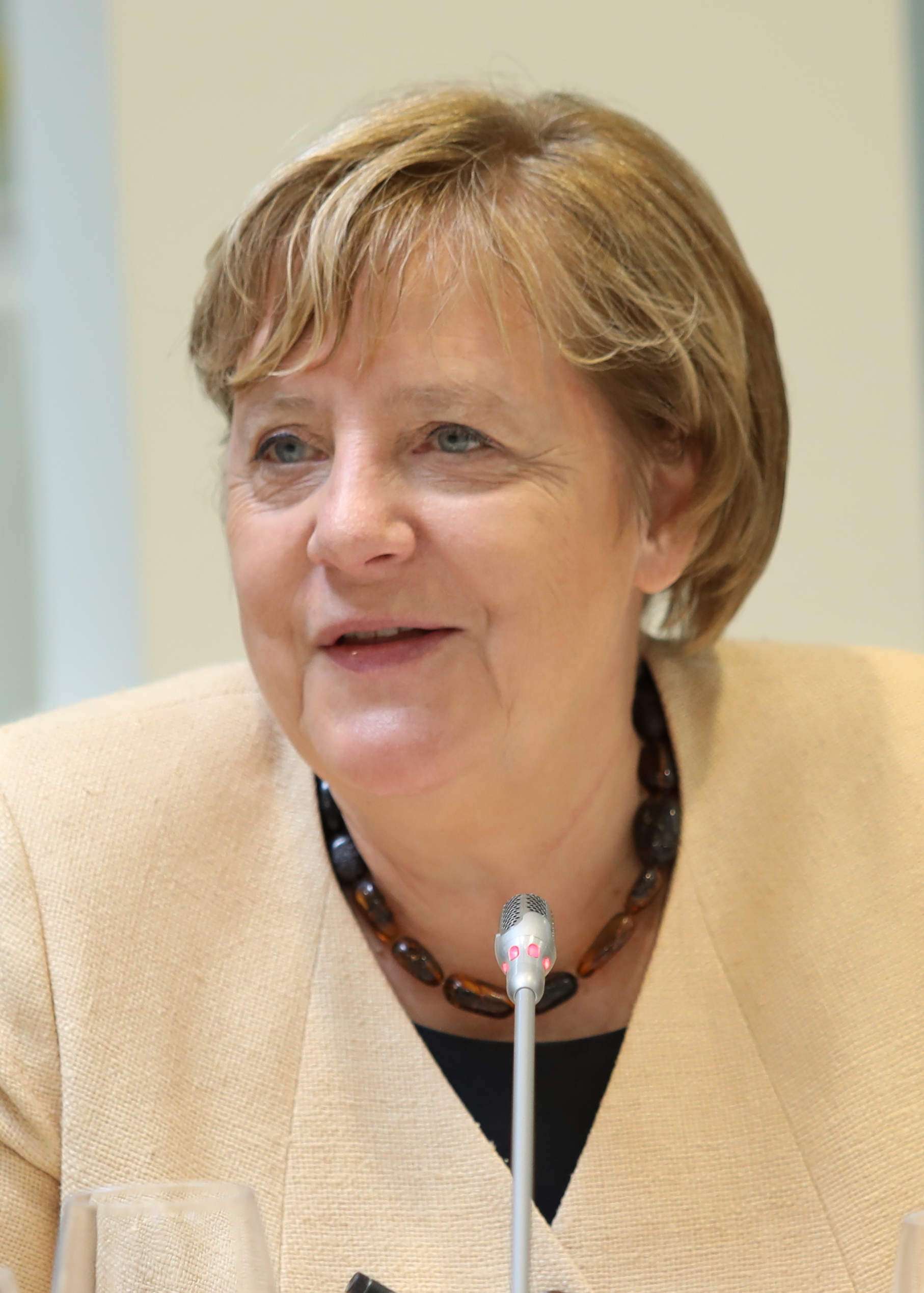
Merkel im Jahr 2021

Vom Moment des Zusammentretens des 20. Deutschen Bundestags zur Konstituierung am 26. Oktober 2021 bis zur Wahl ihres Nachfolgers Olaf Scholz zum Bundeskanzler am 8. Dezember 2021 übte Angela Merkel das Amt der Bundeskanzlerin auf Ersuchen des Bundespräsidenten weiter geschäftsführend aus.
Für den neuen 20. Deutschen Bundestag hatte sie jedoch nicht mehr kandidiert. Somit standen ihr die mit dem Bundestagsmandat verbundenen Rechte trotz Sitzungsteilnahme schon während ihrer Amtszeit nicht mehr zu. Nachdem sie ihren Bundestagswahlkreis Vorpommern-Rügen – Vorpommern-Greifswald I seit seiner Existenz 1990 immer direkt mit großer oder absoluter Mehrheit gewonnen hatte, ging dieser jetzt erstmals an die SPD.
Zusammen mit der Kanzlerschaft beendete Angela Merkel ihre gesamte politische Karriere. Sie war als Bundeskanzlerin 5860 Tage im Amt: Zehn Tage weniger als die Rekord-Amtszeit von 5870 Tagen des Bundeskanzlers Helmut Kohl. Zur Verabschiedung aus dem Amt fand im Bendlerblock ein Großer Zapfenstreich der Bundeswehr statt.

### Nach der Kanzlerschaft
Im Januar 2022 lehnte sie ein Angebot von UN-Generalsekretär António Guterres ab, in einem hochrangig besetzten Beratergremium zu globalen öffentlichen Gütern mitzuarbeiten. Im selben Monat lehnte sie einen Ehrenvorsitz der CDU mit der Begründung ab, dass dieser aus der Zeit gefallen sei.
Am 13. Februar 2022 nahm Merkel als Mitglied der 17. Bundesversammlung für das Land Mecklenburg-Vorpommern an der Wahl des deutschen Bundespräsidenten 2022 teil.
Umstritten war ihre Auszeichnung mit dem Großkreuz des Verdienstordens der Bundesrepublik Deutschland in besonderer Ausführung, das vor ihr nur Konrad Adenauer und Helmut Kohl bekommen hatten, durch Bundespräsident Steinmeier am 17. April 2023.
Im Dezember 2023 schied sie aus der Konrad-Adenauer-Stiftung aus, da sie ihre Mitgliedschaft nicht weiter verlängerte.
Zusammen mit ihrer langjährigen Büroleiterin Beate Baumann schrieb Merkel an ihrer Biografie. Das Buch mit dem Titel Freiheit. Erinnerungen 1954–2021 wurde am 26. November 2024 in Deutschland im Verlag Kiepenheuer & Witsch veröffentlicht, in mehr als 30 Ländern sollen Übersetzungen erscheinen. Dafür erhielt Merkel, die bei den Verhandlungen mit Verlagen auf eine Literaturagentur verzichtete, laut FAZ einen Vorschuss in zweistelliger Millionenhöhe. Kritiker monierten, dass Merkels Biografie wenig bis keine Selbstkritik enthalte.
Mit Presseerklärung vom 30. Januar 2025 kritisierte Merkel den CDU-Kanzlerkandidaten Merz dafür, dass am 29. Januar 2025 „sehenden Auges erstmalig bei einer Abstimmung im Deutschen Bundestag eine Mehrheit mit den Stimmen der AfD“ ermöglicht hat. Sie zitierte die Rede von Merz am 13. November 2024 im Deutschen Bundestag, in der er noch zugesagt hatte, keine Entscheidungen auf die Tagesordnung zu setzen, bei denen eine Mehrheit nur mit Hilfe der AfD zustande komme.

## Politische Positionen

### Innenpolitik

#### Klima- und Energiepolitik
Im April 1995 war Merkel als deutsche Umweltministerin Gastgeberin der ersten UN-Klimakonferenz (COP-1) in Berlin. Mit dem Berliner Mandat kam es zu einem Abschluss, der einen Einstieg in die internationale Reduzierung von Treibhausgasen bilden sollte. 1997 bei den nachfolgenden Verhandlungen zum Kyoto-Protokoll setzte sich Merkel für vergleichsweise hohe Reduktionsziele ein. Eine Initiative zur Eindämmung des Sommersmogs in Deutschland scheiterte im Mai 1995 innerhalb des Kabinetts und wurde später nur in sehr abgeschwächter Form umgesetzt. Bis zum AKW-Unglück von Fukushima 2011 befürwortete Merkel die zivile Nutzung der Kernenergie. Als Umweltministerin war sie für die Abwicklung von Atommülltransporten zuständig. Im Mai 1998 wurden Überschreitungen der Grenzwerte bei Castor-Transporten nach Frankreich bekannt. Vertreter der Opposition forderten daraufhin Merkels Rücktritt wegen Verletzung der ministeriellen Aufsichtspflicht. Sie verwies darauf, dass wichtige Kompetenzen und Verantwortlichkeiten auch bei den Bundesländern und der Atomwirtschaft lagen. Ebenfalls in ihre Amtszeit fällt das Kreislaufwirtschaftsgesetz zur Vermeidung und Verwertung von Abfällen. 1997 befürwortete sie öffentlich eine jährlich steigende Abgabe auf Energieträger wie Öl, Gas und Strom (Ökosteuer).
In den Jahren 2006/07 erwarb sich Merkel den Ruf, eine „Klimakanzlerin“ zu sein: sie engagierte sich für Klimaziele auf europäischer und internationaler Ebene. Später sank der Stellenwert der Klimapolitik wieder.
So nahm sie etwa beim UN-Klimagipfel in New York im September 2014 nicht mehr teil und besuchte stattdessen eine Tagung des Bundesverbands der Deutschen Industrie. 2015 äußerte sie, klimapolitische Initiativen seien noch nicht konkret geplant. Der Klimaforscher Mojib Latif äußerte im Juli 2018, Merkel sei aufgrund des kaum vorhandenen Klimaschutzes in Deutschland sowie mehrfacher Interventionen für die Autoindustrie „nie wirklich eine Klimakanzlerin“ gewesen.
Kritiker haben Merkel vorgeworfen, Zusagen zu den von den Stromverbrauchern zu tragenden Kosten der von ihr maßgeblich beeinflussten Energiewende nicht eingehalten zu haben. Entgegen ihrer Regierungserklärung vom 9. Juni 2011, die EEG-Umlage solle nicht über ihre derzeitige Größenordnung von etwa 3,5 ct/kWh steigen, stieg sie bis 2017 auf 6,880 ct/kWh und sank während Merkels Amtszeit nie mehr unter 6,405 ct/kWh.

#### Muslime in Deutschland
Bei einem Besuch des türkischen Ministerpräsidenten Ahmet Davutoğlu im Berliner Kanzleramt sagte sie im Januar 2015: „Der frühere Bundespräsident Christian Wulff hat gesagt: Der Islam gehört zu Deutschland. Und das ist so. Dieser Meinung bin ich auch.“
Anlässlich des islamischen Fastenmonats Ramadan im Jahr 2015 hat Angela Merkel zu gegenseitiger Wertschätzung der Religionen aufgerufen. Bei einem Empfang in Berlin bekräftigte sie zudem: „Es ist offenkundig, dass der Islam inzwischen unzweifelhaft zu Deutschland gehört.“
Vor Vertretern verschiedener Glaubensrichtungen verwies sie auf die weltweiten Gewalttaten im Namen einer Religion – „zu oft leider im Namen des Islams“. Doch jede Ausgrenzung von Muslimen in Deutschland, jeder Generalverdacht verbiete sich, sagte Merkel. Die allermeisten Muslime seien rechtschaffene und verfassungstreue Bürger.

#### Integrationspolitik
Nachdem der türkische Ministerpräsident Erdoğan bei einem Deutschland-Besuch im Februar 2008 die Türken in Deutschland vor einer Assimilation gewarnt hatte, kritisierte sie dessen „Integrationsverständnis“.
2010 erklärte sie auf dem Deutschlandtag der Jungen Union der „Ansatz für Multikulti“ sei gescheitert. Man müsse Migranten nicht nur fördern, sondern auch fordern.
2013 sprach sie sich gegen die doppelte Staatsbürgerschaft und gegen die Trennung von muslimischen Jungen und Mädchen im Sportunterricht aus. Letzteres sei das „völlig falsche integrationspolitische Signal“ und das Gegenteil von Integration.
2017 verteidigte Merkel die doppelte Staatsbürgerschaft auch gegen den Parteitags-Beschluss der CDU.
In ihrer Parteitagsrede vom 6. Dezember 2016 befürwortete Merkel ein gesetzliches Vollverschleierungsverbot.

#### Innere Sicherheit
Auf dem Gebiet der inneren Sicherheit forderte Merkel 2015 die Vorratsdatenspeicherung, 2016 mehr Polizei und Videoüberwachung sowie die Überwachung der sozialen Medien und 2017 die automatische Gesichtserfassung auf Bahnhöfen. Allerdings wurde sie bei diesen Vorhaben überstimmt.
In einem von der CSU in Auftrag gegebenen Gutachten vom Januar 2016 stellte der Jurist und ehemalige Bundesverfassungsrichter Udo Di Fabio die These auf, die Bundesregierung breche mit ihrer Weigerung, die Landesgrenzen umfassend zu kontrollieren, die Verfassung. Die Staatsgrenzen seien „die tragenden Wände der Demokratien“. Der wenngleich schwierigen Aufgabe, sie zu schützen, könne sich keine Regierung entziehen.
Dieses Gutachten für die CSU wurde von anderen Verfassungsexperten als „juristisch dürftig“ kritisiert. Dabei wurde auch darauf hingewiesen, dass die CSU selbst das Gutachten als mangelhaft einschätzen dürfte und es daher nie für eine Klage verwenden würde, was auch nicht geschah. Aktive Verfassungsrichter teilen di Fabios Einschätzung ebenfalls nicht. Der Europäische Gerichtshof bestätigte die Rechtmäßigkeit des Handelns der Kanzlerin ausdrücklich. Dieses Urteil wurde letztlich auch von der CSU gelobt.
Ende Juli 2016 machte Merkel den Vorschlag, eine Nationalgarde aus Reservisten mit militärischer oder polizeilicher Ausbildung zu gründen, um die Polizei bei der Inneren Sicherheit zu unterstützen.
Am 19. August 2016 erklärte Angela Merkel: „Wir tun alles Menschenmögliche, um die Sicherheit zu gewährleisten. Und wo immer sich Lücken ergeben, müssen wir nachsteuern und uns neue Varianten der Sicherheit überlegen.“
In der Neujahrsansprache 2016/2017 erklärte Merkel unter Bezug auf den Anschlag auf den Berliner Weihnachtsmarkt an der Gedächtniskirche und andere terroristische Vorfälle: „Es ist besonders bitter und widerwärtig, wenn Terroranschläge von Menschen begangen werden, die in unserem Land angeblich Schutz suchen.“
Bei der Klausurtagung der CDU in Perl am 14. Januar 2017 erklärte Merkel: „Jeder Mensch hat ein Recht auf Sicherheit (…) Eine Zahl hat uns aufgerüttelt. 37 Prozent der Einbruchsdiebstähle in Deutschland passieren in Nordrhein-Westfalen“ Sie kündigte Sicherheit durch einen „starken Staat“ an.

##### Rechter Terrorismus
In Angela Merkels Amtszeit als Bundeskanzlerin fielen diverse rechtsradikal motivierte Anschläge und Mordtaten, darunter zwei Morde an Unternehmern mit Einwanderungsgeschichte im Jahr 2006, begangen durch den Nationalsozialistischen Untergrund (NSU), sowie auch die Aufdeckung der Gruppe im November 2011. Merkel warnte bei einer Gedenkfeier im Februar 2012 vor „Gleichgültigkeit und Unachtsamkeit gegenüber Intoleranz und Rassismus“. Ferner kam es 2019 zum Mordfall Walter Lübcke, dem ersten rechtsextrem motivierten Mord an einem Politiker in der Geschichte der Bundesrepublik, und zum Anschlag in Halle mit zwei Toten sowie 2020 zum Anschlag in Hanau mit neun Todesopfern. Nach der Tat in Hanau sagte Merkel in einer Ansprache, dass die Bundesregierung und alle staatlichen Institutionen für die Rechte und Würde eines jeden Menschen in unserem Land stünden. „Wir stellen uns denen, die versuchen, in Deutschland zu spalten, mit aller Kraft und Entschlossenheit entgegen“, sagte Merkel weiter.

#### Wirtschaftspolitik
Merkel versuchte sich Ende 2000 mit der Formulierung einer „Neuen Sozialen Marktwirtschaft“ zu profilieren. Der Titel greift den etablierten Begriff der Sozialen Marktwirtschaft auf. Unter den unscharfen Thesen, deren konkrete Umsetzung im Vagen bleibt, finden sich auch Positionen, die bereits im Schröder-Blair-Papier aus dem Jahr 1999 auftauchten. Eine CDU-Präsidiumskommission unter Merkels Vorsitz erarbeitete bis zum 27. August 2001 ein Diskussionspapier, das im Dezember 2001 auf dem Bundesparteitag der CDU in Dresden verabschiedet und somit Teil der CDU-Programmatik wurde.
Auf dem Parteitag der CDU 2008 in Stuttgart prägte Merkel die Metapher der schwäbischen Hausfrau, welche eine am Ideal der Sparsamkeit orientierte Haushaltspolitik als vernünftig nahelegt. Von diesem Sprachbild ausgehende Vorstellungen beeinflussen bis heute in Politik und Öffentlichkeit vorherrschende Vorstellungen über die Führung von Staatshaushalten. Die Metapher der schwäbischen Hausfrau wird jedoch vielfach dafür kritisiert, dass ein Privathaushalt fundamental anders funktioniert als ein Staatshaushalt.

#### Familienpolitik
Als Bundesministerin für Frauen und Jugend sah sich Angela Merkel in den neuen Bundesländern mit einer dramatisch gesunkenen Frauenerwerbsquote und, damit einhergehend, einem Einbruch der Geburtenrate konfrontiert. Hinzu kam die unterschiedliche Rechtslage zum Schwangerschaftsabbruch in Ost und West, die laut Einigungsvertrag von einer späteren gemeinsamen Regelung abgelöst werden sollte. Einen politischen Schwerpunkt während ihrer Amtszeit bildete daher die Neuregelung des § 218 und die Einführung einer faktischen Fristenlösung mit Beratungspflicht im gesamten Bundesgebiet. Der Verbesserung der beruflichen Situation von Frauen sollte das Gleichberechtigungsgesetz (1993/94) dienen. Als im Rückblick größten Erfolg ihrer Amtszeit bewertet Merkel die von ihr betriebene Änderung des Kinder- und Jugendhilfegesetzes. Diese Novellierung brachte den formellen Rechtsanspruch auf einen Kindergartenplatz für Kinder ab drei Jahren.
Zur Diskussion um die Beschneidung aus religiösen Gründen und den Schutz der Unversehrtheit von Kindern positionierte sich Merkel im Juli 2012: „Ich will nicht, dass Deutschland das einzige Land auf der Welt ist, in dem Juden nicht ihre Riten ausüben können. Wir machen uns ja sonst zur Komikernation.“
Merkel sprach sich gegen die steuerliche Gleichstellung von homosexuellen Paaren aus und erklärte, sie wolle die Privilegierung der Ehe erhalten.
In diesem Zusammenhang stellte sich Merkel 2013 ausdrücklich gegen das gemeinsame Adoptionsrecht von gleichgeschlechtlichen Paaren. Diese Haltung begründete sie mit einem „schlechten Bauchgefühl“. Bis 2018 änderte sie ihre Meinung. Sie habe sich mit der Frage des Kindeswohls näher beschäftigt und befürworte seitdem das Adoptionsrecht auch für gleichgeschlechtliche Paare.
Im Juni 2017 zeigte sie sich erstmals offen für eine Diskussion zur Eheöffnung, sprach von einer „Gewissensentscheidung“ und gab schließlich am 27. Juni 2017 den Weg frei für eine Abstimmung ohne Fraktionszwang im Bundestag. Sie selbst stimmte gegen die Eheöffnung.

#### Verkehrs- und Infrastrukturpolitik
Kurz vor der Bundestagswahl 2013 kam es zu einem öffentlichen Dissens zwischen Merkel und Horst Seehofer (CSU) zur Frage „PKW-Maut“. Während des Wahlkampfes betonte Merkel ihre ablehnende Haltung gegenüber der „PKW-Maut“. Sie bekräftigte im Kanzlerduell mit Peer Steinbrück ihr „Nein“ zu einer PKW-Maut mit den Worten: „Mit mir wird es keine Pkw-Maut geben“, allerdings setzte sich die CSU später im Koalitionsvertrag durch. Die PKW-Maut wurde schließlich 2019 durch den EuGH für nicht mit EU-Recht vereinbar erklärt.

### Außenpolitik

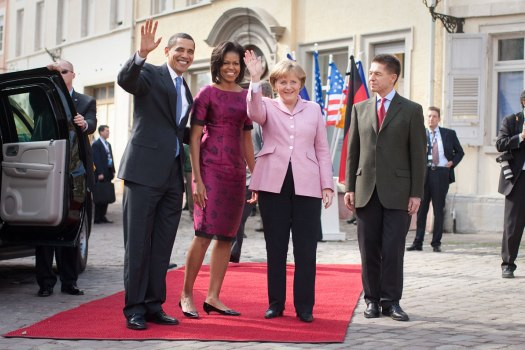
Angela Merkel mit US-Präsident Barack Obama, Michelle Obama sowie Joachim Sauer beim Staatsempfang in Baden-Baden (3. April 2009)

Merkel ist Mitglied der Atlantik-Brücke, welche sich für intensive Beziehungen zwischen Deutschland und den Vereinigten Staaten einsetzt. Barack Obama bezeichnete Angela Merkel rückblickend gegen Ende seiner Präsidentschaft als seine außenpolitisch wichtigste Partnerin.

#### Europäische Union

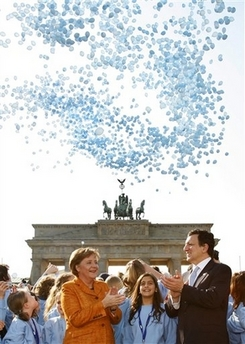
Angela Merkel und der Präsident der Europäischen Kommission José Manuel Durão Barroso vor dem Brandenburger Tor (25. März 2007)

##### Zukunft der Europäischen Union
Während eines EU-Gipfels in Brüssel am 7. November 2012 warb Bundeskanzlerin Angela Merkel für die Vereinigten Staaten von Europa: „Ich bin dafür, dass die Kommission eines Tages so etwas wie eine europäische Regierung ist“. 2005 äußerte Merkel – unter anderem bei einem Besuch in Istanbul –, sie favorisiere eine „privilegierte Partnerschaft“ mit der Türkei statt deren Vollmitgliedschaft in der EU. Davon abgesehen entwickelte Merkel nach dem Urteil des EU-Historikers Christoph Driessen keine Vorstellung davon, in welche Richtung sich die EU langfristig weiterentwickeln sollte. Ihre Bedeutung für die europäische Integration bestand demnach nicht in einem konzeptionellen Ausbau der Union, sondern in der pragmatischen Suche nach konkreten Lösungsansätzen. In diesem letzten Punkt sei sie als anerkannte Krisenmanagerin und Vermittlerin erfolgreich gewesen: „Wenn man die Person benennen müsste, die im 21. Jahrhundert am meisten dafür getan hat, die EU vor dem Auseinanderdriften zu bewahren, dann ist das die Vernunfteuropäerin Merkel.“

##### Eurokrise

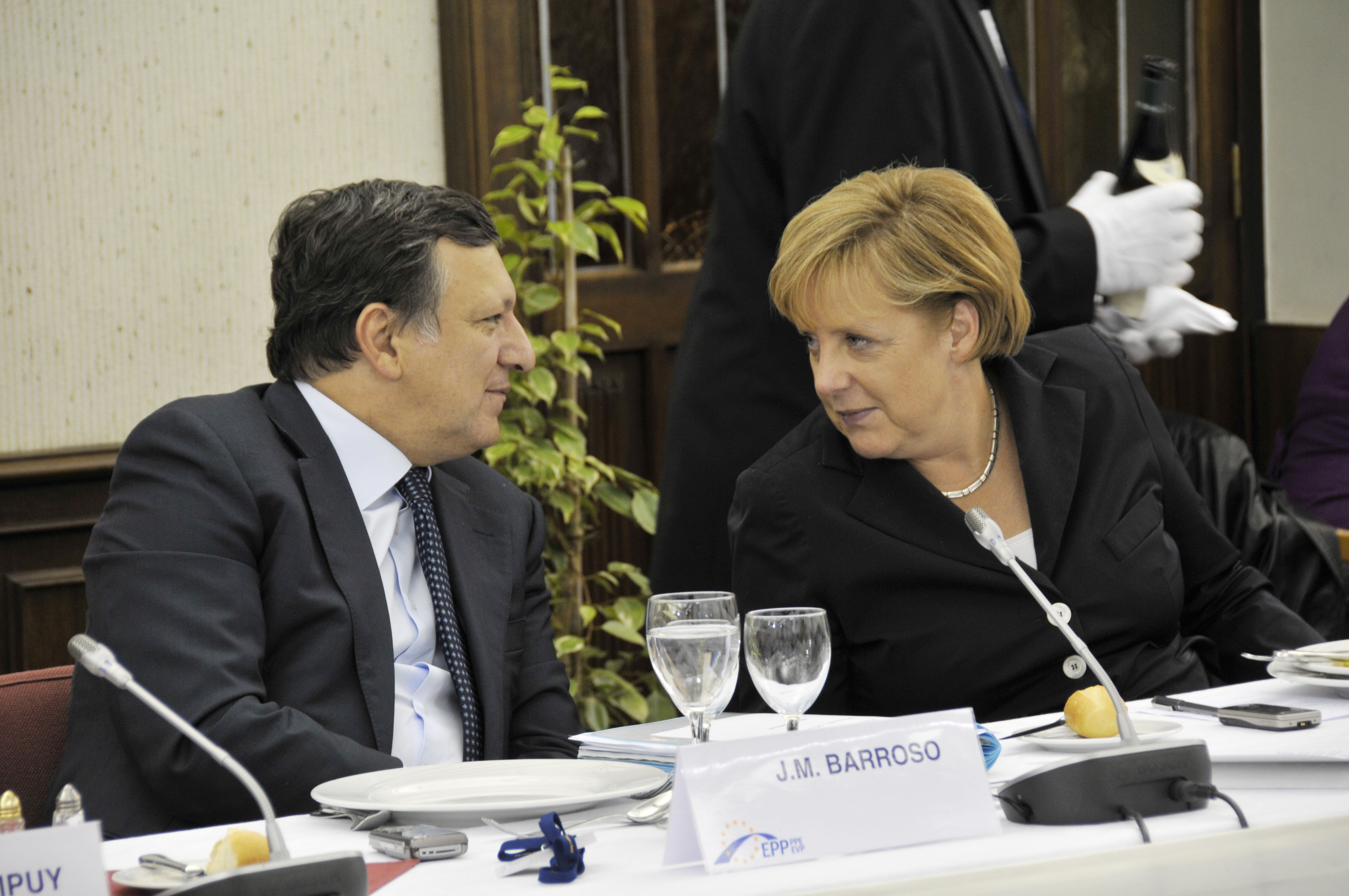
Merkel und Barroso in Meise (Belgien) am 15. September 2010

Im Zuge der Weltfinanzkrise kam es zur Eurokrise, die Merkel mit ihrer Politik zu lösen versuchte. Sie bekräftigte immer wieder, dass der Euro eine starke Währung sei und suchte die Unterstützung von Frankreichs Präsidenten Hollande.
Insbesondere bei den französischen Sozialisten war dies umstritten. So attackierte Frankreichs Industrieminister Arnaud Montebourg Merkel scharf und verglich sie mit Bismarck.
Merkel trat für einen strikten Sparkurs ein, der von einigen Kritikern wie dem Internationalen Währungsfonds als wachstumshemmend und krisenverschärfend betrachtet wird.
Im Februar 2010 schloss Merkel Finanzhilfen für Griechenland ausdrücklich aus, erteilte jedoch bereits zwei Monate später ihre Zustimmung für das erste deutsche Hilfspaket für Griechenland in Höhe von 17 Milliarden Euro. Ende 2012 sagte sie, dass sie sich einen weiteren Schuldenschnitt für Griechenland im Jahr 2014 vorstellen könne.
Dieses Umschwenken ist damit zu erklären, dass Merkel in der Eurokrise zwei widerstreitende Interessen auszubalancieren versuchte: Sie wollte einerseits „den deutschen Steuerzahler schützen und andererseits die Eurozone zusammenhalten“. Selbst sagte sie zu EU-Kommissionspräsident José Manuel Barroso, sie müsse den Zeitpunkt abwarten, an dem es nicht mehr um die Zukunft Griechenlands gehe, sondern um die Zukunft des Euro. Dann erst sei es im deutschen Interesse, auch mit hohen Summen einzugreifen. Dementsprechend stimmte sie 2010 sowohl für die provisorische EFSF als auch 2012 für den ESM mit dem Ziel der Stabilisierung des Euros. Merkel lehnt nach eigenem Bekunden EU-Anleihen, die der gemeinschaftlichen Schuldenaufnahme in der EU oder dem Euro-Währungsraum dienen könnten, ab.

##### Sozialausgaben
Auf dem Weltwirtschaftsforum in Davos, 2013, begann Kanzlerin Merkel eine Serie von viel beachteten internationalen Stellungnahmen, die allesamt zum Inhalt hatten, dass Europa nur 7 % der Weltbevölkerung stellt und nur 25 % des weltweiten Bruttosozialprodukts erwirtschaftet, aber für fast 50 % der weltweiten Sozialleistungen aufkommt.
Seit dieser Stellungnahme in Davos wurde dieses Argument ein wiederkehrender Bestandteil ihrer wichtigsten Reden.
Der Economist sagte hierzu, ebenso wie Merkels Vision von vornherein als pragmatisch bezeichnet werden müsse, gelte Gleiches für ihren Plan zur Implementierung: Die Vision kann in drei Statistiken, einigen wenigen Karten und Fakten auf einer DIN-A-4-Seite zusammengefasst werden. Die Zahlen sind 7 %, 25 % und 50 %.
Wenn Europa wettbewerbsfähig bleiben wolle, könne es sich schlicht nicht leisten, weiter so großzügig zu sein. Der Economist verglich damals Merkels Verwendung dieser Zahlen mit dem Verhalten der britischen Premierministerin Margaret Thatcher, die zu gegebener Zeit Passagen von Friedrich Hayeks Weg zur Knechtschaft aus ihrer Handtasche zog.
In ähnlichem Sinn äußerte sich die Financial Times, die hervorhob, dass Merkel einen eindeutigen Bezug zwischen den Sozialleistungen und der mangelnden Wettbewerbsfähigkeit herstelle.

##### Asylpolitik
In der Flüchtlingskrise 2015 fand Merkels Entscheidung vom 4. September 2015, in Absprache mit den Regierungschefs von Österreich und Ungarn den an der österreichisch-ungarischen Grenze und in Budapest festsitzenden Flüchtlingen vor allem aus Syrien und Afghanistan die Einreise nach Deutschland ohne Registrierung durch Ungarn zu gestatten, großes Echo in den Medien und der Öffentlichkeit innerhalb und außerhalb Deutschlands.
Zugleich unterstrich Merkel die Bedeutung einer einheitlichen europäischen Flüchtlings- und Asylpolitik. Zu den erklärten Eckpunkten ihrer Asyl-Politik gehören eine hohe Priorität für die Integration von Anfang an, schnellere Asylverfahren mit beschleunigter Abschiebung von allein aus wirtschaftlicher Not kommenden Menschen, klare Regeln und keine Toleranz für Parallelgesellschaften und eine konsequente Verfolgung fremdenfeindlicher Angriffe.
Sie äußerte: „Wenn Europa in der Flüchtlingsfrage versagt, dann ginge ein entscheidender Gründungsimpuls eines geeinten Europas verloren. Nämlich die enge Verbindung mit den universellen Menschenrechten, die Europa von Anfang an bestimmt hat und die auch weiter gelten muss.“ Zudem vertritt sie den Standpunkt, dass der aktuelle Zustrom der Migranten „mehr Chancen als Risiken“ für Deutschland biete, wenn die Integration gelinge. In einem Interview sagte sie am 11. September 2015 unter anderem: „Das Grundrecht auf Asyl für politisch Verfolgte kennt keine Obergrenze; das gilt auch für die Flüchtlinge, die aus der Hölle eines Bürgerkriegs zu uns kommen.“ Großes Medienecho fand ihr Satz:

„Wenn wir jetzt anfangen, uns noch entschuldigen zu müssen dafür, dass wir in Notsituationen ein freundliches Gesicht zeigen, dann ist das nicht mein Land.“

Angesichts der großen Anzahl von Flüchtlingen erreichte aber die Zustimmung der Bundesbürger für Merkel im Oktober 2015 einen Tiefpunkt. Mit der Arbeit der Bundeskanzlerin waren laut ARD-Deutschlandtrend nur noch 54 Prozent der Befragten zufrieden, das waren neun Prozent weniger als im Vormonat, zudem handelte es sich um den schlechtesten Wert seit Dezember 2011.
In einer CDU/CSU-Fraktionssitzung, in der Merkel drei Stunden lang mit Kritik aus der Fraktion konfrontiert wurde, sagte sie:

„Ist mir egal, ob ich schuld am Zustrom der Flüchtlinge bin, nun sind sie halt da.“

Am 13. Dezember 2015 formulierte in Karlsruhe ein Parteitag der CDU in einem Leitantrag einen Kompromiss, in dem einerseits Merkels Asylpolitik, insbesondere die konsequente Ablehnung von Obergrenzen, mit großer Mehrheit unterstützt wurde, andererseits das Ziel festgeschrieben wurde, „die Zahl der Flüchtlinge spürbar zu reduzieren“. Diese Formulierung fand am folgenden Tag in einer Gastrede auch die Billigung des Hauptbefürworters der „Kontingente“, des CSU-Parteivorsitzenden Horst Seehofer.
Merkel bestätigte nochmals ihren Satz vom 31. August „Wir schaffen das“, der zum geflügelten Wort wurde, und ergänzte „Ich kann das sagen, weil es zur Identität unseres Landes gehört“.
Am 16. Dezember unterstützte sie vor dem Bundestag in Berlin in einer Regierungserklärung zur Asylpolitik die Absicht der EU, ihre Außengrenzen, auch bei gegenteiliger Meinung der betroffenen Länder, verstärkt durch EU-eigene Organisationen wie Frontex zu schützen.
Merkels Haltung rief wiederholte Kritik aus der eigenen Fraktion, besonders jedoch aus der CSU, hervor. Der bayerische Ministerpräsident Horst Seehofer bezeichnete Merkels Nicht-Aktivität an den Grenzen als „Herrschaft des Unrechts“ und forderte mehrfach eine Obergrenze für Flüchtlinge. Der seinerzeitige Präsident des Bundesverfassungsgerichts, Andreas Voßkuhle, bezeichnete eine Obergrenze als rechtlich unzulässig.
Außerdem wurde Merkels Flüchtlingspolitik von verschiedenen Intellektuellen wie beispielsweise dem Althistoriker Alexander Demandt, dem Philosophen Peter Sloterdijk oder der Schriftstellerin Monika Maron kritisiert. Der Historiker Jörg Baberowski bemängelte sowohl Merkels Flüchtlingspolitik als auch die Versuche, Kritiker in eine „dunkeldeutsche“ Ecke zu verbannen. Der Entwicklungsökonom Paul Collier sieht zum Beispiel eine Politik der offenen Grenzen grundsätzlich als ethisch verwerflich an, weil sie den Menschen eine Art russisches Roulette aufnötige: Sie kommen über das Mittelmeer und müssen hoffen, dass ihr Boot nicht untergehe, ehe sie von Hilfsschiffen aufgenommen werden. Andererseits lobten viele Intellektuelle Merkels Flüchtlingspolitik, etwa in einem offenen Brief an die WELT. Der Politikwissenschaftler Herfried Münkler konstatierte, Merkel habe durch die Aufnahme von Flüchtlingen „Europa gerettet“, da Druck von kleineren Staaten genommen worden sei.
In der New York Times warnte Ross Douthat vor der demographischen Auswirkung angesichts einer millionenfachen Zuwanderung mehrheitlich junger Männer, warf Merkel eine „edelgesinnte Verrücktheit“ vor und forderte sie zum Rücktritt auf. Auf der anderen Seite wählte die Zeitschrift Time Merkel zur Person des Jahres 2015 für ihre Haltung in der Flüchtlingskrise sowie ihre Rolle in der Ukraine-Krise.
Im Januar 2016 schränkte Merkel bei einer Landesvertreterversammlung der CDU in Neubrandenburg ein, dass sie von den meisten Flüchtlingen erwarte, dass diese „wenn wieder Frieden in Syrien ist, wenn der IS im Irak besiegt ist, sie mit dem Wissen, das sie bei uns erworben haben, wieder in ihre Heimat zurückkehren.“ Nur ein geringer Teil habe Anspruch auf klassisches Asyl, die meisten Flüchtlinge genössen nur einen zeitweiligen Schutz durch die Genfer Flüchtlingskonvention.

#### Militärische Konfliktlösungen
Im Vorfeld des Irakkriegs bekundete Angela Merkel ihre Sympathien für die Irakpolitik der USA und die „Koalition der Willigen“. Sie kritisierte als deutsche Oppositionsführerin vom Boden der USA aus die Außenpolitik der Bundesregierung, was ihr scharfen Widerspruch aus Berlin einbrachte. Der SPD-Fraktionsvorsitzende Franz Müntefering beurteilte Merkels Äußerung als „Bückling gegenüber der US-Administration“.
In einer Rede im Deutschen Bundestag am 19. März 2003 erklärte Merkel die Unterstützung der Union für das Ultimatum an Saddam Hussein als „letzte Chance des Friedens“ und forderte die Bundesregierung auf, dies ebenso zu tun, um „den Krieg im Irak wirklich zu verhindern“.
Angela Merkels Grundhaltung zu militärischen Konfliktlösungen beschreibt sie in Veröffentlichungen aus dieser Zeit. Als „Ultima Ratio“ akzeptierte Merkel beispielsweise das NATO-Engagement im Kosovokrieg (1999) und stellt historische Vergleiche zur deutschen Geschichte an:

„Ein Blick zurück in unsere eigene Geschichte mahnt dazu, den Frieden als wertvolles Gut zu erhalten und alles zu tun, um kriegerische Auseinandersetzungen zu vermeiden. (…) Ein Blick in die selbe Geschichte mahnt aber auch, dass ein falsch verstandener, radikaler Pazifismus ins Verhängnis führen kann und der Einsatz von Gewalt – trotz des damit einhergehenden Leides – in letzter Konsequenz unausweichlich sein kann, um noch größeres Übel zu verhindern. Auch die jüngere europäische Geschichte zeigt, dass Krieg im Umgang mit Diktatoren zur ‚ultima ratio‘ werden kann. (…) Beim Kosovo-Krieg hat eine ‚coalition of the willing‘ durch den Einsatz von Gewalt noch größeres Leid (…) verhindert.“

Bezüglich des Abzugs der Atomwaffen in Deutschland besteht Merkel darauf, dass die Verhandlungen über den Abzug der Raketen gemeinsam mit den anderen NATO-Ländern und keinesfalls im Alleingang durchgeführt werden.

#### Nahost-Politik
Merkel hat sich bisher zurückhaltend zu einer deutschen Beteiligung an einer Friedenstruppe der Vereinten Nationen im Südlibanon zur Befriedung des Israel-Libanon-Konflikts geäußert. Israels Premier Olmert plädierte für die Beteiligung deutscher Soldaten. „Ich habe Kanzlerin Angela Merkel mitgeteilt, dass wir absolut kein Problem haben mit deutschen Soldaten im Südlibanon“, sagte er der Süddeutschen Zeitung. Zurzeit gebe es keine Nation, die sich Israel gegenüber freundschaftlicher verhalte als Deutschland.
Am 18. März 2008 hielt Merkel in Israel vor der Knesset eine Rede, die sie auf Hebräisch begann.
Sie betonte die historische Verantwortung Deutschlands für Israel; die Sicherheit des jüdischen Staates sei Teil der deutschen Staatsräson und niemals verhandelbar. Merkel war die erste ausländische Regierungschefin, die von der Knesset zu einer Rede eingeladen worden war.
Bei einem Telefonat mit dem israelischen Ministerpräsidenten Benjamin Netanjahu im Jahr 2011 sagte Merkel, ihr fehle „jegliches Verständnis“ für die Genehmigung eines Siedlungsausbaus in Ostjerusalem durch die israelische Regierung.
Zum Bürgerkrieg in Syrien forderte Merkel im Dezember 2011 ein Urteil des UN-Sicherheitsrates gegen den syrischen Staatspräsidenten Baschar al-Assad und stellte sich auf die Seite der Opposition.
Im TV-Duell erklärte sie jedoch, Deutschland werde sich nicht an einem Militärschlag gegen Syrien beteiligen. Merkel will eine gemeinsame Haltung mit der Europäischen Union finden.

#### Militärische Intervention in Libyen

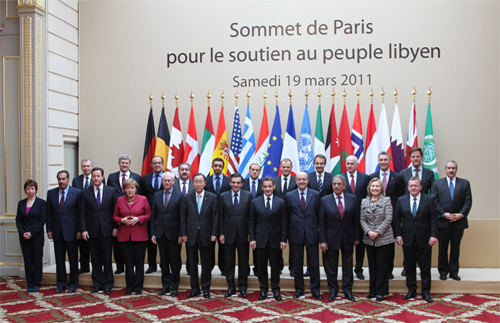
Angela Merkel beim Gipfeltreffen im Élysée-Palast in Paris am 19. März 2011

Im Vorfeld der militärischen Intervention in Libyen im Frühjahr 2011 zeigte sich Merkel überrascht darüber, „mit welcher Schnelligkeit bestimmte Fragen ins Auge gefasst werden“ und kritisierte, dass es eine „Reihe von französischen Aktivitäten“ gegeben habe, die „erst sehr kurzfristig“ bekannt geworden seien. Gaddafi führe ohne Zweifel Krieg gegen die eigene Bevölkerung. Man müsse aber „sehr aufpassen, dass wir nichts beginnen, was wir nicht zu Ende bringen können.“ Überrascht zeigte sie sich darüber, dass Frankreich den Nationalen Übergangsrat als libysche Regierung anerkannt hatte. Es handele sich dabei um keine Anerkennung im Sinne des Völkerrechts.

#### Ukraine

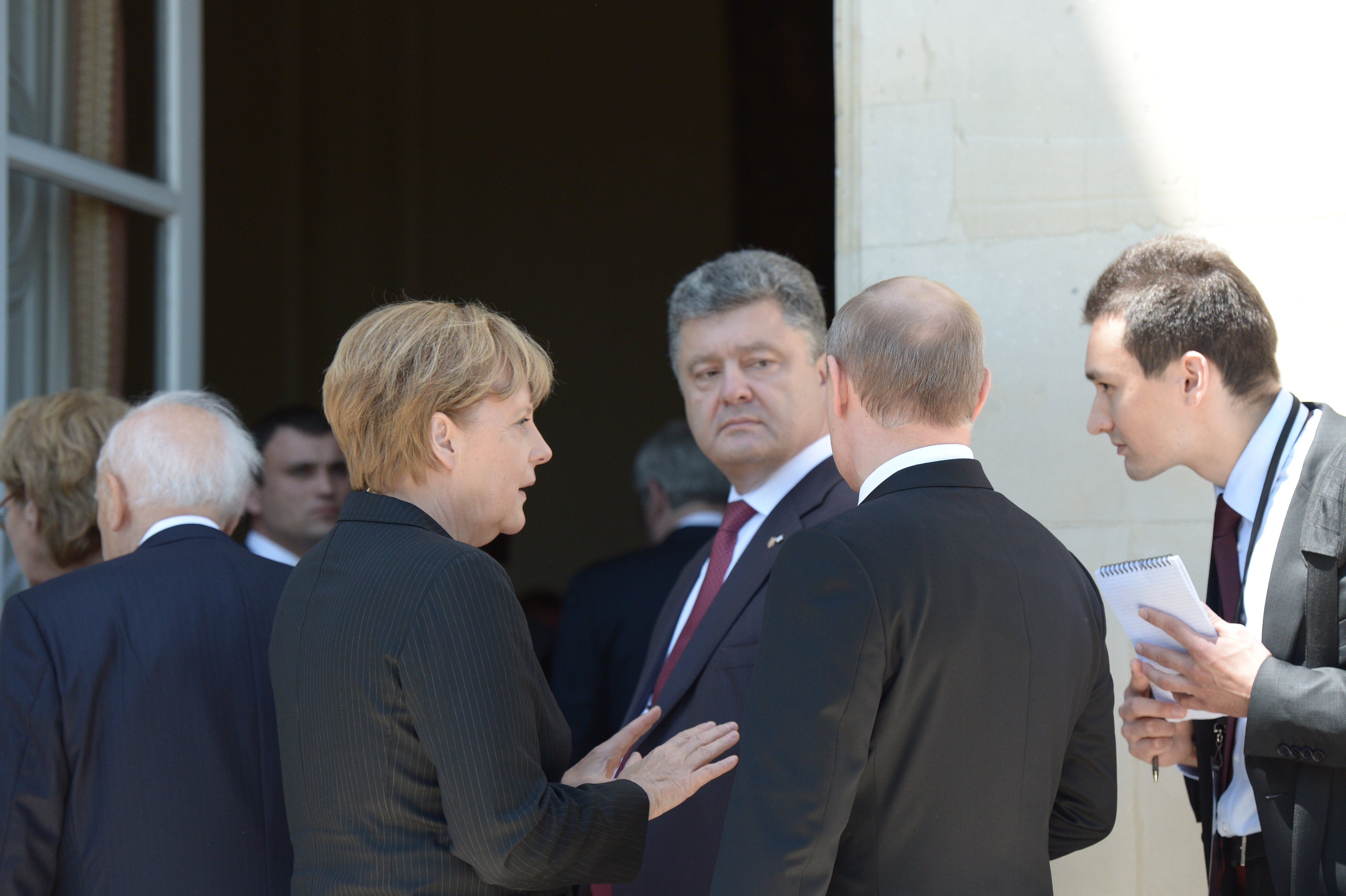
Angela Merkel, der ukrainische Präsident Petro Poroschenko und der russische Präsident Wladimir Putin am 6. Juni 2014 in der Normandie (auf Einladung des französischen Präsidenten François Hollande) bei der Erinnerungsfeier des „D-days“

Merkel engagierte sich im Rahmen des sogenannten Normandie-Formats „Merkel-Hollande-Poroschenko-Putin“ mehrmals stundenlang bei der Konfliktlösung zwischen den ukrainischen und russischen Verbänden im Donbass, besonders beim Zustandekommen zweier Waffenstillstandsabkommen in der belarussischen Hauptstadt Minsk (siehe auch Minsk II). Dies war Teil einer ausgleichsorientierten Herangehensweise, die nach Beginn der Invasion der Ukraine von Andreas Heinemann-Grüder als gescheiterte „Beschwichtigungspolitik“ kritisiert wurde: Merkel habe sich trotz Kenntnis Putins bewusst gegen Waffenlieferungen an die Ukraine und ihre militärische Stärkung entschieden, da sie davon ausgegangen sei, dass Russland sowieso militärisch überlegen sei und nicht „provoziert“ werden dürfe, die Souveränität der Ukraine, über ihr eigenes Schicksal zu bestimmen, habe sie gering geachtet. Sie habe ohne strategische Weitsicht und Planung gehandelt. Andreas Rödder warf ihr vor, Putin unterschätzt und ihm gegenüber eine „Appeasement-Politik“ im Stile Neville Chamberlains betrieben zu haben. Der ukrainische Präsident Wolodymyr Selenskyj und der polnische Regierungschef Mateusz Morawiecki machten nach Invasionsbeginn 2022 Merkel schwere Vorwürfe, ihre Politik der Zugeständnisse gegenüber Russland hätte zu den Massakern von Butscha und der auf Rohstoffverkäufen basierenden Stärke Russlands geführt. Merkel nahm die in der Öffentlichkeit lautgewordene Kritik nicht an, das von ihr verhandelte Minsker Abkommen habe der Ukraine Zeit gegeben, militärisch stärker zu werden und ein Ende des Baus der Pipeline Nordstream II hätte „aus meiner Sicht das Klima mit Russland gefährlich verschlechtert“.
Dazu sei Gas aus anderen Quellen deutlich teurer gewesen und sein Bezug hätte die Wettbewerbsfähigkeit Deutschlands gefährdet. Sie werde sich nicht für ihre diplomatischen Bemühungen entschuldigen, auch wenn diese fehlgeschlagen seien.

#### Russland
Nachdem auf den russischen Oppositionsführer Alexei Nawalny am 20. August 2020 ein Giftanschlag verübt worden war, forderte die von ihr geführte Bundesregierung eine Stellungnahme der russischen Regierung sowie Präsident Wladimir Putins. Die Sanktionen „gegen russische Beteiligte, die aufgrund ihrer offiziellen Funktion als verantwortlich für dieses Verbrechen und den Bruch internationaler Rechtsnormen gelten, sowie auf eine Einrichtung, die in das Nowitschok-Programm eingebunden ist“, erließ die EU auf Betreiben der Regierungen von Deutschland und Frankreich. Im Juni 2022, sechs Monate nach ihrem Abschied aus dem Kanzleramt, wies sie den Vorwurf zurück, eine Appeasement-Politik gegenüber Moskau betrieben zu haben. Sie nannte verschiedene Gründe, warum sie sich nicht für Fehler in der Russland-Politik zu entschuldigen habe. Diese Position bekräftigte sie bei verschiedenen Gelegenheiten, auch gegen Kritik aus ihrem ehemaligen politischen Umfeld.
Bingener und Wehner urteilen in ihrem Buch Die Moskau-Connection, dass Merkel „keine grundsätzliche Sympathie“ für Putin gehabt habe. Aber sie habe ihn verstehen wollen und ihn oft getroffen, in der Hoffnung, Schlimmeres zu verhindern. Wegen ihrer Biografie habe sie eine emotionale Bindung zu Russland (nicht zu Putin). Vielleicht habe diese Emotionalität dafür gesorgt, dass sie als Kanzlerin nicht entschieden Härte in der Russlandpolitik gezeigt habe.
Nach ihren eigenen Angaben reichten ihre Russischkenntnisse aus der DDR-Zeit nicht aus, um mit Putin politische Gespräche auf Russisch zu führen, sein Deutsch sei besser gewesen.

#### Belarus
Bei einem Treffen mit dem italienischen Ministerpräsidenten Silvio Berlusconi 2011 äußerte Merkel sich zur Lage in Belarus. Sie und Berlusconi seien sich einig, dass man angesichts der Ereignisse nach der Präsidentschaftswahl im Vorjahr leider über neuerliche Sanktionen gegen dieses Land nachdenken müsse. Sie sehe die Entwicklung dort mit großer Sorge, insbesondere den Umgang mit der Opposition. Nach der Präsidentschaftswahl 2020, die de facto eine Scheinwahl des herrschenden Alexander Lukaschenko war, empfing Merkel während der Proteste im Herbst 2020 die Oppositionsführerin Swjatlana Zichanouskaja.
Wegen der von Lukaschenko im Jahr 2021 herbeigeführten Migrationskrise an der Grenze zwischen Belarus und der Europäischen Union nahm Merkel Kontakt mit diesem auf.

## Rezeption
Merkel galt während ihrer Amtszeit als Bundeskanzlerin international als De-facto-Anführerin der Europäischen Union und als mächtigste Frau der Welt. In den Ranglisten des US-Wirtschaftsmagazins Forbes hat Merkel während ihrer Kanzlerschaft häufig hohe Positionen erreicht. In den Jahren 2006 bis 2009 und 2011 bis 2020 führte sie die Liste der 100 mächtigsten Frauen der Welt an. In die Forbes-Liste der mächtigsten Personen der Welt wurde Merkel insgesamt neun Mal aufgenommen (2009 bis 2016 und 2018). Im Jahr 2012 rangierte sie in jener Liste hinter Barack Obama auf Platz 2. Es ist der höchste Rang, den (mit Stand 2018) jemals eine Frau in dieser Liste erreicht hat. Für das US-Nachrichtenmagazin Time gehörte Merkel neun Mal zu den 100 Personen, die die Welt am meisten prägten, nämlich 2006, 2007, 2009, 2011, 2012, 2014, 2015, 2016 und 2020. Am 9. Dezember 2015 kürte sie Time zur Person of the Year, der ersten Deutschen mit dieser Würdigung seit Willy Brandt 1970. Auf dem Titelbild der Zeitschrift wurde sie als „Chancellor of the Free World“ (Kanzlerin der Freien Welt) bezeichnet.

### Ostdeutsche Herkunft
Merkel wurde dafür kritisiert, ihre ostdeutsche Herkunft während ihrer Kanzlerschaft in den Hintergrund gestellt zu haben. Ihre Rede zum Tag der Deutschen Einheit 2021 wurde als erstes öffentliches Bekenntnis zu ihren Erfahrungen mit Diskriminierung als Ostdeutscher gedeutet.

### Öffentlichkeitsarbeit
Seit dem 8. Juni 2006 wendete sich Merkel als erstes Regierungsoberhaupt weltweit per Video-Podcast an die Öffentlichkeit.
Sie nutzte dieses Medium wöchentlich (jeden Samstag), um Inhalt und Ziele der Regierungspolitik zu vermitteln. Auf diesem Weg hat sie sich auch verabschiedet.
Zunächst produzierte der Merkel-Biograf Wolfgang Stock den Podcast für etwa 6500 Euro pro Episode. Nach Kritik am Stil der Videobotschaft schrieb man die Produktion neu aus. Den Zuschlag erhielt die Evisco AG aus München. Da Jürgen Hausmann, einer der Vorstände der Evisco AG, ein Schwiegersohn des damaligen bayerischen Ministerpräsidenten Edmund Stoiber ist, wurden in den Medien Zweifel am ordnungsgemäßen Ablauf des Ausschreibungsverfahrens laut. Das ausschreibende Bundespresseamt wies die Vorwürfe zurück.

### SMS-Kanzlerin
Unter den Bundeskanzlern war Merkel die erste, die Textnachrichten zur Kommunikation nutzte. Sie wurde deshalb auch als „SMS-Kanzlerin“ bezeichnet. Ein von Merkel zwischen 2003 und 2005 genutztes von der NSA abgehörtes Siemens S55 schenkte Merkel 2006 dem Bonner Haus der Geschichte. Ein vom Bundesamt für Sicherheit in der Informationstechnik zugelassenes abhörsicheres Mobiltelefon wurde in der Öffentlichkeit häufig als Merkelphone bezeichnet.

### Tremor

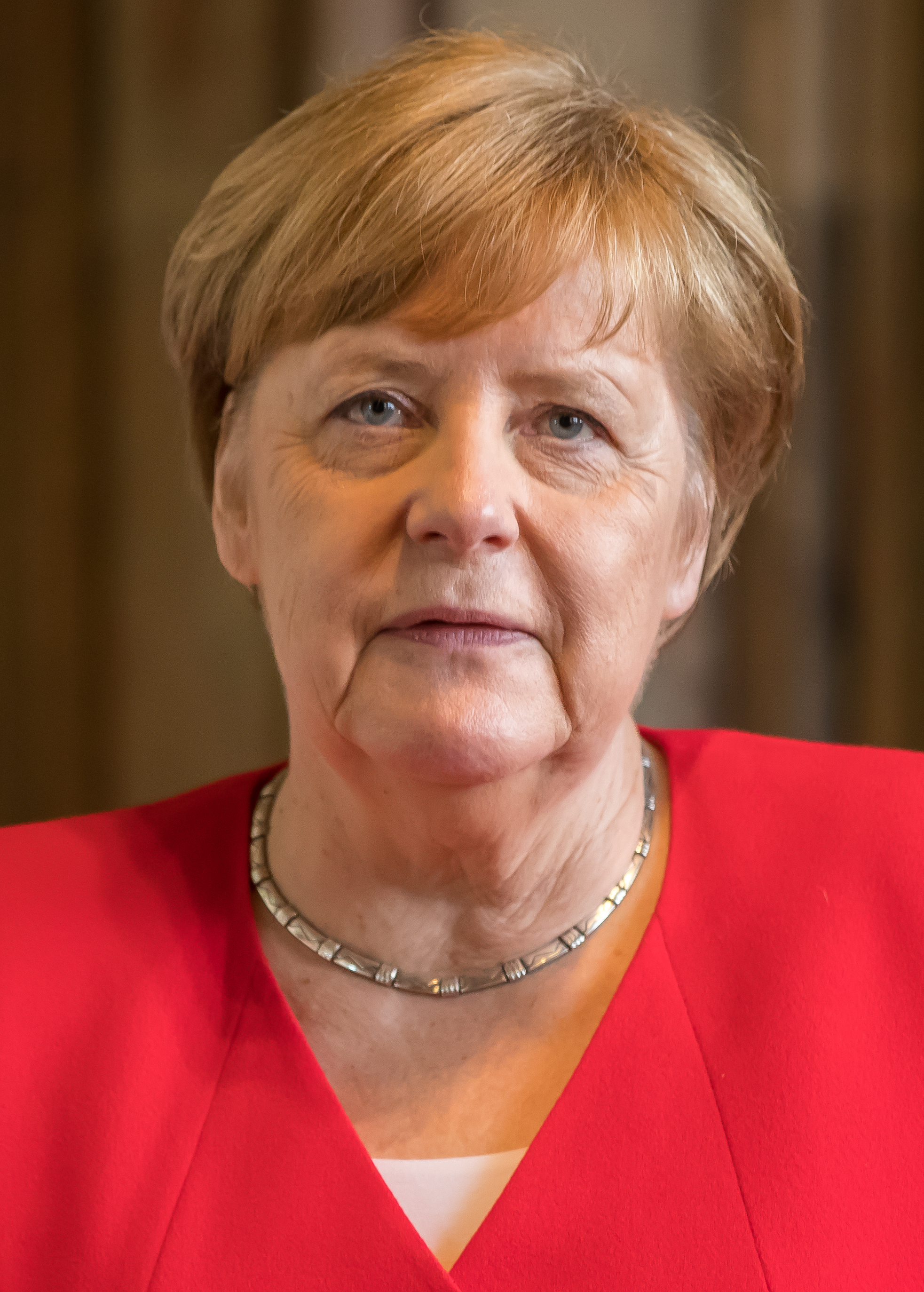
Merkel (2019)

Weltweite Beachtung erhielt im Sommer 2019 ein nach Expertenmeinung wohl gesundheitlich unbedenklicher orthostatischer Tremor, der bei Merkel innerhalb weniger Wochen im bewegungslosen Stehen während zweier Staatsempfänge und einer Ministerernennung auftrat.
Die militärische Zeremonie der darauf folgenden Staatsempfänge absolvierte sie im Sitzen.
Auf diesbezügliche Fragen antwortete Merkel, es gebe keinen Grund zur Sorge und die Öffentlichkeit dürfe davon ausgehen, dass sie stets der „Verantwortung“ ihres Amtes entsprechend handele und auf ihre „Gesundheit achte“.

### Fernsehansprache 2020
In ihrer seit 2005 andauernden Kanzlerschaft wandte sich Angela Merkel außerhalb der Neujahrsansprachen einmal in einer Fernsehansprache („Rede an die Nation“) an die Öffentlichkeit. Anlass für diese Rede am 18. März 2020 war die COVID-19-Pandemie. Die Ansprache wurde von etwa 25 bis 30 Millionen Zuschauern verfolgt und als „historisch“ bezeichnet. Auch unter Merkels Vorgängern waren Fernsehansprachen selten; Gerhard Schröder etwa hielt nur zwei in sieben Jahren Amtszeit.

### Rezeption in der Kultur

#### Satire
Seit Merkels Amtsantritt als Bundeskanzlerin wurde ihre Person verschiedentlich parodiert. Internationale Bekanntheit erlangte in diesem Zusammenhang Tracey Ullman mit ihren Sketchen in der US-amerikanischen Tracey Ullman’s Show. In Deutschland wurde Antonia von Romatowski als Merkel-Parodistin bekannt. Sie stellte sie ab 2014 beim Münchner Nockherberg-Singspiel dar, seit 2020 in der Serie Binge Reloaded. 2021 synchronisierte sie die Merkel-Puppe in der Serie Spitting Image.

#### Popkultur

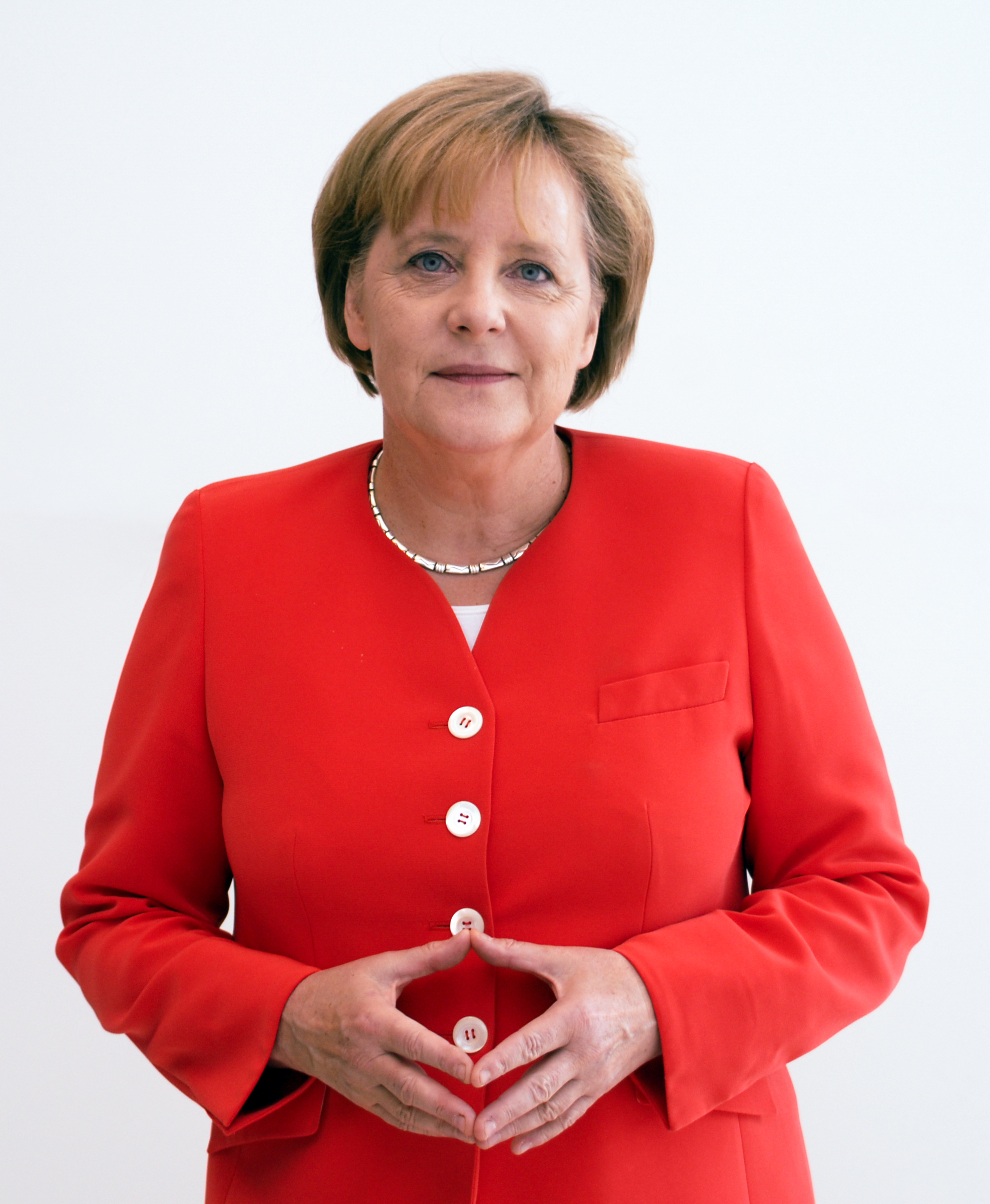
Angela Merkel formt die sogenannte Merkel-Raute, offizielles Kanzler-Porträtfoto 2010

Merkel ist für eine stereotype Geste bekannt, bei der sie ihre Hände mit den Innenflächen so vor dem Bauch hält, dass sich die Daumen und Zeigefinger an den Spitzen berühren. Dadurch bildet sich die Form einer Raute, die in der Presse oft als Merkel-Raute bezeichnet wird.
Zur Bundestagswahl 2013 nutzte die CDU im Rahmen einer Personalisierungsstrategie die für die Kanzlerin typische Geste und bildete sie auf einem Riesenposter in Berlin ab.
Berlins ehemaliger SPD-Landeschef Jan Stöß bezeichnete dies als Personenkult.
Als Deutschlandkette wurde eine Halskette bekannt, die die deutsche Bundeskanzlerin Angela Merkel am 1. September 2013 beim Fernsehduell anlässlich der Bundestagswahl 2013 trug.
Merkozy (auch: Sarkel bzw. Sarkokel) ist ein von den Medien kreiertes Kofferwort aus den Nachnamen von Angela Merkel und dem französischen Staatspräsidenten Nicolas Sarkozy. Das Konzept wurde nach der Ablösung Sarkozys fortgesetzt, wobei Merkhollande (ab 2012, auch Merkollande) und Mercron (ab 2017) deutlich weniger genutzt wurden und werden.
In den 2010er Jahren entstand das Verb „merkeln“ als Neologismus mit der Bedeutung in wichtigen Angelegenheiten nichts tun und keine klaren Aussagen treffen, kein Risiko eingehen. Das Frequentativum belegte 2015 den 2. Platz bei der Wahl zum Jugendwort des Jahres. Manche zogen eine Parallele zu Helmut Kohl. Während seiner Kanzlerschaft wurde ihm oft ein entsprechendes Verhalten nachgesagt. Das damalige Schlagwort war Aussitzen. Merkel-Kritiker verwendeten es im Bundestags-Wahlkampf 2017.

#### Darstellung in Literatur und Kunst

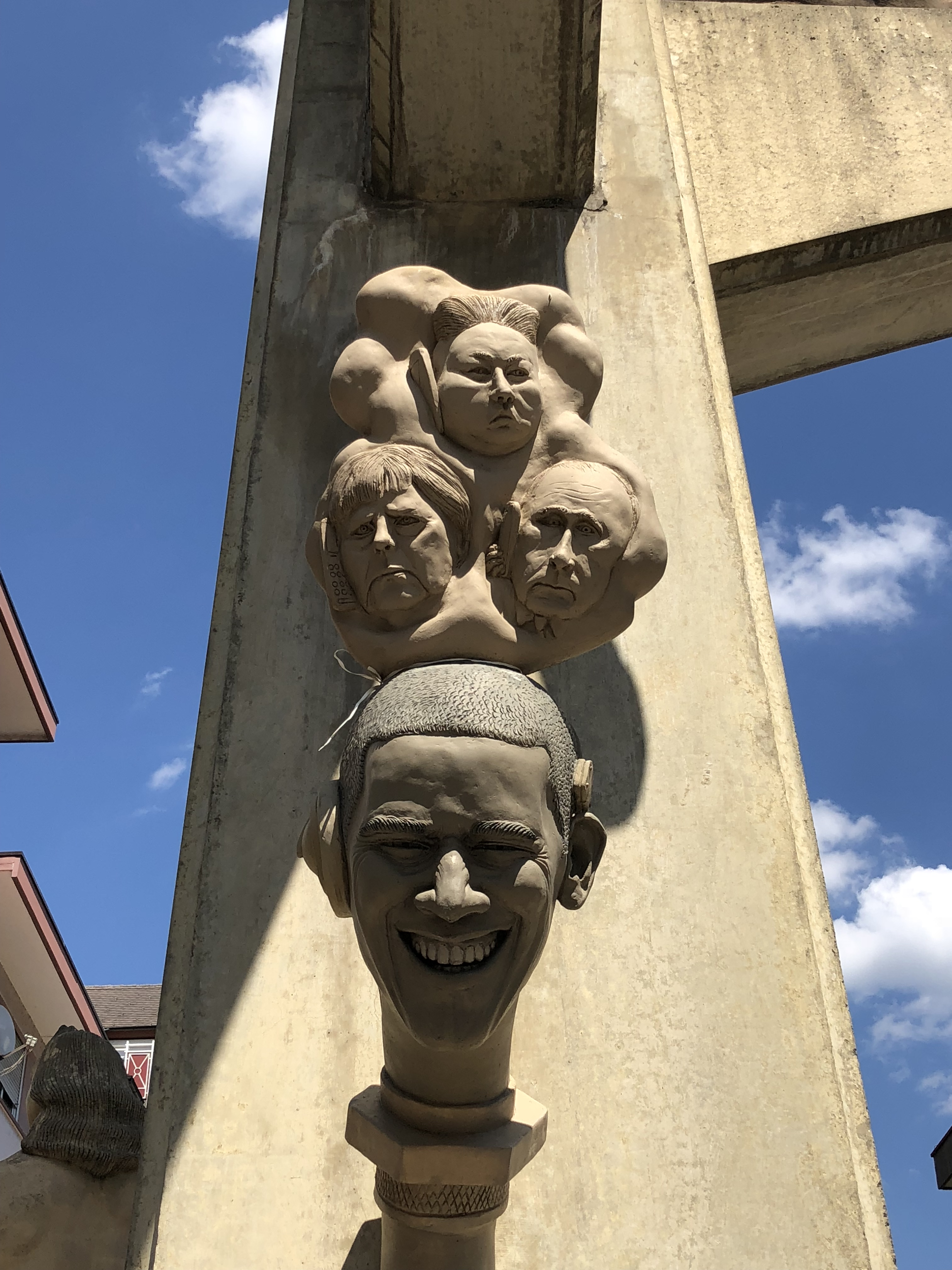
The Cloud (2015), Ergänzung zur Skulptur Singener Paradiesbaum (1995) von Peter Lenk in Singen, darauf Barack Obamas Kopf mit Kopfhörern, darüber die Köpfe von Angela Merkel, Wladimir Putin und Kim Jong-un mit Mobiltelefonen (Anspielung auf die NSA-Affäre)

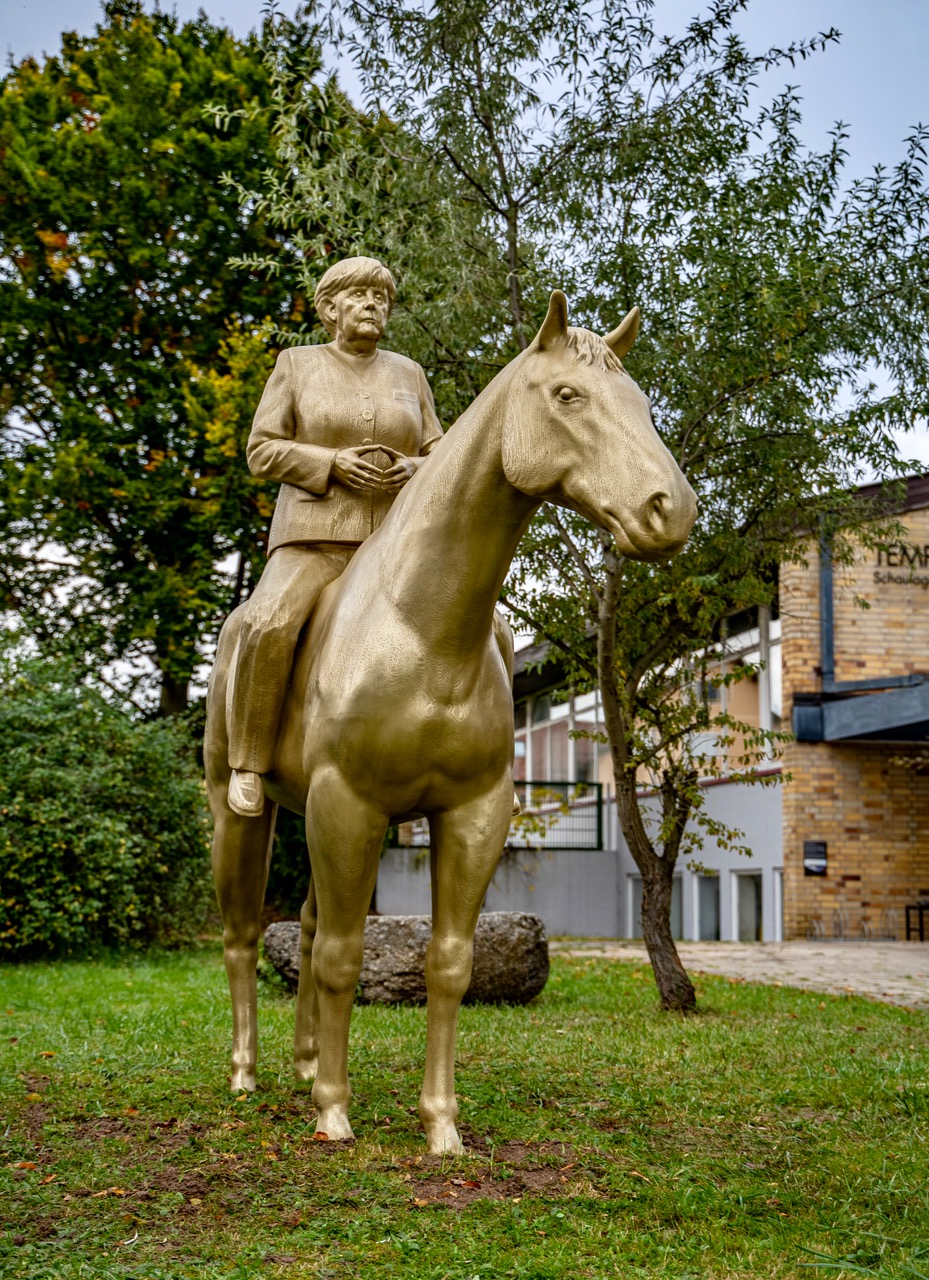
Reiterstandbild Angela Merkel, 3D-Druck-Plastik von Wilhelm Koch, 2021

Insbesondere in der zweiten Hälfte ihrer Kanzlerschaft wurde Angela Merkel mehrmals zur Hauptfigur in Theaterstücken, Romanen, Filmen und Werken der bildenden Kunst.
- 2000: Im Schlüsselroman Roberts Reise basiert die Figur Renate auf Merkel, die mit dem Autor Michael Schindhelm in der Akademie der Wissenschaften in einem Büro arbeitete.
- 2001: Der Schriftsteller Moritz von Uslar veröffentlicht die Erzählung Drei nach neun über einen gemeinsamen Auftritt mit Merkel bei der Talkshow 3 nach 9.[256]
- 2007: In der ersten Auflage der vom Schriftsteller Florian Havemann als Tatsachenroman bezeichneten Autobiografie Havemann kommen unter anderem Merkel und ihr Mann Joachim Sauer vor, die 2008 zusammen mit anderen Personen vor Gericht Streichungen erwirkten.[257] Seither ist das Buch in einer geschwärzten Ausgabe verfügbar.
- ab 2008: Der Bildhauer Peter Lenk stellt Merkel in verschiedenen Skulpturen im öffentlichen Raum satirisch dar (Ludwigs Erbe, 2008; Kampf um Europa, 2013; Paradiesschlange, 2015; The Cloud, 2015)
- 2012: Für seine Installation „70 Merkels“ fertigte der deutsch-kanadische Maler Peter Wilde 70 Einzelporträts ein und desselben Fotos von Merkel an, wobei sich das Bildnis Merkels ausgehend von fotorealistischen Darstellungen durch zunehmende Abstraktion auflöst[258].
- 2013: Im Film Der Minister über die Plagiatsaffäre Guttenberg spielt Katharina Thalbach die an Merkel angelehnte Figur „Angela Murkel“.
- 2015: Die Tragödie Niobe. Raum im Ausnahmezustand von Boris Preckwitz; mit einer Übertragung des antiken Niobe-Mythos auf die Kanzlerschaft Merkels und ihre Krisenpolitik
- 2017: Der Roman Die Kanzlerin. Eine Fiktion von Konstantin Richter enthält spekulative seelische und gesundheitliche Befunde über die Hauptfigur.
- 2019: Das Elektro-Musical Merkel vom Theaterkollektiv Nineties in Utrecht
- 2019: Das Drama Angela I. von Katja Hensel im Auftrag der bremer shakespeare company thematisiert den Abtritt der Kanzlerin und Machtstrukturen in Auflösung.
- 2020: Der Film Die Getriebenen (ARD), nach dem Sachbuch Die Getriebenen: Merkel und die Flüchtlingspolitik von Robin Alexander über Merkels Rolle in der Flüchtlingskrise 2015. Merkel wird von Imogen Kogge dargestellt.
- 2020: Der dystopische Film-Thriller Ökozid (ARD) von Andres Veiel, in dem Merkel als Zeugin zu einem Klimakrisen-Prozess einbestellt wird. Merkel wird von Martina Eitner-Acheampong dargestellt.
- Herlinde Koelbl gehört zu den renommiertesten deutschen Fotografinnen der Gegenwart. Ihr umfassendes Werk zeichnet sich durch fotografische Langzeitprojekte aus. Eines davon waren ihre Bilderserien über Politikerinnen und Politiker (1999: Spuren der Macht). Das 2021 publizierte Buch über Merkel ist daraus entstanden. Es zeigt Portraits von Merkel aus 30 Jahren bis 2021. Beeindruckend zu sehen, wie sich die Lebensspuren, vielleicht auch durch die Spuren des Amtes, wie in einem Zeitraffer an Merkel zeigen.[259] Auch der britische Guardian rezensierte es positiv.[260]
- 2021 stellte der Bildhauer Dirk Detlefsen im Museum Skurrileum in Stralsund die Skulptur Schutzmantelmadonna aus, die Merkel nackt zeigt.[261]
- 2021 stellte der Bildhauer Wilhelm Koch die Reiterstatue Angela Merkel (3D-Druck-Plastik aus Leichtbeton) in Etsdorf auf, die 2023 zusammenbrach.[262]
- In seinen Kriminalromanen Miss Merkel: Mord in der Uckermark (2021) und Miss Merkel – Mord auf dem Friedhof (2022) verwendet David Safier Merkels Namen in Anspielung auf Miss Marple. Der erste Roman wurde unter dem Titel Miss Merkel – Ein Uckermark-Krimi mit Katharina Thalbach verfilmt und am 21. März 2023 ausgestrahlt.[263]
- 2022: Die Figur Anne Rohde in Uwe Tellkamps Roman Der Schlaf in den Uhren wurde als Anspielung auf Merkel gedeutet.[264]

- 2024 wurde über eine in Hamburg-Ottensen aufgestellte Skulptur einer nackten Frau berichtet, die 2012 Teil von Florian Lösches Bühnenbild für eine Inszenierung des Stücks Dantons Tod am Thalia-Theater von Jette Steckel[265] war. Ein ihr nachträglich vom Käufer aufgesetzter Kopf hat Ähnlichkeiten mit Merkel.[266]

## Auszeichnungen und Ehrungen

### Staatliche Orden

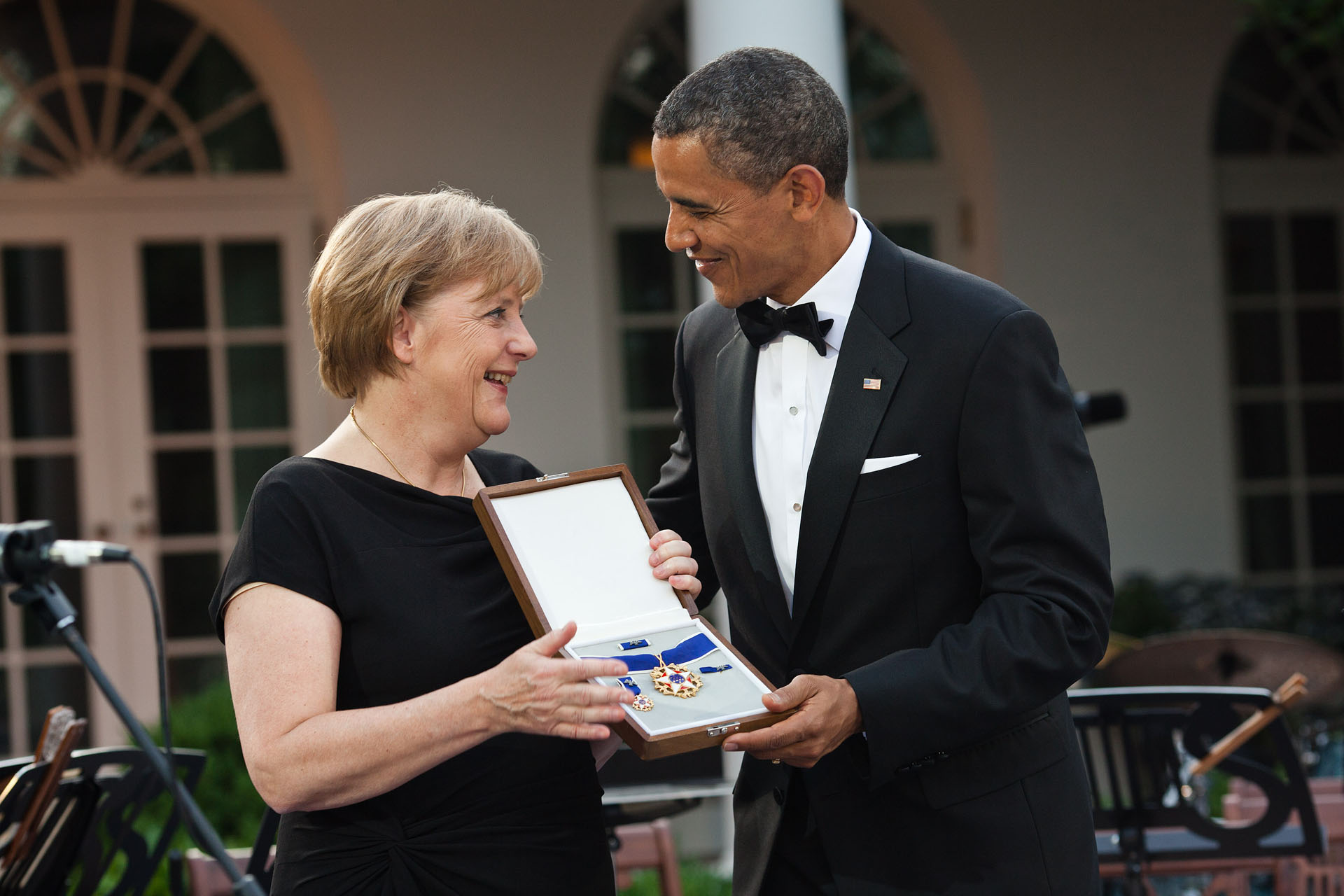
Merkel mit US-Präsident Barack Obama bei der Verleihung der Presidential Medal of Freedom (2011)

- Großes Verdienstkreuz des Verdienstordens der Bundesrepublik Deutschland, erhalten 1996
- Großkreuz des Verdienstordens der Italienischen Republik, verliehen am 21. März 2006
- König-Abdulaziz-Orden, der höchste Orden Saudi-Arabiens für ausländische Regierungschefs, erhalten im Jahr 2007
- Großkreuz des norwegischen Verdienstordens, erhalten am 15. Oktober 2007
- Großkreuz des Verdienstordens der Bundesrepublik Deutschland, erhalten von Bundespräsident Horst Köhler am 11. Januar 2008
- Großkreuz des Ordens El Sol del Perú, verliehen vom peruanischen Präsidenten Alan García am 17. Mai 2008[267]
- Großkreuz des Ordens des Infanten Dom Henrique, verliehen vom portugiesischen Präsidenten Aníbal Cavaco Silva am 2. März 2009[268]
- Orden „Stara Planina“, der höchste bulgarische Orden, erhalten am 11. Oktober 2010
- Presidential Medal of Freedom, die gleichrangig mit der Congressional Gold Medal höchste zivile Auszeichnung der Vereinigten Staaten von Amerika, erhalten von Präsident Barack Obama am 7. Juni 2011[269]
- „Ehrenmedaille des Präsidenten“, höchste Auszeichnung Israels (2014), erhalten von Präsident Schimon Peres am 25. Februar 2014[270]
- Großes Goldenes Ehrenzeichen am Bande für Verdienste um die Republik Österreich, verliehen am 27. August 2015 vom österreichischen Bundeskanzler Werner Faymann[271]
- Großkreuz des Ordens Vytautas des Großen, verliehen von der litauischen Staatspräsidentin Dalia Grybauskaitė, erhalten am 23. Juni 2017[272]
- Orden des Marienland-Kreuzes I. Klasse, verliehen am 23. Februar 2021 von der estnischen Präsidentin Kersti Kaljulaid[273]
- Orden der Freiheit, verliehen am 22. August 2021 vom ukrainischen Präsidenten Wolodymyr Selenskyj[274]
- Orden für außergewöhnliche Verdienste um die Republik Slowenien, verliehen am 5. Oktober 2021 vom slowenischen Präsidenten Borut Pahor[275]
- Großkreuz des Leopoldsordens, verliehen am 15. Oktober 2021 vom König der Belgier Philippe[276]
- Großkreuz der Ehrenlegion, verliehen am 3. November 2021 vom französischen Präsidenten Emmanuel Macron[277]
- Großkreuz des Ordens vom Niederländischen Löwen, verliehen am 13. Juli 2022 vom niederländischen Premierminister Mark Rutte[278]
- Großkreuz des Verdienstordens der Bundesrepublik Deutschland in besonderer Ausführung, verliehen am 17. April 2023 von Bundespräsident Frank-Walter Steinmeier[279]
- Staatspreis des Landes Nordrhein-Westfalen, verliehen am 16. Mai 2023 von Ministerpräsident Hendrik Wüst[280]
- Bayerischer Verdienstorden, verliehen am 21. Juni 2023 von Ministerpräsident Markus Söder[281]

### Auszeichnungen nichtstaatlicher Organisationen

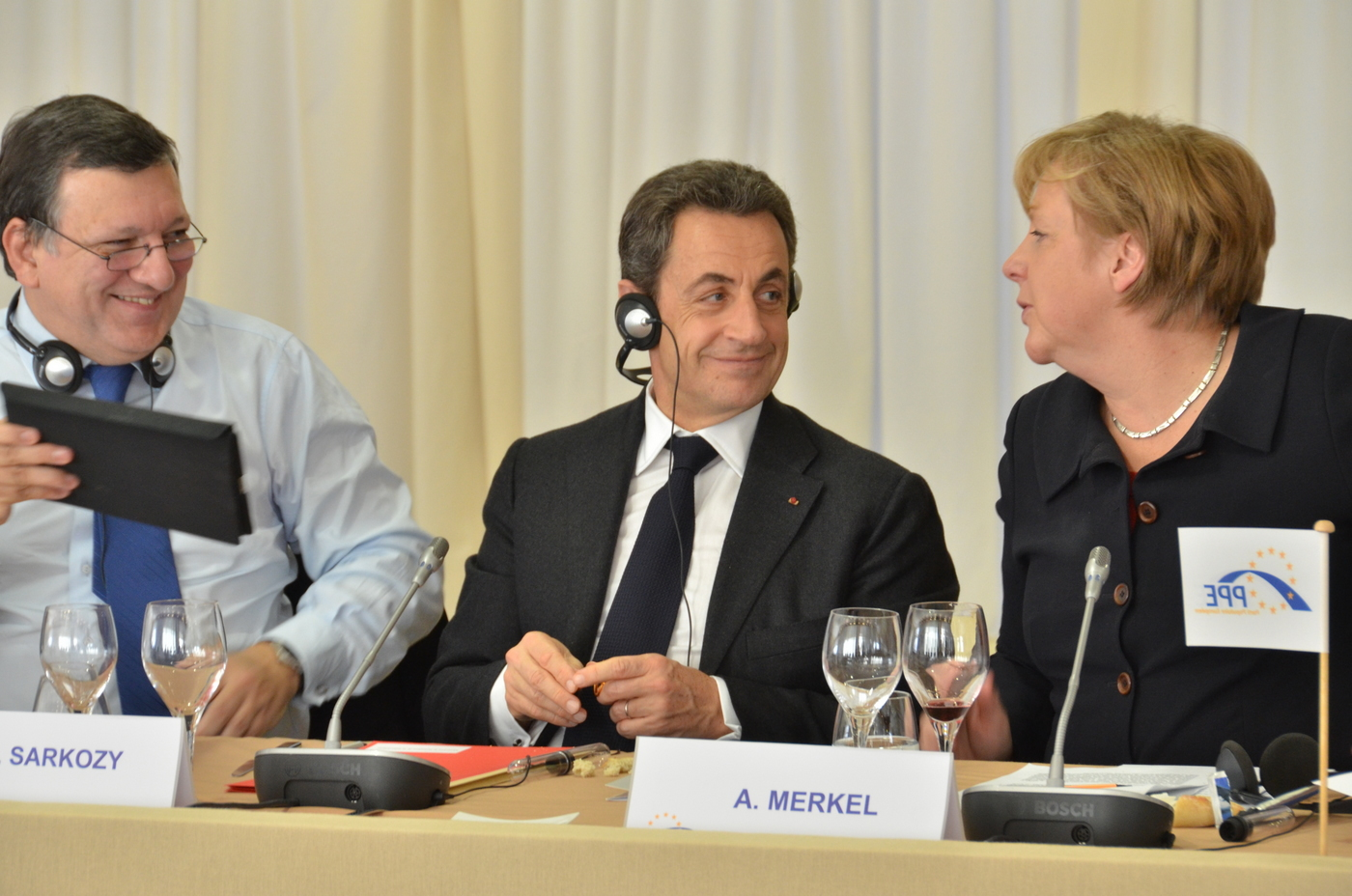
Barroso, Sarkozy und Merkel (2011)

- Preis der Deutschen Gesellschaft e. V. für Verdienste um die deutsche und europäische Verständigung im Jahr 2005.[282]
- Leo-Baeck-Preis des Zentralrats der Juden in Deutschland im Jahr 2007[283]
- World Statesman Award der Appeal of Conscience Foundation, verliehen im Jahr 2007 für ihr bisheriges Lebenswerk[284]
- Robert-Schuman-Medaille der EVP verliehen 2007
- Europe Award of Merit-Medaille der B’nai B’rith, erhalten am 11. März 2008 für ihr Engagement im Kampf gegen den Antisemitismus und Rassismus[285]
- Karlspreis, erhalten am 1. Mai 2008 „für ihre Verdienste um die Weiterentwicklung der Europäischen Union“. Die Laudatio hielt der französische Staatspräsident Nicolas Sarkozy.[286]
- Lucius-D.-Clay-Medaille 2009
- Eric-M.-Warburg-Preis der Atlantik-Brücke, verliehen am 25. Juni 2009 in der Library of Congress in Washington, D.C.[287]
- Deutscher Medienpreis 2009, ausgezeichnet am 9. Februar 2010 in Baden-Baden. Die Jury begründete ihre Entscheidung damit, dass im Mittelpunkt ihres politischen Denkens und Handelns stets der Mensch stehe. „Die Würde und die Rechte des Individuums leiten Angela Merkel bei ihren politischen Entscheidungen, die geprägt sind von Berechenbarkeit und Verlässlichkeit“. Weiter verfolge die Kanzlerin einen Kurs, „der die Partnerschaft in den Vordergrund stellt, ohne dass sie die manchmal notwendige Konfrontation scheut“.[288]
- Leo-Baeck-Medaille, erhalten am 21. September 2010 in New York für ihr Engagement für die Aussöhnung zwischen Juden und Deutschen[289]
- Europapreis der Coudenhove-Kalergi-Stiftung, erhalten 2010, für außerordentliche Verdienste im europäischen Einigungsprozess[290]
- Kaiser-Otto-Preis, erhalten am 24. August 2011 in Magdeburg für Verdienste um die europäische Vereinigung
- Preis für Verständigung und Toleranz des Jüdischen Museums Berlin, erhalten am 24. Oktober 2011 in Berlin
- Heinz-Galinski-Preis (28. November 2012)[291]
- Indira-Gandhi-Friedenspreis 2013[292]
- Ehrenplakette des Bundes der Vertriebenen, 2014
- Abraham-Geiger-Preis, 2015[293]
- Freedom Medal des Four Freedoms Awards, 2016[294]
- Eugen-Bolz-Preis für das Jahr 2017[295]
- Elie Wiesel Award für das Jahr 2017, ausgestellt vom United States Holocaust Memorial Museum[296]
- Lampe des Friedens vom Franziskaner-Konvent in Assisi für ihre Bemühungen um die Versöhnung und das friedliche Zusammenleben der Völker, erhalten am 12. Mai 2018[297]
- Fulbright-Preis 2018[298]
- Theodor-Herzl-Preis 2019 des Jüdischen Weltkongresses (WJC)[299]
- Buber-Rosenzweig-Medaille 2020 des Deutschen Koordinierungsrates der Gesellschaften für Christlich-Jüdische Zusammenarbeit für ihr entschiedenes Eintreten gegen antisemitische und rassistische Tendenzen in Politik, Gesellschaft und Kultur,[300]
- Henry-Kissinger-Preis 2020 der American Academy in Berlin „(…) für drei Jahrzehnte öffentlichen Dienstes und ihre prinzipientreue Politik zur Gestaltung einer zunehmend integrierten und widerstandsfähigen Europäischen Union“[301]
- Auszeichnung „Rede des Jahres 2020“ der Eberhard Karls Universität Tübingen für die Fernsehansprache am 18. März 2020 anlässlich der COVID-19-Pandemie[302]
- Europäischer Bürgerrechtspreis der Sinti und Roma 2021[303]
- Europapreis Karl V. 2021[304]
- Johann-Peter-Frank-Medaille verliehen am 18. August 2021 vom Bundesverband der Ärztinnen und Ärzte des öffentlichen Gesundheitsdienstes[305]
- Walther-Rathenau-Preis 2021[306]
- Nansen-Flüchtlingspreis des UNHCR 2022[307]
- Félix-Houphouët-Boigny-Friedenspreis der UNESCO 2022[308]

### Ehrendoktorwürden

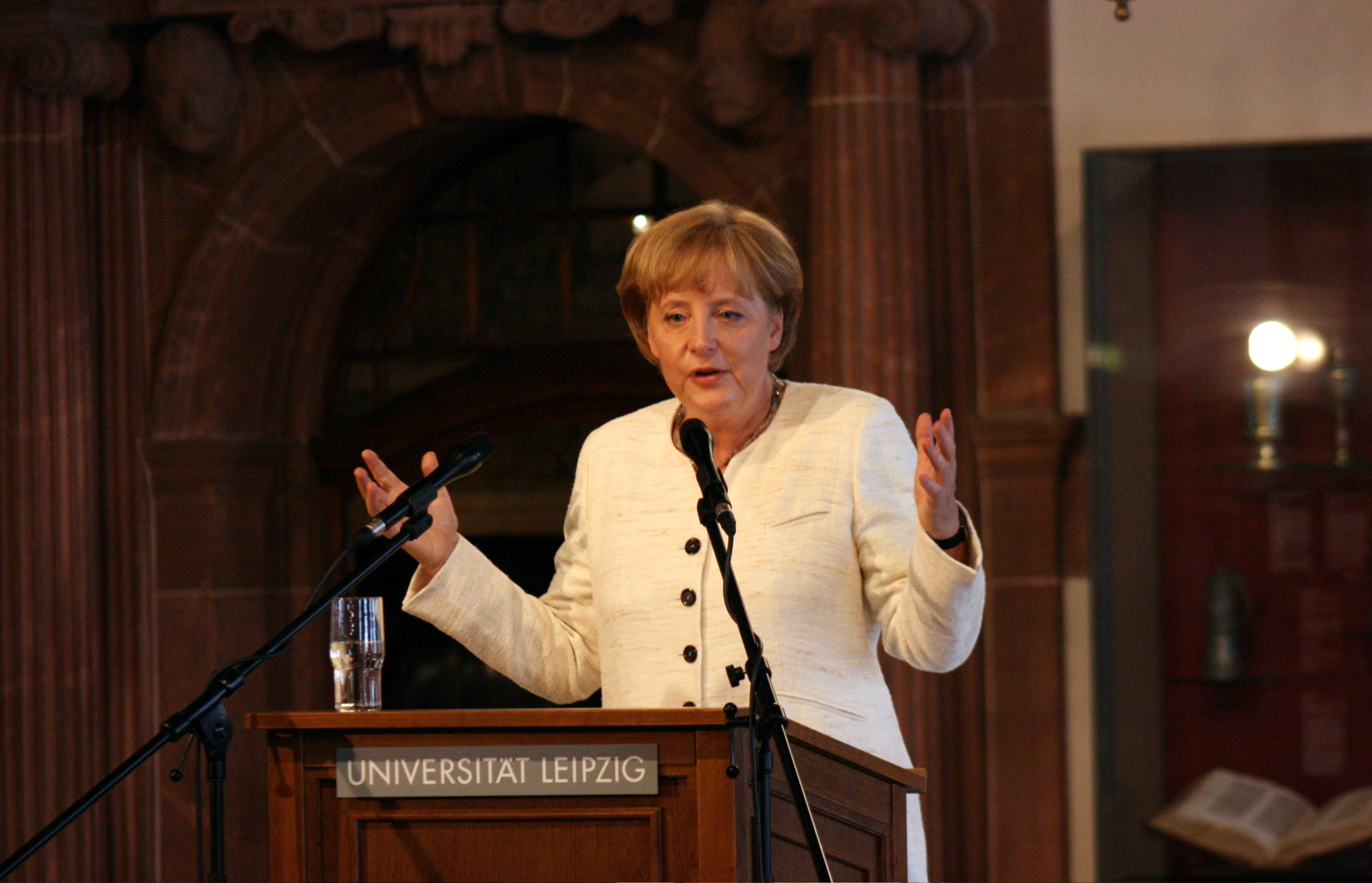
Merkel bei der Verleihung der Ehrendoktorwürde der Fakultät für Physik und Geowissenschaften der Universität Leipzig (3. Juni 2008)

- Ehrendoktorwürde in Philosophie der Hebräischen Universität Jerusalem, verliehen im Jahr 2007
- Ehrendoktorwürde der Universität Leipzig, verliehen am 3. Juni 2008 durch die Fakultät für Physik und Geowissenschaften „für ihre Verdienste um das Fachgebiet Physik und seine Reputation bei ihrem Einsatz für den Schutz der Umwelt, der Demokratie und der Menschenrechte“. Die Laudatio hielt Javier Solana.[309]
- Ehrendoktorwürde der Technischen Universität Breslau, verliehen am 24. September 2008 für ihre Verdienste um die Annäherung zwischen Deutschland und Polen[310]
- Ehrendoktorwürde der New School, New York, verliehen am 19. Februar 2009 in Berlin. Die Laudatio hielt Fritz Stern.[311]
- Ehrendoktorwürde der Universität Bern, verliehen am 5. Dezember 2009 durch den Senat und die Universitätsleitung bei deren 175. Stiftungsfeier für ihren Einsatz für das öffentliche Wohl und den Klimaschutz sowie für ihre Verdienste um die europäische Integration, die Pflege des jüdisch-christlichen Dialogs und ihr Engagement für die Anliegen der Frauen[312]
- Ehrendoktorwürde der Universität Russe in Bulgarien, erhalten am 11. Oktober 2010[313]
- Ehrendoktorwürde der Babeș-Bolyai-Universität, erhalten am 12. Oktober 2010 in Klausenburg/Cluj (Rumänien) für „ihre Verdienste um Europa und ihren Beitrag zur Lösung der Globalisierungs-Probleme“[314]
- Ehrendoktorwürde der Ewha Frauenuniversität, erhalten am 11. November 2010 in Seoul[315]
- Ehrendoktorwürde der Universität Tel Aviv, verliehen am 1. Februar 2011[316]
- Ehrendoktorwürde der Radboud-Universität Nijmegen, verliehen am 23. Mai 2013[317]
- Ehrendoktorwürde der Comenius-Universität Bratislava, verliehen am 20. Oktober 2014[318]
- Ehrendoktorwürde der Universität Szeged, verliehen am 2. Februar 2015[185]
- Ehrendoktorwürde der Universität Nanjing, verliehen am 12. Juni 2016[319]
- Ehrendoktorwürden der Katholischen Universität Löwen und der Universität Gent, verliehen am 12. Januar 2017[320]
- Ehrendoktorwürde der Universität Haifa, verliehen am 4. Oktober 2018[321]
- Ehrendoktorwürde der Universität Harvard, verliehen am 30. Mai 2019 durch die juristische Fakultät[322]
- Ehrendoktorwürde der Handelshochschule Leipzig, verliehen am 31. August 2019[323]
- Ehrendoktorwürde der Johns Hopkins University, verliehen am 14. Juli 2021[324]
- Ehrendoktorwürde der Technion Haifa, verliehen am 10. Oktober 2021[325]
- Ehrendoktorwürde des Institut d’études politiques de Paris (Sciences Po), verliehen am 27. Juni 2023[326]

### Sonstige
- Am 16. Februar 2008 wurde sie zum Ehrenmitglied von Energie Cottbus ernannt.
- Am 2. Juni 2011 wurde im Rahmen ihres Besuchs in Singapur eine Orchideen-Züchtung der Gattung Dendrobium auf den Namen „Dendrobium Angela Merkel“ getauft.[327]
- In der ersten Hälfte der 2010er Jahre kamen viele Menschen als Flüchtlinge nach Deutschland. In mehreren Fällen benannten Eltern aus Dankbarkeit für das Engagement Angela Merkels in der Flüchtlingssache ihr neugeborenes Kind nach Angela Merkel. In der Presse erwähnt ist ein syrisches Kind mit dem Vornamen Angela Merkel;[328] ein weiteres syrisches Kind mit dem Namen Serbia Merkel Al-Mustafa;[329] das als Christ Merkel benannte Kind einer Kamerunerin und die Tochter einer Ghanaerin Angela Merkel Adé.[330] Nach Auskunft des namenskundlichen Instituts in Leipzig sei diese Form der Verehrung in vielen Kulturen üblich.[330]
- Ehrenbürgerin der Stadt Templin (seit 27. Juni 2018)[331]
- Im Oktober 2021 erklärte Xi Jinping als Staatsoberhaupt der Volksrepublik China Merkel zur Alten Freundin des chinesischen Volkes. Merkel bereiste China während ihrer Amtszeit zwölf Mal und besuchte bei jeder Chinareise zusätzlich eine andere Stadt. Xi Jinping würdigte dies und ihre Art der Diplomatie, die zu guten chinesisch-deutschen Beziehungen beigetragen habe, sowie ihre Kenntnis zu „manchen Realitäten in China“.[332]
- Zu ihrer Verabschiedung als Bundeskanzlerin erhielt Angela Merkel am 2. Dezember 2021 einen Großen Zapfenstreich in Gegenwart der Verteidigungsministerin Annegret Kramp-Karrenbauer und des Generalinspekteurs der Bundeswehr Eberhard Zorn.[333] Sie überraschte mit der Auswahl der drei Musikstücke, die sie sich wünschte: Du hast den Farbfilm vergessen, Für mich soll’s rote Rosen regnen und Großer Gott, wir loben dich.[334]
- Die CDU Mecklenburg-Vorpommern nominierte Merkel wenige Tage nach dem Ende ihrer Bundeskanzlerzeit als Wahlfrau zur Wahl des Bundespräsidenten 2022.[335]

## Veröffentlichungen

### Politische Schriften
- In unruhiger Zeit. Reden und Aufsätze aus drei Jahren deutscher Einheit. Parerga, Düsseldorf/Bonn 1994, ISBN 3-9803042-4-8.
- Das vereinte Deutschland in der Europäischen Union, neue Chancen für Frauen und Jugendliche. Köllen, Bonn 1994, ISBN 3-88579-153-6.
- mit Hartmut Graßl: Ist unser Klima noch zu retten? Konrad-Adenauer-Stiftung, Sankt Augustin 1994, ISBN 3-930163-86-1.
- Angela Merkel (Hrsg.): Wissenschaftliche Politikberatung für die Umwelt: Stationen, Leistungen, Anforderungen und Erfahrungen. Analytica, Berlin 1997, ISBN 3-929342-27-8.
- Der Preis des Überlebens. Gedanken und Gespräche über zukünftige Aufgaben der Umweltpolitik. Deutsche Verlags-Anstalt, Stuttgart 1997, ISBN 3-421-05113-5.
- mit August Oetker und Hubert Peter Johann: Umwelt und Wirtschaft. Konrad-Adenauer-Stiftung, Sankt Augustin 1998, ISBN 3-931575-92-6.
- Angela Merkel (Hrsg.): Europa und die deutsche Einheit. Zehn Jahre Wiedervereinigung: Bilanz und Ausblick. Herder, Freiburg/Basel/Wien 2000, ISBN 3-451-20140-2.
- mit Hugo Müller-Vogg: Mein Weg. Angela Merkel im Gespräch mit Hugo Müller-Vogg. Hoffmann und Campe, Hamburg 2004, ISBN 3-455-09417-1.
- mit Hugo Müller-Vogg: Mein Weg. Ein Gespräch mit Hugo Müller-Vogg. aktualisierte Auflage. Hoffmann und Campe, Hamburg 2005, ISBN 3-455-09538-0.
- Angela Merkel (Hrsg.): Dialog über Deutschlands Zukunft. Murmann Verlag, Hamburg 2012, ISBN 978-3-86774-187-3.
- Daran glaube ich: christliche Standpunkte. St. Benno Verlag, Leipzig 2013, ISBN 978-3-7462-3774-9.
- Was also ist mein Land? (mit drei Reden: von 2008 in der Knesset, Jerusalem, und vom August 2015 mit dem oft zitierten Wir-schaffen-das-Satz und vom Oktober 2021 nach der Bundestagswahl.) 2022, Aufbau Verlag, Berlin.[336]
- mit Beate Baumann: Freiheit. Erinnerungen 1954–2021. Kiepenheuer & Witsch, Köln 2024, ISBN 978-3-462-00513-4. (Memoiren)

### Wissenschaftliche Veröffentlichungen
- R. Der, A. Merkel, H.-J. Czerwon (1980): On the influence of spatial correlations on the rate of chemical reactions in dense gases. I. Quantum statistical theory. In: Chemical Physics 53, S. 427–435.
- R. Der, R. Haberlandt, A. Merkel (1980): On the influence of spatial correlations on the rate of chemical reactions in dense systems. II. Numerical results. In: Chemical Physics 53, S. 437–442.
- I. Böger, A. Merkel, J. Lachmann, H.-J. Spangenberg, T. Turanyi (1982): An Extended Kinetic Model and its Reduction by Sensitivity Analysis for the Methanol//Oxygen Gas-Phase Thermolysis. In: Acta Chimica Hungarica 129, S. 855–864.
- A. Merkel, I. Böger, H. J. Spangenberg, L. Zülicke (1982): Berechnung von Hochdruck-Geschwindigkeitskonstanten für Zerfalls- und Rekombinationsreaktionen einfacher Kohlenwasserstoffmoleküle und -radikale. In: Zeitschrift für Physikalische Chemie 263, S. 449–460.
- A. Merkel, L. Zülicke (1985): Berechnung von Geschwindigkeitskonstanten für den C-H-Bindungsbruch im Methylradikal. In: Zeitschrift für Physikalische Chemie 266, S. 353–361.
- Untersuchung des Mechanismus von Zerfallsreaktionen mit einfachem Bindungsbruch und Berechnung ihrer Geschwindigkeitskonstanten auf der Grundlage quantenchemischer und statistischer Methoden. Berlin 1986, DNB 860909832 (Dissertation A, Akademie der Wissenschaften der DDR HU Berlin, Zentralinstitut für physikalische Chemie, 153 Seiten).
- A. Merkel, L. Zülicke (1987): Nonempirical parameter estimate for the statistical adiabatic theory of unimolecular fragmentation carbon-hydrogen bond breaking in methyl. In: Molecular Physics 60, S. 1379–1393.
- A. Merkel, Z. Havlas, R. Zahradnik (1988): Evaluation of the rate constant for the SN2 reaction fluoromethane + hydride: methane + fluoride in the gas phase. In: Journal of American Chemical Society 110, S. 8355–8359.
- H. Mix, J. Sauer, K.-P. Schröder, A. Merkel (1988): Vibrational Properties of Surface Hydroxyls: Nonempirical Model Calculations Including Anharmonicities. In: Coll. Czechoslov. Chem. Commun. 53, S. 2191–2202.
- F. Schneider, A. Merkel (1989): The lowest bound states of triplet BH2+ In: Chemical Physics Letters 161, S. 527–531.
- L. Zülicke, A. Merkel (1990): Theoretical approach to reactions of polyatomic molecules. In: International Journal of Quantum Chemistry 36, S. 191–208.

## Dokumentarfilme (Auswahl)
- Kohls Mädchen, Kohls Erbin – Angela Merkels Weg zur Macht. Dokumentarfilm, 30 Min. Ein Film von Wolfgang Landgraeber, Wilfried Prill. Produktion: ARD. Deutschland 2000.[337]
- Angela Merkel – Die Unerwartete. Dokumentarfilm, 90 Min. Regie: Torsten Körner und Matthias Schmidt. Produktion: Broadview TV, MDR, in Zusammenarbeit mit arte. Deutschland 2016.[338]
- Mensch Merkel! – Widersprüche einer Kanzlerin. Dokumentarfilm, 45 Min. Ein Film von Bernd Reufels. Produktion: Kelvinfilm im Auftrag des ZDF. Deutschland 2019.[339]
- Stunden der Entscheidung – Angela Merkel und die Flüchtlinge. Dokudrama, 89 Min. Regie: Christian Twente. Produktion: AVE Publishing im Auftrag des ZDF. Deutschland 2019.[340]
- Angela Merkel – Frau Bundeskanzlerin. Dokumentation in 5 Teilen à 50 Min, Regie: Stefan Aust. Produktion: RTL/TV Now, Deutschland 2021.[341]
- Angela Merkel – Im Lauf der Zeit. Dokumentarfilm. Regie: Torsten Körner. 90 Minuten. Arte, MDR. Deutschland 2022.[342]
- Tim Evers: Angela Merkel – Schicksalsjahre einer Kanzlerin in der ARD-Mediathek, abrufbar bis 7. Juli 2026 (D 2024)